# Kinh Thi
Kinh Thi (giản thể: 诗经; phồn thể: 詩經; bính âm: Shī Jīng) là một bộ tổng tập thơ ca vô danh của Trung Quốc, một trong năm bộ sách kinh điển của Nho giáo. Các bài thơ trong Kinh Thi được sáng tác trong khoảng thời gian 500 năm, từ đầu thời Tây Chu (tk 11–771 TCN) đến giữa thời Xuân Thu (770–476 TCN), gồm 311 bài thơ. Kinh Thi chia làm ba bộ phận lớn là Phong, Nhã và Tụng. Nguồn gốc các bài thơ trong Kinh Thi khá phức tạp, gồm cả ca dao, dân ca và nhã nhạc triều đình, với các tác giả thuộc mọi tầng lớp trong xã hội đương thời. Từ ca dao, dân ca được ghi chép lại thành văn rồi thành kinh điển, Kinh Thi đã trải qua quá trình sưu tầm, chỉnh lý, biên soạn công phu.
Trong thời Chiến Quốc, Kinh Thi được coi là "sách giáo khoa" toàn xã hội, luôn được các học giả truyền tụng, học tập với phương châm "Không học Thi thì không biết nói" (bất học Thi, vi dĩ ngôn - Khổng Tử). Trong sự kiện đốt sách của nhà Tần, Kinh Thi bị mất mát rất nhiều, sau đó mới được sưu tầm và khôi phục qua công sức của nhiều học giả từ đời Hán trở đi. Trong số đó, bản Kinh Thi do hai thầy trò Mao Hanh, Mao Trường biên soạn là bản thông dụng nhất cho đến ngày nay. Cũng trong thời Hán, Kinh Thi trở thành một trong Ngũ kinh của Nho giáo và luôn được nhiều thế hệ nhà Nho như Trịnh Khang Thành đời Đông Hán, Khổng Dĩnh Đạt đời Đường nghiên cứu, bình giải cả về mặt kinh học và văn học. Đến đời Tống, Chu Hy chú giải lại toàn bộ Kinh Thi với chủ trương "kinh học hóa", "huyền thoại hóa" Kinh Thi nhằm phù hợp với yêu cầu huấn hỗ, giáo huấn để rồi khi Tống Nho chiếm địa vị bá chủ học thuật thì lý giải của Chu Hy về Kinh Thi cũng trở thành bất khả xâm phạm. Tuy nhiên, đến đời Thanh, Thi kinh tập truyện của Chu Hy bị phản đối mạnh mẽ bởi nhiều học giả muốn nghiên cứu Kinh Thi trên tư cách một tuyển tập văn học chứ không phải một tác phẩm kinh học. Và đó cũng là ý kiến chính thống của giới Thi học hiện nay.
Kinh Thi được ví như một bức tranh miêu tả toàn cảnh về xã hội đương thời, từ lịch sử, phong tục tập quán, tình trạng xã hội và chế độ chính trị của Trung Quốc thời Chu cho đến sông núi, cây cỏ, chim thú... Do đó, Kinh Thi được coi là nền tảng cho khuynh hướng hiện thực của văn học Trung Quốc. Nghệ thuật của Kinh Thi cũng rất đặc sắc, nhất là phương pháp "phú", "tỉ", "hứng" và lối trùng chương điệp ngữ rất có ảnh hưởng đến đời sau.
Kinh Thi là một kiệt tác văn học giàu tính sáng tạo cả về nội dung và hình thức. Khuynh hướng tư tưởng và phong cách nghệ thuật Kinh Thi đều ảnh hưởng sâu xa đến văn học đời sau. Toàn bộ lịch sử văn học Trung Quốc phát triển dưới sự khơi gợi của tinh hoa Kinh Thi. Bên cạnh đó, Kinh Thi còn là tài liệu giáo dục quan trọng của Nho sĩ Trung Quốc, trở thành giáo trình chính trị - luân lý cho toàn bộ Nho sĩ trong xã hội Trung Quốc suốt hai nghìn năm phong kiến. Vai trò và ảnh hưởng của Kinh Thi là vô cùng to lớn, chẳng những được truyền bá trên toàn cõi Trung Quốc mà còn đến các nước lân cận, trở thành một phần của cải tinh thần của nhân loại.

## Tên gọi
Kinh Thi, còn được gọi là Thi tam bách 詩三百 (Ba trăm bài thơ) hay ngắn hơn là Thi bách 詩百 (Trăm bài thơ), thông thường gọi ngắn hơn nữa là Thi 詩 (Thơ). Trong bài Tiến học giải 進學解 của Hàn Dũ đời Đường có viết Thi chính nhi ba (Kinh Thi nghiêm chỉnh mà tươi đẹp), từ đó Kinh Thi còn được gọi là Ba kinh 經葩. Ngoài ra, Kinh Thi vốn bị nhà Tần đốt mất nguyên bản Tiên Tần, đến đời nhà Hán được bốn nhà Tề, Lỗ, Hàn, Mao phục nguyên, thành ra bốn bản Tề thi 齊詩, Lỗ thi 魯詩, Hàn thi 韓詩, Mao thi 毛詩. Về sau, chỉ có bản Kinh Thi của họ Mao được lưu truyền, vì vậy Kinh Thi còn có tên là Mao thi.

## Sưu tầm, biên soạn và chỉnh lý

### Chế độ "thái thi"
Kinh Thi là một bộ tổng tập văn chương gồm 305 bài thơ vốn là lời bài hát có nhạc đệm, được lưu truyền trong dân gian từ đầu thời kì Tây Chu đến giữa thời Xuân Thu, trong khoảng thời gian 500 năm (tuy nhiên, có 5 bài thơ được đoán định sáng tác từ đời Thương). Từ lĩnh vực dân gian chuyển sang lĩnh vực thành văn, hơn nữa lại còn được xếp vào loại sách kinh điển, Kinh Thi phải trải qua quá trình sưu tầm, chỉnh lý, biên soạn... mới có được bản hiện hành.
Để lý giải quá trình sưu tầm Thi, các nhà Kinh học đời Hán đưa ra thuyết Thái thi 採詩, căn cứ theo sách Lễ ký 禮記. Thiên Vương chế 王制 sách ấy chép điển lễ nhà Chu rằng "Thiên tử cứ năm năm đi tuần thú một lần. Tháng hai năm ấy đi tuần thú đến núi Đại Tông ở phía đông, thắp hương nến tế vọng núi sông. Thăm chư hầu, hỏi về các bậc cao tuổi và đến gặp. Truyền mệnh cho quan Thái sư trình thơ để xem xét nề nếp của dân chúng. Mệnh cho quan coi chợ trình giá cả để xem xét sự thích, ghét trong dân, ghi chép nết hay nết xấu phổ biến. Mệnh cho quan Điển lễ khảo sát thời tiết, tháng để định ngày trước sau. Xem xét luật lệ, chế độ, y phục, chỉnh lại cho đồng bộ".
Việc thu thập thơ ca trong dân chúng nói ở trên gọi là thái thi (hái thơ), nó đã được nhà Chu thi hành một cách nghiêm túc, có quan đặc trách theo quy chế nhà nước: Thái sư. Vị quan này lại tổ chức một mạng lưới rộng rãi sưu tầm thi ca trong dân gian, đó là các Hành nhân hay còn gọi là quan Thái thi.
Những người được chọn làm quan Thái thi ở nơi thôn dã tương đối cao tuổi. Trong sách Xuân Thu Công Dương Truyện 春秋公洋傳, Hà Hưu chú thích rằng "Đàn ông sáu mươi tuổi, đàn bà năm mươi tuổi, không có con, quan cho mặc cho ăn, sai vào dân gian tìm thơ. Ngoài ra, họ còn phải "đạt" yêu cầu khác như mù lòa và am hiểu âm nhạc, nên đôi khi được gọi là cổ, mông, tẩu 瞽矇瞍. Các Hành nhân thường đi lại trên đường, nhất là vào đầu xuân nhiều lễ hội, tay đánh mõ để sưu tầm thi ca, trình lên cho Thái sư, so sánh với các làn điệu rồi dâng lên cho vua nghe.
Thực ra, trong giới nghiên cứu Kinh Thi cũng có người không tin từ đời Chu đã có được mạng lưới sưu tầm như vậy, theo họ, đây chỉ là phỏng đoán, tưởng tượng của học giả đời Hán chứ trước Hán không thấy tư liệu nào chép việc này, nên cách nói của họ mới không nhất trí.
Các bài thi ca được sưu tầm và biên tập bởi chế độ thái thi đời nhà Chu, chính là phần lớn tư liệu biên soạn Kinh Thi sau này. Bên cạnh đó, còn có những khúc ca tế lễ ở tông miếu, nhạc yến tiệc, nhạc đi săn, nhạc xuất binh, tán tụng công đức vua chúa là âm nhạc của triều đình; nhạc của công khanh liệt sĩ, chư hầu hiến lên Thiên tử mà một số bài vẫn còn tên tác giả. Trừ mấy thiên ở Thương tụng 商頌 đề cập đến đời nhà Thương xa xưa mà nhiều khả năng do người đời sau phóng tác, hầu hết các bài thơ sưu tầm được đều ra đời trong thực tiễn lao động của dân chúng hoặc liên quan mật thiết đến các hoạt động chính trị, quân sự, tôn giáo, giải trí vui chơi của xã hội đương thời.
Những bài trong Kinh Thi không phải ngay từ đầu đã là bài hát theo nhạc; có một số vốn là thơ, khi phổ nhạc, không tránh khỏi sự thêm bớt của nhạc quan. Nhiều bài có những câu xuất xứ từ những khu vực khác nhau, nên chưa hẳn là ngôn ngữ của nguyên tác. Có những bài có đoạn không ăn khớp, không dính liền với những đoạn khác, cũng có thể thấy dấu vết của sự thêm bớt, chắp nối. Ngoài ra, còn có những chỗ thay đổi có tính chất nhuận sắc, như sửa vần, sửa câu, cũng như thay tiếng địa phương bằng lời tao nhã.
Về không gian sưu tầm dân ca, căn cứ theo Thập ngũ Quốc phong trong Kinh Thi, thì các vùng sưu tầm được Thi ngày nay đại để tương ứng với mấy tỉnh Thiểm Tây, Sơn Tây, Hà Bắc, Hà Nam, Sơn Đông, Hồ Bắc trên diện tích 1020000 km². Điều này cho thấy sự nghiêm túc của Hành nhân trong việc sưu tầm, để tạo nên thành quả là khối lượng thơ đồ sộ trên một địa bàn rộng lớn như vậy.
Theo sử gia Tư Mã Thiên, số thơ sưu tầm được ở đời Chu vốn có 3000 bài, phần nhiều trùng điệp, sau Khổng Tử san định, chỉ lấy 305 bài.

### Khổng Tử san định
Thiên Khổng Tử thế gia 孔子世家 trong Sử ký 史記 của Tư Mã Thiên chép rằng "Ngày xưa Kinh Thi có tất cả hơn ba nghìn thiên. Đến thời Khổng Tử, Khổng Tử bỏ bớt những thiên trùng điệp, chỉ lấy 305 thiên có thể có ích cho lễ nghĩa, đều phổ nhạc, cố tìm âm hợp với nhạc Thiều, Vũ, Nhã, Tụng".
Thiên Tử Hãn 子罕 trong sách Luận ngữ 論語 cũng ghi rằng "Khổng Tử nói: Ta từ nước Vệ trở về Lỗ, sau đó chỉnh đốn âm nhạc, rồi Nhã Tụng đâu ra đấy".

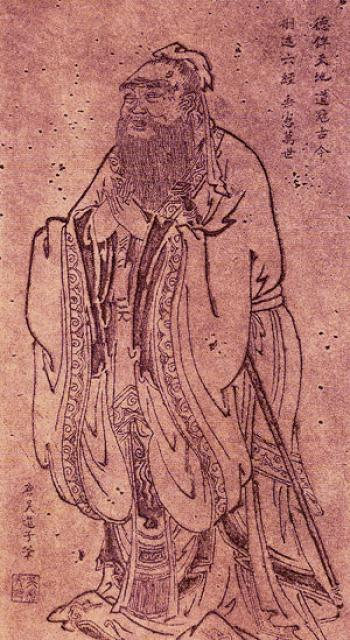
Tranh khắc hình Khổng Tử của họa sĩ đời Đường Ngô Đạo Tử

Lục Đức Minh trong Kinh điển thích văn 經典釋文 cũng viết "Khổng Tử san lục Kinh Thi, trước hết chọn lấy những bài về đời Chu, lại lấy cả những bài Thương tụng, phàm ba trăm mười một thiên."
Người ta thường dựa vào các thuyết trên để cho rằng Khổng Tử có chọn lọc, san định để tạo nên bộ Kinh Thi 305 bài ngày nay. Tuy nhiên, một số học giả như Khổng Dĩnh Đạt đời Đường; Trịnh Tiều, Chu Hy đời Tống; Thôi Thuật đời Thanh... vẫn còn hoài nghi việc đó vì Khổng Tử chưa bao giờ nói đến việc mình san định Kinh Thi. Trong Độc phong ngẫu chí 讀風偶識, Thôi Thuật đã biện bạch việc Khổng Tử san Thi như sau
| “ | Ai bảo Khổng Tử có san định Kinh Thi? Việc đó thấy chép trong Sử ký chứ Khổng Tử chưa khi nào nói đến. Khổng Tử nói "Tiếng nước Trịnh dâm", ấy là nước Trịnh có nhiều thi ca dâm dật. Khổng Tử nói "Đọc Thi ba trăm thiên", ấy là Thi có ba trăm thiên chứ Khổng Tử chưa từng san định. Học giả không tin lời Khổng Tử mà tin lời người khác, thật là điều quái gở! | ” |

Lý do nữa để chứng minh không có việc Khổng Tử san định Thi là thời gian không khớp. Sách Tả truyện 左傳 chép việc "Quý Trát quan nhạc", kể chuyện công tử nước Ngô là Quý Trát đến nước Lỗ và được nghe nhạc vào năm 544 TCN, năm đầu đời Chu Cảnh Vương. Theo đó thì tên các loại, các phần, thứ tự trước sau những bài thơ nước Lỗ hát cho Quý Trát nghe gần giống như bản Kinh Thi hiện nay, đủ cả Phong, Nhã, Tụng. Mà Khổng Tử sinh vào năm Lỗ Tương Công thứ 22 tức năm 551 TCN, khi Quý Trát nghe nhạc thì ông mới lên 8 tuổi, san định Kinh Thi sao được! Vả chăng, Khổng Tử thường nói đến Thi hoặc Thi tam bách, một số sách trước đó cũng đã nói đến Tam bách thiên...Do đó có thể đoán khi Khổng Tử ra đời, đã có một tập thơ mà số bài và cách biên soạn đại khái giống như bản Kinh Thi ngày nay. Sử ký chép Khổng Tử san định Kinh Thi, có lẽ ông chỉ sửa câu chữ cho hợp với làn điệu mà thôi.
Nhưng cũng không thể phủ nhận công sức lớn lao của Khổng Tử trong việc định hình Thi tam bách từ thơ ca dân gian thành văn bản kinh điển. Thiên Thiên vận 天運 sách Trang Tử 莊子 kể chuyện Khổng Tử gặp Lão Tử và nói "Khâu này khảo cứu sáu kinh Thi, Thư, Lễ, Nhạc, Dịch, Xuân Thu". Mặc dù vẫn còn tranh luận về vấn đề thời điểm tên gọi Thi kinh xuất hiện, song công lao của Khổng Tử trong truyền bá và sửa chữa Thi là cần khẳng định. "Tư vô tà", nhận xét của Khổng Tử về Thi tam bách trong thiên Vi chính 為政 sách Luận ngữ là một quan điểm được nhiều thế hệ truyền tụng.

### Mao thi
Sau khi tiêu diệt sáu nước, Tần Vương Doanh Chính đặt ra danh xưng Hoàng đế, lên ngôi vua, tức Tần Thủy Hoàng, không đặt chư hầu, chia cả nước thành quận huyện, trực tiếp cai trị theo đường lối Pháp gia, thực hiện chính sách "đốt sách chôn Nho", "đốt sách cấm học", "hai người dám bàn nhau về việc Kinh Thi, Kinh Thư thì chém giữa chợ, lấy đời xưa mà chê đời nay thì giết cả họ". Do vậy, phần lớn sách kinh điển thư tịch đời Tiên Tần đều bị nhà Tần đốt, trong đó có Thi.
Đến đời nhà Hán, Thi mới được sưu tầm và phục nguyên lại. Trong số những học giả có công sưu tầm, phục nguyên Kinh Thi đời Hán, chủ yếu có bốn nhà: Viên Cố Sinh người nước Tề, Thân Bồi người nước Lỗ, Hàn Anh người nước Yên, hai thầy trò Mao Hanh người nước Lỗ và Mao Trường (hoặc Mao Trành) người nước Triệu. Về sau, các học giả nghiên cứu Kinh Thi lấy tên nước hoặc họ của bốn nhà nói trên mà gọi tên của Kinh Thi, thành ra bản của Viên Cố Sinh sưu tầm gọi là Tề thi, của Thân Bồi thì gọi là Lỗ thi, của Hàn Anh thì gọi là Hàn thi, của hai thầy trò họ Mao thì gọi là Mao thi. Bản Mao thi xuất hiện sau cùng, phần lớn có quan hệ với Tả truyện, việc huấn hỗ cũng nhiều chỗ giống Nhĩ Nhã 爾雅, được gọi là bản Cổ văn; ba bản kia gọi là Kim văn.

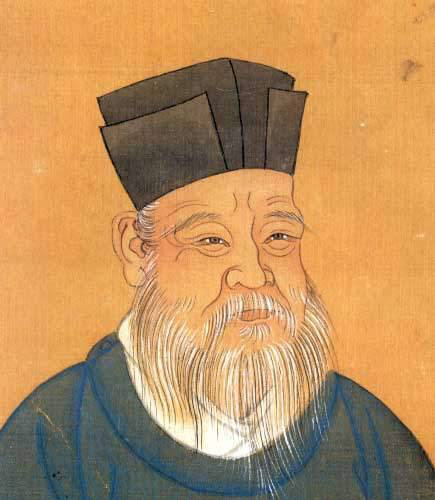
Chu Hy, triết gia Trung Quốc, tác giả Thi kinh tập truyện, người đã chú giải cho toàn bộ 311 bài thơ trong Mao thi

Vào thời Hán Vũ Đế, triều đình cho lập Học quan nghiên cứu Thi ba nhà Tề, Lỗ, Hàn; Mao thi xuất hiện muộn hơn, chưa được lập Học quan nghiên cứu. Học giả theo Lỗ thi có Vương Giảm, Triệu Quán, Khổng An Quốc, Chu Bá, Hạ Khoan, Từ Yển, Khánh Kỵ; học giả tiếp thu Tề thi có Thương Dực, Tiêu Vọng Chi, Khuông Hành, Sư Đan. Thuyết Hàn thi thì có Tôn Thương, Thái Nghị, Vương Cát, Phiếu Phong, Trương Tựu. Đây đều là những học quan lớn của triều đình đương thời. Ba nhà cùng là Kim văn, nguồn gốc khác nhau, đều có chủ thuyết riêng nên Kinh Thi thành ra có nhiều dị bản, nghĩa lý trở nên mờ mịt.
Riêng Mao thi, ra đời từ Mao Hanh (còn gọi là Đại Mao công), rồi được Mao Trường (còn gọi là Tiểu Mao công) tiếp thu. Tiểu Mao công là quan Bác sĩ của Hà Gian Hiến Vương Lưu Đức - con trai vua Hán Cảnh Đế. Có người cho rằng Khổng Tử truyền các lời giảng về Kinh Thi cho học trò là Tử Hạ, Tử Hạ truyền cho Tăng Thân (con trai Tăng Tử), Tăng Thân truyền cho Lý Khắc, Lý Khắc truyền cho Mạnh Trọng Tử (con trai Mạnh Tử), Trọng Tử truyền cho Căn Mâu Tử, Mâu Tử truyền cho Tôn Khanh, Tôn Khanh truyền cho Mao Hanh, Hanh đem Huấn, Truyện mình làm truyền cho Mao Trường. Các ông Trịnh Chúng, Giả Quỳ đời Đông Hán đều học Mao thi, Mã Dung viết Truyện chú thích cho Mao thi. Vào cuối thời Đông Hán, nhà học giả Trịnh Huyền (hay Trịnh Khang Thành) đã chú thích kĩ cho Mao thi, chú thích của ông có ảnh hưởng lớn đến việc nghiên cứu Kinh Thi về sau, người ta gọi là Trịnh tiên 鄭箋. Người học Mao thi ngày càng đông, ba nhà Tề, Lỗ, Hàn dần dần mai một, chỉ còn Mao thi lưu hành đến ngày nay. Học giả Bửu Cầm trong bài viết Giới thiệu Kinh Thi in mở đầu bộ sách Thi kinh tập truyện do Tạ Quang Phát dịch, tái bản năm 2003 thì Tề thi mất về đời nhà Ngụy, Lỗ thi mất về đời nhà Tấn, Hàn thi mất về đời Ngũ Đại Thập Quốc.
Truyện do Mao Hanh làm, học giả Bì Tích Thụy đời Thanh cho là còn "giản lược" trong khi Truyện do Thân Bồi làm thì để khuyết các chỗ còn tồn nghi, không giải thích tỉ mỉ từng câu từng chữ. Các học giả sau đời Hán muốn hiểu rõ nghĩa Mao thi, gặp chỗ khuyết thiếu, thường lấy ý mình suy đoán, sáng tạo giải thích mới, bổ sung thêm. Mao thi được hoàn thiện dần đến đời nhà Tống thì thực sự chiếm vị trí độc tôn trong học đường. Đó là bản Mao thi có Truyện do Chu Hy chú thích.
Kinh Thi qua bàn tay của Chu Hy đã bị "kinh học hóa" (classicize), "huyền thoại hóa" (mythify), nặng về huấn hỗ (chú giải nghĩa văn để giáo dục, dạy dỗ hay là tạo ra mẫu mực phép tắc) và lý tính để tuyên truyền, minh họa đạo lý Nho gia. Nhưng trào lưu "kinh học hóa","huyền thoại hóa" ấy dần dần bị phản đối, từ đời nhà Minh đã xuất hiện trào lưu nghiên cứu Kinh Thi phản truyền thống, coi trọng thi ý và tình cảm mà coi nhẹ huấn hỗ và lý tính, trào lưu này tiếp tục phát triển mạnh vào đời nhà Thanh. Phương Ngọc Nhuận người đời Thanh viết cuốn Thi kinh nguyên thủy 詩經原始 với phương châm theo chữ để xét nghĩa, tìm nguyên ý gốc của thi nhân. Phương Ngọc Nhuận cho rằng thơ trong Kinh Thi không bị câu nệ bởi Thi tự và Mao truyện, như với thiên Phù dĩ, ông gạt bỏ các thuyết "chữa ác tật" và "chữa khó đẻ"; với thiên Manh, ông cho đây không phải là sáng tác về việc ruồng bỏ vợ. Ông còn nói rằng "Đại để là các nhà nghiên cứu về Kinh Thi trước hết đều bị một cái mũ vừa to vừa rộng chụp vào đầu, rồi sau mới tự mình trình bày ý kiến riêng". Ở Nhật Bản, các học giả từ thời Edo đã kế thừa xu hướng "phản truyền thống" trong nghiên cứu Kinh Thi đời Minh ở Trung Quốc. Các học giả Nhật là hai cha con Ito Jinsai và Ito Togai, Yanagawa Seigan... thời Edo và Ono Kozan thời Meiji đều chủ trương đọc Kinh Thi với tư cách là một tác phẩm văn học. Đó cũng là quan điểm chính thống của giới Thi học khi nghiên cứu về Kinh Thi hiện nay.

## Bố cục hiện hành
Bản Kinh Thi hiện hành gồm có 311 bài (xưa gọi là thiên 篇 hay thập 什). Kì thực, không phải tất cả các bài đều mất tên họ tác giả, thậm chí tên họ của họ vẫn còn có thể khảo chứng được. Chẳng hạn, bài Tiệt Nam Sơn trong Tiểu nhã nói rõ "Gia Phủ làm lời thơ này". Hay như trường hợp bài Hạng bá trong Tiểu nhã ghi "Hoạn quan tên là Mạnh Tử làm ra bài thơ này". Bài Tung cao và Chưng dân trong Đại nhã thì nói "Cát Phủ làm bài thơ này" thì Cát Phủ ở đây là Doãn Cát Phủ, Thái sư thời Chu Tuyên Vương. Tả truyện còn chép rằng, bài Tái trì thuộc Dung phong là do bà phu nhân của Hứa Mục Công làm còn Kinh Thư nói bài Si hiêu của Mân phong là do Chu Công Đán làm ra. Tất nhiên, phương pháp dùng thư tịch để khảo cứu thư tịch cũng chưa hoàn toàn đáng tin cậy. Nhìn chung, phần lớn họ tên tác giả các bài thơ trong Kinh Thi đều đã bị rơi rụng trong quá trình lưu truyền, tập hợp, chỉnh lý từ dân gian lên vương thất, trong dòng chảy bất tận của thời gian. Kinh Thi là tổng tập thơ ca vô danh thời nhà Chu trong lịch sử Trung Quốc.
Trong số 311 bài thơ, có 6 bài chỉ có đề mục chứ không có lời, gọi là "dật thi" (thơ đã mất). Sáu bài đó là Nam cai南陔(thuộc Lộc minh chi thập 鹿鳴之什); Bạch hoa 白華, Hoa thử華黍, Do canh 由庚, Sùng khâu 崇丘, Do nghi 由儀 (thuộc Bạch hoa chi thập 白華之什). Các nhà nghiên cứu cho rằng, 6 bài này là nhạc ca, tên bài thì còn, nhưng điệu nhạc đã mất, vì vậy không chép vào Kinh Thi được. Chu Hy làm Truyện, gọi những bài ấy là "sênh thi" (cũng đọc "sinh thi"). Chu chú rằng, "Sênh, nhạc được dùng trong yến lễ", "có nhạc nhưng không có lời". Sênh thi tựa như các tác phẩm nhạc không lời ngày nay, mỗi bài thơ là lời của một bản nhạc nhất định, nhạc ngày nay không còn. Chu Hy phỏng đoán thứ tự 6 bài sênh thi này là tuần tự tấu nhạc trong một buổi lễ và Mao Hanh đưa chúng vào Mao thi, dù "hữu mục vô từ" (có đề mục, không có lời) là có dụng ý: trong phần Nhã, mỗi cụm thơ đều đủ 10 bài, đưa sênh thi vào chỉ với mục đích cho đủ số 10 bài.
Với 305 bài thơ còn lại, trong lịch sử học thuật Trung Hoa đã từng có 3 cách phân loại chủ yếu. Một là chia ba phần "Phong, Nhã, Tụng", thấy sớm nhất trong thiên Nho hiệu 儒效 sách Tuân Tử 荀子 và Nhạc ký 樂記. Hai là chia bốn phần "Nam, Phong, Nhã, Tụng", là cách phân loại của học giả đời Tống như Vương Chất trong sách Thi tổng văn 詩總文 và Trình Đại Xương trong sách Thi luận 詩論. Ba là cách chia sáu phần "Phong, Phú, Tỉ, Hứng, Nhã, Tụng" do Trịnh Huyền đời Hán chủ trương. Trong ba cách đó, cách đầu có lịch sử lâu đời nhất và ảnh hưởng rộng nhất.

### Phong
Phong 風 là "Thập ngũ quốc phong", tức ca dao của 15 nước chư hầu hoặc khu vực, gồm Chu Nam 周南, Thiệu Nam 召南, Bội phong 邶風, Dung phong 鄘風, Vệ phong 衛風, Vương phong 王風, Trịnh phong 鄭風, Tề phong 齊風, Ngụy phong 魏風, Đường phong 唐風, Tần phong 秦風, Trần phong 陳風, Cối phong 檜風, Tào phong 曹風, Mân phong 豳風 (hoặc Bân phong), cộng 160 bài.
Phong là nhạc điệu, các bài Quốc phong phần nhiều là "thơ ca dân gian" ("dân tục ca dao", chữ dùng của Chu Hy), phần nhạc kèm theo có sắc thái âm nhạc dân gian địa phương, gọi là "thổ nhạc". Chu Hy chú thích rằng "Gọi thơ ấy là Phong, bởi họ nhờ đức hóa ở trên mà phát ra lời, lời lại rất rung động lòng người. Giống như vật vì gió lay động mà phát ra tiếng, rồi tiếng đó lại làm vật hết sức rung động vậy. Bởi thế các chư hầu sưu tầm để dâng lên Thiên tử, Thiên tử nhận và giao cho Nhạc quan, lấy đó để khảo sát cái tốt cái xấu trong phong tục mà dân ưa chuộng, từ đó biết được chỗ được mất trong chính sự. Theo thuyết cũ, Nhị Nam là Chính phong, thơ này được dùng cho gia đình, làng xóm, đất nước và giáo hóa cả thiên hạ vậy. Thơ 13 nước là Biến phong, giao cho Nhạc quan lĩnh lấy, dùng để thời thường học tập". Sách Thi đại tự 詩大序 cho rằng Phong dùng vào giáo hóa, phúng thích, "nói việc của một nước, là gốc của một người". Học giả đời Tống là Trịnh Tiều coi Phong là "do thổ phong mà ra, đại để là lời của những kẻ hèn mọn, tôi tớ, đàn bà, con gái; ý thơ tuy xa song lời thơ thì thiển cận trùng lặp". Học giả Lương Khải Siêu thì cho Phong là lời thơ có thể ngâm đọc chứ không hát được. Riêng Trình Đại Xương và Cố Viêm Vũ thì ngờ rằng ngày xưa không có danh từ "Quốc phong", hai chữ này do người sau hiếu sự đặt ra.

### Nhã
Nhã 雅 chia ra Tiểu nhã 小雅 và Đại nhã 大雅, cộng 105 bài. Trong mỗi Đại nhã và Tiểu nhã lại phân làm "chính" và "biến". Theo Chu Hy, Chính Đại nhã là nhạc dùng ở triều hội, Chính Tiểu nhã là nhạc dùng ở yến tiệc, phần nhiều do Chu Công Đán chế tác. Còn Biến nhã thì không biết chức năng ra sao.
Nhã có nghĩa như "chính" 正, nghĩa là "đúng đắn", được hiểu là "vương kỳ chính thanh", là âm nhạc vùng kinh ấp của nhà Chu thời Tây Chu, khu vực này người Chu gọi là Hạ, thuộc tỉnh Thiểm Tây ngày nay. "Nhã" cũng vốn là tên nhạc khúc, thiên Cổ chung trong Tiểu nhã có câu "Dĩ nhã dĩ nam" có thể chứng minh điều đó. Thời cổ, "Nhã" và "Hạ" có thể dùng thay cho nhau, sách Mặc Tử 墨子 dẫn thơ Đại nhã từng gọi là Đại hạ. Sách Thi đại tự cho Nhã là "nói việc phế hưng chính sự nhà vua là do đâu" còn Trịnh Tiều viết "Nhã thì từ sĩ đại phu ở triều đình làm ra, lời thơ thuần hậu mẫu mực, thể thơ lên bổng xuống trầm có lớp lang, không phải là điều mà hạng hèn mọn, tôi tớ, đàn bà con gái có thể nói lên được". Lương Khải Siêu cho Nhã là những bài thơ rất phổ thông ở đời Chu.

### Tụng
Tụng 頌 gồm Chu tụng 周頌, Lỗ tụng 魯頌 và Thương tụng 商頌, cộng 40 bài. Phần Chu tụng ra đời sớm nhất, là tác phẩm đời Tây Chu. Phần Thương tụng là tác phẩm nước Tống, con cháu nhà Thương, sáng tác vào khoảng giữa thế kỷ thứ 7 - 8 TCN. Còn Lỗ tụng là tác phẩm nước Lỗ vào thế kỉ 7 TCN.
Tụng, theo Chu Hy, là "khúc ca tế lễ ở tông miếu", phần nhiều tán tụng đề cao, ca ngợi công đức của tiên vương, là những sử thi tưởng niệm công đức và cơ nghiệp của tiên tổ, hát kèm theo múa. Sách Thi đại tự cho Tụng là cơ ngợi thịnh đức của nhà vua, "thông qua việc tế tự mà đem sự thành công của mình cáo với thần linh". Học giả đời Tống là Trịnh Tiều giải thích Tụng "thì thoạt đầu không có ý phúng tụng, chỉ nhằm phô trương công đức to lớn mà thôi, lời thơ nghiêm trang, âm thanh có chừng mực, không dám kể lể rườm rà dông dài, cốt tỏ sự tôn kính". Còn Lương Khải Siêu cho Tụng vốn nghĩa là dung (dung mạo) cho nên có thể đem ra hát và múa theo âm điệu, gần như một kịch bản diễn xướng.

### Mục lục 311 bài thơ trongKinh Thi
Danh sách các bài thơ trong Kinh Thi ở đây lấy từ bản Kinh Thi do Chu Hy làm Truyện chú thích và viết tựa vào năm 1177. Bộ Kinh Thi này gồm 8 quyển, quyển 1 - 3 là Quốc phong, quyển 4 - 5 là Nhã và quyển 6 - 8 là Tụng. Nội dung các bài thơ ở đây trong giới Thi học vẫn chưa thống nhất, thậm chí còn nhiều bất đồng sâu sắc.
| Quốc phong 國風 | Quốc phong 國風      | Quốc phong 國風 | Quốc phong 國風                                                   | Quốc phong 國風 | Quốc phong 國風 | Quốc phong 國風 | Quốc phong 國風 | Quốc phong 國風                                                                                           |
| Quyển           | Phần                 | Thứ tự          | Bài                                                               | Số chương       | Số câu          | Tóm tắt nội dung | Tóm tắt chú giải của Chu Hy | Ghi chú                                                                                                   |
| --------------- | -------------------- | --------------- | ----------------------------------------------------------------- | --------------- | --------------- | --- | --- | --- |
| 1               | Chu Nam 周南         | 1               | Quan thư (tiếng kêu chim thư cưu) 關雎                            | 3               | 20              | Người con trai nghe tiếng chim thư cưu, chim trống chim mái ứng họa nhau, nhân đó bày tỏ yêu đơn phương với một người con gái, mong cưới nàng làm vợ | Vua Văn Vương nhà Chu cưới nàng Thái Tự. Lúc nàng mới đến, thấy nàng có đức hạnh u tịch, nhàn nhã và đoan chính, người ta làm bài này, ý nói nàng và vua cùng hòa vui mà cung kính lẫn nhau, cũng như tình chí thiết đậm đà mà lúc nào cũng giữ gìn cách biệt của đôi chim thư cưu vậy. | |
| 1               | Chu Nam 周南         | 2               | Cát đàm (cây sắn mọc dài) 葛覃                                    | 3               | 18              | Tâm sự người vợ dệt vải bằng dây sắn vào ngày thịnh hạ, nhân đó nhờ bà vú trong nhà giặt quần áo cho mình về thăm cha mẹ | Đức hạnh của hậu phi Thái Tự, đã sang mà còn siêng năng, đã giàu mà còn cần kiệm, đã lớn mà lòng kính mến bà sư phó không giảm, đã lấy chồng mà đạo hiếu với cha mẹ không suy kém, đều là đức hạnh đôn hậu của nàng mà người đời không dễ gì có được | |
| 1               | Chu Nam 周南         | 3               | Quyển nhĩ (rau quyển) 卷耳                                        | 4               | 16              | Người vợ nhớ chồng, đi hái rau chưa đầy giỏ bỗng nhớ đến người, buồn bã không hái nữa, bỏ quên giỏ rau bên đường. Lại muốn lên núi cao ngóng bóng chồng, nhưng ngựa đau không lên được, đành uống rượu trong lọ vàng để tiêu đi nỗi nhớ                                                   | Hậu phi nhớ tưởng đến chồng, vì Văn Vương đi khỏi, mới phô trần tình ý làm bài thơ này, khiến chúng ta nhận thấy nết trinh tịnh chuyên nhất rất mực của nàng, há chẳng phải là làm vào lúc Văn Vương đi chầu hay đi đánh giặc hoặc lúc bị giam ở Dữu lý hay sao? Nhưng không thể khảo cứu rõ ra được | |
| 1               | Chu Nam 周南         | 4               | Cưu mộc (bóng cây sà xuống) 樛木                                  | 3               | 12              | Đức độ của người biết cưu mang, đùm bọc người khác, vì như bóng cây cong sà xuống mặt đất, che chở cho sắn dây bìm bịp quấn quanh | Hậu phi năng thi ân cho các người thiếp dưới mình mà không có lòng đố kỵ ghen tương, cho nên các người thiếp mến đức hạnh của bà Hậu phi mà nguyền chúc bà được sống yên với nhiều phúc lộc | |
| 1               | Chu Nam 周南         | 5               | Chung tư (con giọt sành) 螽斯                                     | 3               | 12              | Khát vọng đông vui con cháu, như loài giọt sành (con giọt sành là loài cào cào dài màu xanh, đẻ trứng một lần nở ra 99 con) | Bà Hậu phi không đố kỵ mà con cháu được đông nhiều. Cho nên các người thiếp lấy bầy giọt sành tụ tập hòa hợp để so sánh với con cháu đông đảo của bà. Hễ có đức hạnh không ghen tương ấy thì phải có cái phúc đông con cháu này | |
| 1               | Chu Nam 周南         | 6               | Đào yêu (cây đào tơ) 桃夭                                         | 3               | 12              | Theo sách Chu lễ, tiết tháng trọng xuân nam nữ hội hợp mà lấy nhau thành vợ thành chồng, thì hễ cây đào trổ hoa là mùa hôn nhân vậy. Ý nói việc lấy chồng hợp thì của người con gái | | |
| 1               | Chu Nam 周南         | 7               | Thố tư (lưới bắt thỏ) 兔罝                                        | 3               | 12              | Hình ảnh người đàn ông bắt thỏ khỏe mạnh, nhanh nhẹn | Việc giáo hóa được thi hành, thì phong tục trở nên đẹp đẽ, bực hiền tài đông đảo. Tuy là người quê mùa nơi thôn dã, nhưng tài cán có thể dùng được. Vì thế nhà thơ nhân việc ấy khởi hứng mà khen tặng. | |
| 1               | Chu Nam 周南         | 8               | Phù dĩ (cây xa tiền) 芣苢                                         | 3               | 12              | Niềm vui hái trái phù dĩ của người phụ nữ, là một bài hát khi lao động | Hễ đức hóa thi hành thì phong tục trở nên đẹp đẽ, gia đạo bình yên, phụ nữ được vô sự, cùng nhau đi hái trái phù dĩ, trần thuật việc đi hái để cùng vui với nhau. | |
| 1               | Chu Nam 周南         | 9               | Hán Quảng (sông Hán Thủy rộng) 漢廣                               | 3               | 24              | Người con trai yêu đơn phương cô gái bên sông Hán nhưng không dám thổ lộ, ví như sông Hán rộng quá không qua nổi, chỉ biết thầm thương trộm nhớ | Đức hóa của Văn Vương từ gần mà ra xa, bắt đầu từ khoảng sông Trường Giang, sông Hán để biến cải phong tục dâm loạn của vùng ấy. Cho nên những người con gái đi dạo chơi, người ta trông thấy, nhưng biết là đoan trang tịnh nhất, chẳng phải có thể cầu mong được như thuở trước nữa | |
| 1               | Chu Nam 周南         | 10              | Nhữ phần (bờ sông Nhữ) 汝墳                                       | 3               | 12              | Sự mong nhớ người yêu của người con gái bên sông Nhữ, thương người yêu đang phải chịu khổ sở, lao dịch dưới sự cai trị bạo tàn khốc liệt của "vương thất" | Lúc ấy Chu Văn Vương đã chiếm gần hết thiên hạ, đốc suất các nước ven sông Nhữ làm việc cho Trụ Vương. Người chồng làm việc khổ nhọc mà vua Trụ cứ bạo tàn mãi, người vợ tuy thương xót chồng nhưng khuyên chồng tôn thờ quân thượng, không có tình riêng lả lơi. Thì ơn trạch sâu xa của Văn Vương, phong hóa đẹp đẽ ấy đã có thể nhận thấy được | |
| 1               | Chu Nam 周南         | 11              | Lân chi chỉ (chân con lân) 麟之趾                                 | 3               | 9               | Lấy hình tượng con thú quý là lân, chân nó không đạp lên cỏ tươi, không giẫm lên côn trùng còn sống mà khen ngợi sự đức độ của cha mẹ, tổ tiên truyền thụ xuống con cháu, đều có đạo đức tốt đẹp                                                                                          | Chu Văn Vương và Hậu phi lấy đức hạnh tu thân, mà con cháu tông tộc đều hóa ra hiền lành. Cho nên nhà thơ mới lấy chân con lân mà khởi hứng để nói về con của Văn Vương và Hậu phi | |
| 1               | Thiệu Nam 召南       | 1               | Thước sào (tổ chim thước) 鵲巢                                    | 3               | 12              | Người con gái vu quy về nhà chồng, ví như chim thước xây tổ đẹp mà chim cưu đến ở | Chư hầu ở nước phương nam chịu sự giáo hóa của Văn Vương đều chính tâm tu thân để tề gia. Còn con gái của chư hầu cũng chịu sự giáo hóa của Hậu phi, đều có đức hạnh chuyên tịnh thuần nhất. Cho nên khi nghe việc gả cho chư hầu thì có trăm cỗ xe đến rước dâu, người nhà khen tặng rằng chim thước có ổ rước chim cưu đến ở. | |
| 1               | Thiệu Nam 召南       | 2               | Thái phiền (hái rau phiền) 采蘩                                   | 3               | 12              | Người nữ tì hái rau phiền để làm lễ tế tằm cho nhà công hầu, làm việc quần quật suốt ngày, cho đến tối lễ xong mới được nghỉ ngơi | Nước phương nam chịu sự giáo hóa của Văn Vvương, bà phu nhân, vợ của chư hầu hết sức thành kính lo việc cúng tế. Người nhà của bà mới kể lại việc ấy mà khen tặng. Hoặc nói rằng rau phiền để nuôi tằm, vì rằng ngày xưa bà hậu phu nhân có lễ thân tằm. | |
| 1               | Thiệu Nam 召南       | 3               | Thảo trùng (con châu chấu) 草蟲                                   | 3               | 21              | Mùa hạ đến, châu chấu cào cào kêu vang rộn rã, người chồng không có nhà, người vợ bồn chồn buồn rầu nhớ chồng, tâm sự thành thơ | Nước phía nam chịu sự giáo hóa của Văn Vương, quan đại phu của chư hầu đi làm việc ở ngoài, vợ ở một mình, cảm đến sự biến thay của vạn vật tùy theo mùa theo tiết mà nhớ tưởng đến chồng như thế | |
| 1               | Thiệu Nam 召南       | 4               | Thái tần (hái rau tần) 采蘋                                       | 3               | 12              | Người nữ tì hái rau tần, chuẩn bị lễ vật cúng tế cho nhà chủ | Nước ở phía nam chịu sự giáo hoá của Văn Vương, vợ của quan đại phu năng đi việc cúng tế, người nhà của nàng mới kể lại việc ấy mà khen tặng. | |
| 1               | Thiệu Nam 召南       | 5               | Cam đường (cây lê) 甘棠                                           | 3               | 9               | Triệu công Thích cai trị đất Triệu (Thiệu), ngồi xử kiện dưới gốc cây lê. Ông đi khỏi, dân nhớ ơn, thương mến cây lê không cho ai đốn ngã, làm thơ về cây lê. | Ông Thiệu Bá đi khắp nước phương nam để truyền bá việc đức chính của Văn Vương, có khi ở dưới cây cam đường. Về sau, người ta nhớ đến công đức của Thiệu Bá, thương mến cây cam đường ấy mà không nỡ làm cho nó bị thương tổn. | |
| 1               | Thiệu Nam 召南       | 6               | Hành lộ (đi đường) 行露                                           | 3               | 15              | Người con gái cự tuyệt người con trai thô lỗ muốn cưới cô làm vợ, lấy cơ đường khuya sương giá không theo, chê bai người kia thiếu lễ độ | Người ở nước phương nam, tuân theo lời dạy dỗ của Thiệu Bá mà phục theo sự giáo hoá của Văn Vương, đã bỏ được thói tục dâm loạn của ngày trước, cho nên người con gái năng lấy lễ giữ mình mà không bị ô nhục vì kẻ ngang tàng vô lễ nữa, mới kể ý chí mình, làm bài thơ này để cự tuyệt với kẻ ấy | |
| 1               | Thiệu Nam 召南       | 7               | Cao dương (con dê) 羔羊                                           | 3               | 12              | Ca ngợi vị quan chính trực, thanh liêm, mặc áo da dê giản dị mà dáng vẻ thung dung. | Nước phía nam chịu sự giáo hoá theo nền chính trị của Văn Vương, những quan lại tại chức đều cần kiệm chính trực. Cho nên nhà thơ mới khen tặng quan lại, y phục được bình thường không xa hoa (vì cần kiệm), dáng điệu thung dung tự đắc như thế (vì chính trực) | |
| 1               | Thiệu Nam 召南       | 8               | Ẩn kỳ lôi (tiếng sấm) 殷其靁                                      | 3               | 18              | Tiếng sấm vang ầm ầm ở phía nam núi nam, người vợ lo người chồng phải vội đi phu, đi lính ở ngoài gặp bất trắc, nhân đó lo lắng mà mong chồng sớm quay về | Nước phương nam chịu sự giáo hoá của Văn Vương, người vợ vì chồng đi làm ở ngoài, tưởng nhớ đến chồng mà làm bài thơ này, khen ngợi đức hạnh của chồng, rồi nàng lại mong công việc sớm thành để chàng mau được trở về | |
| 1               | Thiệu Nam 召南       | 9               | Phiếu hữu mai (quả mai rụng) 摽有梅                               | 3               | 12              | Lấy hình ảnh quả mai rơi rụng dần dần khi hết mùa để nói lên nỗi lo lắng của người con gái lỡ thì, chưa lấy được chồng | Nước phương nam chịu sự giáo hoá của Văn Vương, con gái biết lấy chữ trinh tiết, trung tín để thờ giữ mình, lo cho mình gả chồng không kịp thời mà phải chịu nhục vì kẻ ngang tàng vô lễ | |
| 1               | Thiệu Nam 召南       | 10              | Tiểu tinh (sao nhỏ) 小星                                          | 2               | 10              | Than trách số mệnh vì bất đắc chí, ở thân phận nghèo hèn thấp mọn, phải khó khăn phục dịch người quyền quý lúc nửa đêm về sáng (vẫn còn mọc mấy ngôi sao nhỏ) | Các bà phu nhân của chư hầu chịu giáo hoá của bà Hậu phi Thái tự, không ghen tuông nữa, thi ân huệ cho kẻ hầu thiếp. Các thiếp được hầu hạ vua, nhưng không dám ở suốt đêm, lấy việc được hầu hạ vua là ân huệ của bà phu nhân mà không than oán về công cán đi lại đêm hôm. Hễ trên chuộng nhàn, thì dưới chuộng nghĩa vậy | |
| 1               | Thiệu Nam 召南       | 11              | Giang hữu tự (sông Trường Giang chảy tách rồi lại hợp vào) 江有汜 | 3               | 15              | Người vợ sau khi lấy chồng, không dắt theo cô gái đưa dâu làm thiếp cho chồng, cô gái dẵn dỗi lên tiếng trách móc, nói rằng sau này người vợ sẽ phải hối hận. | Lúc ấy bên sông có cô gái đưa dâu không được bà phu nhân dẫn theo làm thiếp (tục xưa, hễ gả cho chư hầu, nàng dâu dẫn em/cháu gái đi theo đưa dâu và làm hầu thiếp cho chồng, được cho là vinh hạnh). Sau, phu nhân ấy chịu giáo hoá của Hậu phi, mới rước sang làm thiếp cho chồng, giống như dòng sông tách ra cuối cùng phải nhập vào | |
| 1               | Thiệu Nam 召南       | 12              | Dã hữu tử khuân (ngoài đồng có con nai chết) 野有死麕             | 3               | 11              | Người con trai muốn lấy người con gái đẹp làm vợ nhưng vô lễ, đem lá bạch mao gói thịt con nai chết ngoài đồng tặng cô gái, bị cô cự tuyệt và chế giễu. Cũng có người cho bài này nói về sự hẹn hò, thề thốt yêu đương                                                                    | Nước phía nam chịu sự giáo hoá của Văn Vương, con gái đều giữ mình trinh tiết, không bị ô nhục vì những người trai ngang tàng vô lễ | |
| 1               | Thiệu Nam 召南       | 13              | Hà bỉ nùng hĩ (sao dồi dào đông vui vậy) 何彼襛矣                 | 3               | 12              | Ca ngợi lễ cưới của con gái Chu Văn Vương là Vương Cơ với con trai vua nước Tề. Vương Cơ không cậy mình cao quý mà kêu căng, hết sức khiêm nhường, cung kính. | Vương Cơ, con gái của vua nhà Chu, hạ mình để gả cho chư hầu, y phục và xe ngựa nhiều đông như thế ấy mà không cậy mình là tôn quý để khi dễ nhà chồng. Cho nên, người thấy chiếc xe đưa dâu của nàng, biết ngay là nàng đã cung kính và hoà thuận để giữ trọn đạo làm vợ, mới làm bài thơ này để khen tặng. | |
| 1               | Thiệu Nam 召南       | 14              | Trâu ngu (con trâu ngu) 騶虞                                      | 2               | 6               | Ca ngợi lòng tốt, thương xót sự sống đến cả sinh mệnh loài vật, mùa xuân đi săn, bắn năm heo con đực chỉ một phát tên, không có ý giết hết. Thực nhân đức như con trâu ngu không hề ăn loài vật sống                                                                                      | Chư hầu phương nam chịu giáo hoá của Văn Vương, lo tu thân tề gia để trị nước. Ân huệ còn thấm nhuần đến loài vật. Cho nên, trong cuộc săn bắn mùa xuân, cỏ cây tươi tốt, cầm thú dồi dào, vua chư hầu đã hành động nhân đức đến như thế (trong năm con heo, chỉ bắn một phát, hạ vài con chứ không giết hết) | |
| 2               | Bội phong 邶風       | 1               | Bách chu (thuyền gỗ bách) 柏舟                                    | 5               | 30              | Người đàn bà bị chồng bỏ, bị anh em chê cười, song vẫn kiên quyết giữ ý kiến của mình, dù trong lòng rất buồn. | Vợ không được lòng chồng, cho nên lấy chiếc thuyền bằng gỗ bách trôi nổi giữa sóng nước mà ví cảnh tình. Nay xét giọng văn mềm mại nhún nhường, lại ở đầu phần thơ biến phong, mà cũng giống như thiên sau đây, thì há lạ cũng là thơ của nàng Trang Khương đó chăng ? | |
| 2               | Bội phong 邶風       | 2               | Lục y (áo xanh) 綠衣                                              | 4               | 16              | Người đàn bà bị chồng ruồng rẫy, trong khi hầu thiếp được yêu mến, phẫn uất thổ lộ tâm sự | Vệ Trang công bị mê hoặc vì người thiếp yêu dấu. Phu nhân là Trang Khương hiền thục mà bị mất địa vị mới làm bài thơ này | |
| 2               | Bội phong 邶風       | 3               | Yến yến (chim én) 燕燕                                            | 4               | 24              | Người vợ chính thương nhớ nàng hầu thiếp, tiễn nàng về quê, thổ lộ tâm sự | Bà Trang Khương, vợ đích của Vệ Trang Công, không có con, nhận con của người thiếp Đái Quy, tên là Hoàn làm con. Khi Trang Công mất, Hoàn lên nối ngôi, bị Châu Hu, con của người sủng thiếp giết. Cho nên Đái Quy bỏ về nước Trần luôn, không trở lại nữa. Bà Trang Khương đưa tiễn nàng Đái Quy và làm bài thơ này. | |
| 2               | Bội phong 邶風       | 4               | Nhật nguyệt (mặt trời Mặt Trăng) 日月                             | 4               | 24              | Người vợ bị chồng ruồng rẫy, phụ bạc, đau đớn xót xa gọi nhật nguyệt để tâm sự | Bà Trang Khương không được Vệ Trang Công báo đáp ân tình, mới gọi mặt trời Mặt Trăng để bày tỏ nỗi lòng đau đớn. Tuy bị bỏ rơi như thế, mà Trang Khương vẫn có ý chờ trông. Bài thơ này vì thế mà đôn hậu | |
| 2               | Bội phong 邶風       | 5               | Chung phong (suốt ngày gió) 終風                                  | 4               | 16              | Người vợ sống với người chồng cuồng si ngu dại, hung bạo như gió bão mịt mù suốt ngày | Trang Công là người cuồng si phóng đãng hung bạo, nhưng vợ là Trang Khương không nhẫn tâm tỏ lời bài xích, cho nên chỉ lấy việc gió bão suốt ngày mà so sánh với tính cuồng bạo | |
| 2               | Bội phong 邶風       | 6               | Kích cổ (đánh trống) 擊鼓                                         | 5               | 20              | Nỗi lòng người lính phải xa nhà, xa vợ con đi chinh chiến | Người nước Vệ đi lính đánh giặc ở phương Nam, phải lo về nỗi bị mũi tên ngọn giáo mà chết mất, nguy khổ vô cùng, nhớ người vợ ở nhà không biết có được gặp lại không | |
| 2               | Bội phong 邶風       | 7               | Khải phong (gió nam) 凱風                                         | 4               | 16              | Lời người con tự trách mình kém tài, không an ủi được mẹ để mẹ phải đi tái giá | Phong tục dâm loạn ở nước Vệ lan rộng, người mẹ tuy đã có bảy đứa con còn không thể yên nơi nhà chồng, còn muốn đi lấy chồng nữa, cho nên bảy đứa con ấy làm bài thơ này, tự trách mình không phụng sự được mẹ, không muốn điều xấu xa của mẹ bộc lộ ra. Thật là con có hiếu vậy | |
| 2               | Bội phong 邶風       | 8               | Hùng trĩ (chim trĩ) 雄雉                                          | 4               | 16              | Người vợ lo nghĩ cho chồng đang phục dịch ở xa xôi cách trở, nhớ thương chồng và mong chàng được lương thiện, bình an | Người vợ vì chồng đi làm ở ngoài xa, cách trở xa xôi, mới nói là chim trĩ bay đi, dáng từ từ tự đắc nhân thế mà nhớ nghĩ về chàng. Lại sợ chồng đi phục dịch ở xa mà phạm điều tội lỗi. Nàng mong cho chồng sẽ ăn ở lương thiện mà được hoàn toàn vậy | |
| 2               | Bội phong 邶風       | 9               | Bào hữu khổ diệp (trái bầu có lá đắng) 匏有苦葉                   | 4               | 16              | Lời than của người bị gò bó tình yêu | Đây là bài thơ châm biếm kẻ dâm loạn, không tính đến lễ nghĩa, đã chẳng vừa đôi phải lứa mà cố ý phạm lễ để lấy nhau và răn dạy trai gái ắt phải chờ lứa đôi xứng đáng mới chịu thành vợ chồng, để châm biếm những người chẳng chịu làm như thế | |
| 2               | Bội phong 邶風       | 10              | Cốc phong (gió đông) 谷風                                         | 6               | 48              | Người vợ vất vả gây dựng cơ đồ nhà chồng, nhưng khi anh chồng có vợ mới thì coi như cái gai trước mắt rồi ruồng bỏ đuổi đi. Người vợ bèn kể lại cảnh ngộ bất hạnh, tỏ lòng quyến luyến nhà chồng, nhắc đến mối tình xưa, dứt đi không đành nhưng cũng thể hiện sự oán giận, đau đớn       | Người vợ bị chồng bỏ, nên mới làm bài thơ này để kể lại tâm tình sầu oán. Nhưng dù người chồng vui thú với vợ mới, mà chẳng thương xót đến người vợ cũ thì đạo đàn bà chỉ theo có một chồng mà thôi. Nên tuy bị bỏ mà vẫn có lòng trông mong ở chồng, thật là đôn hậu lắm. | |
| 2               | Bội phong 邶風       | 11              | Thức vi (suy vi) 式微                                             | 2               | 8               | Lời bề tôi trách ông vua chịu hèn hạ, nương tựa nước ngoài | Thuyết xưa cho là Lê hầu bị mất nước, sang ở nhờ nước Vệ, có kẻ bầy tôi khuyên rằng "Suy vi quá rồi, sao không trở về vậy thay ! Tôi nếu không vì vua ở đây thì chẳng bị nhục thế này đâu". Bài thơ này không thể khảo cứu được, chỉ nói theo giải thuyết của bài tự | |
| 2               | Bội phong 邶風       | 12              | Mao khâu (cái gò) 旄丘                                            | 4               | 16              | Chính khách vong quốc trách nước ngoài hứa đến giúp mà không thấy đến tiếp cứu, phải đi lưu vong khổ sở | Theo thuyết xưa, bề tôi của vua nước Lê trọ ở nước Vệ đã lâu, lên trên gò thấy cây sắn đã lớn đã dài, nhân đấy trách móc nhẹ nhàng bầy tôi nước Vệ có việc gì mà đã không thấy tiếp cứu. Bài thơ này vốn trách vua Vệ, nhưng chỉ bài xích bầy tôi. Đang khi lưu lạc mà lời nói có thứ tự như thế thì cũng hiểu được người ấy là thế nào rồi | |
| 2               | Bội phong 邶風       | 13              | Giản hề (bỡn cợt) 簡兮                                            | 4               | 18              | Lời người hiền tài bất đắc chí chịu làm chức khiêm nhường, nhớ tiếc thịnh thế thuở xưa | Người hiền mà bất đắc chí, làm quan coi giữa âm nhạc thời loạn, có lòng khinh đời và phóng túng, cho nên lời nói dường như tự khen mà thật ra là tự nhạo, lại cảm hứng nhớ các vua đời thịnh trị ngày xưa | Vốn có 3 chương, mỗi chương 6 câu, Chu Hy sửa lại                                                         |
| 2               | Bội phong 邶風       | 14              | Tuyền thủy (nước suối) 泉水                                       | 4               | 24              | Nhân hình tượng sông Tuyền cuốn nước chảy theo sông Kỳ, cô gái lấy chồng xa nhà dù biết mình phải theo nhà chồng, vẫn nhớ nhà, nhớ cha mẹ, muốn về thăm mà không dám, thốt lên tâm sự trong lòng                                                                                          | Cô gái nước Vệ gả cho chư hầu, khi cha mẹ mất, muốn trở về thăm nhưng cuối cùng không dám ra đi, dù rất nhớ quê hương. Thánh nhân chép vào kinh sách để nên rõ cho đời sau, khiến cho biết rằng người lấy chồng ở nước khác, khi cha mẹ mất, không có quyền trở về thăm. Người nào năng kiềm chế được mình, thì nhờ đấy mà biết cách ăn ở vậy | |
| 2               | Bội phong 邶風       | 15              | Bắc môn (cửa Bắc) 北門                                            | 3               | 21              | Lời than thở nghèo khổ, khổ sở của quan lại thời loạn | Người hiền tài nước Vệ ở vào thời loạn, phải thờ hôn quân, vì bất đắc chí cho nên đi ra cửa bắc than nghèo kể khổ, rồi đổ về cho mệnh trời. Tôi trung nước Vệ nghèo khó, mà chẳng ai biết đến, đó là không có đạo yêu kẻ sĩ vậy. Nhưng không trách vua mà trách trời, quả là tôi trung | |
| 2               | Bội phong 邶風       | 16              | Bắc phong (gió bắc) 北風                                          | 3               | 18              | Lấy hình tượng gió bấc, chồn quạ hiện ra để chỉ cảnh li loạn sắp xảy ra, rủ người thân chạy trốn tị nạn, không thể từ từ khoan thai được nữa | Nỗi nguy loạn của quốc gia sắp đến nơi, muốn cùng những người thân lánh loạn về nơi khác | |
| 2               | Bội phong 邶風       | 17              | Tĩnh nữ (cô gái nhàn nhã) 靜女                                    | 3               | 12              | Hai người yêu nhau hẹn hò ở góc thành, người con gái đến chậm khiến chàng băn khoăn chờ đợi sốt ruột. Nàng đến, chàng khen sắc đẹp của nàng. Tình yêu nam nữ dạt dào, thắm thiết | | |
| 2               | Bội phong 邶風       | 18              | Tân đài (đài mới) 新臺                                            | 3               | 12              | Nỗi lòng người con gái gặp người chồng không như ý, xấu xí, hèn hạ | Thuyết xưa cho rằng Vệ Tuyên công đi cưới người con gái ở nước Tề là Tuyên Khương cho con trai tên Cấp. Tuyên Công nghe nàng ấy đẹp, muốn cưới lấy cho mình, bèn dựng lâu đài mới ở trên sông Hoàng Hà để đón. Người trong nước ghét việc ấy, cho nên mới làm bài thơ này để châm biếm | |
| 2               | Bội phong 邶風       | 19              | Nhị tử thừa chu (hai người đi thuyền) 二子乘舟                    | 2               | 8               | Thương xót hai anh em giành nhau cái chết | Thuyết xưa cho là Vệ Tuyên Công lấy Tuyên Khương, sinh ra công tử Thọ và công tử Sóc. Sóc tố cáo công tử Cấp làm phản. Công sai Cấp đi sang Tề và khiến quân giặc đợi sẵn Cấp ở cửa ải để giết. Thọ biết, mới báo cho Cấp. Cấp không chịu trốn. Thọ bèn đi trước, bị giặc giết. Cấp đến sau, giặc lại giết Cấp. Đau đớn làm sao, cha con anh em tàn sát nhau | |
| 2               | Dung phong 鄘風      | 1               | Bách chu (thuyền gỗ bách) 柏舟                                    | 2               | 14              | Nỗi lòng người con gái chung thủy với người chồng mình yêu, bất chấp cha mẹ ngăn cấm bắt ép | Thuyết xưa cho rằng thế tử nước Vệ là Cung Bá chết sớm, vợ là Cung Khương thủ tiết. Cha mẹ nàng muốn bắt nàng về để tái giá. Cho nên nàng Cung Khương mới làm bài thơ này để tự thệ nguyện. | |
| 2               | Dung phong 鄘風      | 2               | Tường hữu từ (tường bám dây từ) 牆有茨                            | 3               | 18              | Chế giễu sự dâm ô bại hoại phong hóa của tầng lớp trên | Thuyết xưa cho là Vệ Tuyên Công chết, Huệ Công (con kế vị còn nhỏ tuổi), người anh con của mẹ thứ, tên Ngoạn phạm thượng, thông dâm với Tuyên Khương (mẹ của Huệ Công). Thánh nhân sở dĩ ghi vào kinh sử là để khiến cho đời sau biết rằng tuy là lời nói trong khuê phòng cũng không thể che giấu mãi được. | |
| 2               | Dung phong 鄘風      | 3               | Quân tử giai lão (cùng chồng đến già) 君子偕老                    | 3               | 24              | Tả dung sắc người đẹp mà xấu xa, kém đức hạnh | Chê bai nàng Tuyên Khương đẹp người nhưng không có đức hạnh | |
| 2               | Dung phong 鄘風      | 4               | Tang Trung 桑中                                                   | 3               | 21              | Nam nữ hẹn hò yêu đương, thề thốt | Phong tục nước Vệ dâm loạn, những gia tộc quyền quý hay lấy vợ thiếp lẫn nhau. Lời thơ của Dung, Vệ đều là tiếng thời loạn. Những tiếng trong dâu dưới Bộc đều là tiếng mất nước. Chính trị rời rã, nhân dân lưu ly, thói dối gạt bề trên và thi hành tư dục thì không ngăn được. Hai chữ "tang gian" (tiếng dâm loạn trong đám dâu) tức là thiên này | |
| 2               | Dung phong 鄘風      | 5               | Thuần chi bôn bôn (chim cút sóng đôi) 鶉之奔奔                    | 2               | 8               | Chê cười kẻ loạn luân dâm ô | Người nước Vệ châm biếm Tuyên Khương với công tử Ngoạn, không phải là đôi lứa vợ chồng mà lại theo nhau. Người vô lương, không bằng loài chim cút, chim khách | |
| 2               | Dung phong 鄘風      | 6               | Đính chi phương trung (sao Đính giữa trời) 定之方中               | 3               | 21              | Ngợi khen nhà vua chăm lo xây dựng quốc gia, thi hành chính sự | Nước Vệ bị rợ Địch tiêu diệt. Văn Công dời sang ở Sở Khâu, xây dựng cung thất. Người trong nước yêu mến Văn Công, mới làm bài thơ này để khen tặng. | |
| 2               | Dung phong 鄘風      | 7               | Đế đống (mống cầu vồng) 蝃蝀                                      | 3               | 12              | Lời người con gái nguyện ước tình yêu | Đây là bài thơ châm biếm thói dâm bôn. Nói rằng mống ở phương đông mà người ta không dám chỉ trỏ, để ví với việc dâm bôi không thể nói ra được. Con người tuy không thể không tình dục, nhưng phải kiềm chế. Lấy đạo đức mà kiềm chế tình dục thì có thể thuận theo lẽ chính đáng | |
| 2               | Dung phong 鄘風      | 8               | Tướng thử (xem chuột) 相鼠                                        | 3               | 12              | Châm biếm kẻ hỗn hào thiếu lễ nghi | | |
| 2               | Dung phong 鄘風      | 9               | Can mao (cờ mao) 干旄                                             | 3               | 18              | Việc quan lại biết thăm viếng kẻ sĩ người hiền | Quan đại phu nước Vệ đi chiếc xe ngựa, có cắm cờ tinh mao để viếng người hiền, làm vào thời Vệ Văn Công. Nước Vệ vốn dâm loạn vô lễ, sau khi bị tàn phá, lòng người lo sợ, cho nên mới làm bài thơ này. Ấy là nói sống trong lo sợ mà chết trong an vui | |
| 2               | Dung phong 鄘風      | 10              | Tái trì (đánh xe) 載馳                                            | 3               | 18              | Lời con gái vua Vệ nóng lòng muốn về thăm nước Vệ. Lúc ấy Vệ bị người Địch diệt, di dân vượt Hoàng Hà về phía đông, tụ tập ở ấp Tào, lập Đái Công nhưng rốt cuộc không đi được, vì vua tôi nước Hứa ngăn cản. Bà phẫn nộ làm thơ này, mắng nước Hứa và kiên quyết bôn ba cứu viện tổ quốc | Con gái bà Tuyên Khương làm vợ Mục Công nước Hứa, đau xót vì Vệ mất nước, muốn về thăm anh là Vệ Đái Công ở ấp Tào. Đang đi chưa đến thì quan nước Hứa chạy vội đến, can ngăn. Phu nhân biết là sai lễ, rốt cuộc không trở về. Tiên vương chế ra lễ, cha mẹ có mất cũng không được trở về thăm viếng, đó là nghĩa. Cái nghĩa nặng hơn việc nước mất | Vốn có 5 chương, chương 1 và 4 6 câu, chương 2 và 3 4 câu, chương 5 8 câu. Sau hợp chương 2 và 3 làm một. |
| 2               | Vệ phong 衛風        | 1               | Kỳ cú (khúc quanh sông Kỳ) 淇奧                                   | 3               | 27              | Lời khen tặng nhà vua tiến ích việc tu thân, như hàng tre mềm mại mà chắc chắn ven khúc quanh sông Kỳ | Người nước Vệ khen tặng đức hạnh của Vệ Vũ công, lấy cây tre mới mọc xanh um để khởi hứng sự tiến ích về học vấn và tu thân. Theo sách Quốc ngữ, Vũ Công tuổi đã 95, ra lệnh cho quan lại phải thường xuyên can gián mình. Vũ Công có văn chương mà chịu nghe can gián, các vua khác của nước Vệ thực không theo kịp | |
| 2               | Vệ phong 衛風        | 2               | Khảo bàn (làm nhà) 考槃                                           | 3               | 12              | Tình cảnh người hiền đi ở ẩn nhàn nhã, vui thú | | |
| 2               | Vệ phong 衛風        | 3               | Thạc nhân (người đẹp) 碩人                                        | 4               | 28              | Tả nàng Trang Khương, vợ Vệ Trang Công, từ lai lịch dung nhan cho đến tùy tòng của bà | Nàng Trang Khương đẹp mà không con, người Vệ mới làm bài này khen tặng sự tôn quý gia tộc nàng, than thở sự mê hoặc của Vệ Trang Công. | |
| 2               | Vệ phong 衛風        | 4               | Manh (gã kia) 氓                                                  | 6               | 60              | Lời người con gái trách người yêu cũng là người chồng phụ bạc, li dị. Nàng đau khổ hối hận, giận dữ, thấy trong yêu đương nam nữ thật bất bình đẳng, trách mắng người chồng, quyết tâm cắt đứt tình cảm. Thái độ cứng cỏi                                                                 | Người vợ này bị phụ bỏ, kể lại nỗi hối hận ăn năn. Nàng mưu tính hẹn hò với người con trai nhưng trách hắn không có mối mai để làm khó khăn. Lại ước hẹn lần nữa để hắn vững lòng, kế này cũng xảo quyệt lắm, để chế ngự gã ngơ ngáo kia. Nhưng đã hư thân rồi thì người ta khinh hèn ghét bỏ nên gã ấy, tuy mới đầu ham mê u ám, sau ắt tỉnh ngộ. Cho nên với tính dâm bôn, nàng không làm gì mà cũng bị khốn, bị chồng bỏ, anh em chê cười. Kẻ sĩ quân tử lập thân, một lần thất bại mà vạn sự đều tiêu tan, có thể không cẩn thận răn phòng sao ? Lại con gái chớ phải lòng con trai. Người đàn bà chỉ lấy trinh tín làm tiết tháo thôi. Mà con trai mê gái không phải không có hại đâu nhé!                                                                             | |
| 2               | Vệ phong 衛風        | 5               | Trúc can (cần câu) 竹竿                                           | 4               | 16              | Nỗi lòng người con gái lấy chồng ở xa nhớ nhà | Con gái nước Vệ gả cho chư hầu, muốn trở về thăm cha mẹ, mà không thể đi được, cho nên làm bài thơ này, nói muốn lấy cành tre để câu cá ở sông Kỳ, nhưng xa không thể đến nơi được | |
| 2               | Vệ phong 衛風        | 6               | Hoàn lan (cây hoàn lan) 芄蘭                                      | 2               | 12              | Chế giễu chê bai đứa trẻ nhà quyền quý ăn mặc ra dáng người lớn mà tự kiêu | | |
| 2               | Vệ phong 衛風        | 7               | Hà quảng (sông Hoàng Hà rộng) 河廣                                | 2               | 8               | | Con gái bà Tuyên Khương được gả làm phu nhân Tống Hoàn công, sinh ra Tống Tương công, rồi trở về ở nước Vệ. Tương Công lên ngôi, phu nhân nhớ con nhưng mẹ đã bỏ ra thì đã tuyệt với tông miếu, không thể lấy tình riêng mà trở về được, cho nên làm bài thơ này. Nước Vệ có thơ của phụ nữ, từ Trang Khương đến mẹ Tương Công là sáu người, đều dừng lại trước lễ nghĩa mà không dám vượt qua. Việc giáo hóa của tiên vương vẫn còn vậy! | |
| 2               | Vệ phong 衛風        | 8               | Bá hề (chàng ơi) 伯兮                                             | 4               | 16              | Nỗi nhớ người chồng xa cách đi chinh chiến của người vợ | Người vợ có chồng đi chinh chiến, nhan sắc không thiết chăm chút, nhớ chồng đến choáng váng. Việc binh đao hại dân chúng vào đường tử vong, làm mồ côi goá bụa cho nên bậc thánh vương thịnh thời thận trọng binh đao, bất đắc dĩ phải dùng. Còn thơ thời loạn chép nỗi đau khổ nhớ nhung của gia thất, vì tâm tình của con người không ngoài việc đó. | |
| 2               | Vệ phong 衛風        | 9               | Hữu hồ (có con chồn) 有狐                                         | 3               | 12              | Nỗi lòng người quả phụ muốn tái giá | Nước loạn, dân mất, tan cả đôi lứa. Có người đàn bà goá thấy người đàn ông goá thì muốn lấy nhau, cho nên mới mượn lời nói có con chồn đi một mình mà thương cho người ấy ở goá, không có ai may quần cho mặc | |
| 2               | Vệ phong 衛風        | 10              | Mộc qua (cây đậu mộc) 木瓜                                        | 3               | 12              | Lời trai gái tặng đáp, hẹn hò yêu đương | Nghi là lời trai gái tặng đáp nhau như ở bài Tĩnh nữ vậy. Nước Vệ ở bên sông lớn, đất ít và thấp lại phì nhiêu, nên huyết khí con người nông nổi, nhu nhược, lười biếng. Con người mà tính tình như thế, thì giọng nói tiếng hát cũng dâm loạn xa xỉ. Cho nên nghe tiếng nhạc ấy, người ta trở nên lười biếng mà dâm tà. | |
| 2               | Vương phong 王風     | 1               | Thử ly (lúa nếp) 黍離                                             | 3               | 30              | Xúc cảm về thời xưa cũ huy hoàng nay đã điêu tàn | Nhà Chu đã dời về phía đông, quan đại phu đi làm việc, bước đến đất Tông Chu (kinh đô nhà Chu thời Chu Vũ Vương), ngang qua tông miếu và cung thất xưa, nay đã là ruộng lúa nếp, thương xót nhà Chu nghiêng đổ mà bàng hoàng không nỡ bước đi. Cho nên phô trần những điều đã trông thấy thành thơ | |
| 2               | Vương phong 王風     | 2               | Quân tử vu dịch (chàng đi tòng quân) 君子于役                     | 2               | 16              | Nỗi nhớ mong người chồng tòng quân của vợ | Quan đại phu đi làm đã lâu ở ngoài, vợ ở nhà tưởng nhớ mà bày tỏ tâm tình, không biết khi nào chồng trở về | |
| 2               | Vương phong 王風     | 3               | Quân tử dương dương (chàng đắc ý) 君子陽陽                        | 2               | 8               | Cảnh tượng gia đình vui vẻ, thắm thiết khi người chồng đi xa trở về | Bài thơ này nghi cũng là do người vợ ở bài Quân tử vu dịch làm ra. Vì rằng chồng nàng trở về, không lấy việc đi làm là vất vả lao nhọc, mà yên phận nghèo hèn làm vui. Người nhà biết ý chàng mà khen tặng đậm đà, thì có thể nói là người hiền vậy. Cho nên, há chẳng phải ơn trạch của tiên vương đấy ư ? | |
| 2               | Vương phong 王風     | 4               | Dương chi thủy (dòng nước lững lờ) 揚之水                         | 3               | 18              | Nỗi lòng người lính thú đóng đồn ở xa nhớ vợ con | Vua Chu Bình Vương cho là nước Thân ở gần nước Sở, bị nhiều lần xâm phạm, mới khiến dân chúng ở Lạc Ấp đi đóng đồn trấn giữ cho. Những người đi lính thú ấy than oán nhớ nhà, làm bài thơ này. Thân Hầu cùng với rợ Khuyển Nhung giết Chu U Vương, lập Bình Vương. Theo luật, Thâu Hầu phải bị tru di. Thế mà Bình Vương quên cha và trái lễ, đắc tội với thiên hạ quá lắm. Cho nên dân Chu không phục mà than oán nhớ nhà. | |
| 2               | Vương phong 王風     | 5               | Trung cốc hữu thôi (trong hang có cây thôi) 中谷有蓷              | 3               | 18              | Lời than thở của người vợ bị chồng lìa bỏ | Năm mất mùa đói kém, vợ chồng phụ bỏ nhau, người vợ thấy vật khô héo mà khởi hứng, tự thuật lại lời sầu than. Chính trị của nhà Chu hoang phế, dân chúng lìa tan, mà rồi sẽ không lấy gì làm quốc gia nữa, chỉ ở đây cũng có thể nhận thấy rồi | |
| 2               | Vương phong 王風     | 6               | Thố viên (con thỏ thư nhàn) 兔爰                                  | 3               | 21              | Nỗi lòng của người quân tử trải thịnh rồi loạn, đau xót tiếc nuối | Nhà Chu suy hèn, chư hầu bội phản, người quân tử không vui sống, mới làm bài thơ này | |
| 2               | Vương phong 王風     | 7               | Cát lũy (dây sắn) 葛藟                                            | 3               | 18              | Lời than thở của người dân trôi nổi tha hương trong thời loạn lạc | Đời lụn suy, dân ly tán, có kẻ bỏ làng quê gia tộc, mất chỗ nương náu, trôi nổi lênh đênh, mới làm bài thơ này để tự than thở | |
| 2               | Vương phong 王風     | 8               | Thái cát (hái dây sắn) 采葛                                       | 3               | 9               | Nỗi nhớ tha thiết người yêu, "một ngày không thấy tưởng ba thu" | Đây là đứa dâm bôn nói thác như thế để ra đi, cho nên chỉ người yêu mà nói mong nhớ quá sâu đậm, chưa lâu mà tưởng lâu vậy | |
| 2               | Vương phong 王風     | 9               | Đại xa (xe quan đại phu) 大車                                     | 3               | 12              | Trai gái yêu nhau nhưng sợ pháp luật và người có quyền thế nghiệt ngã mà không dám đến với nhau | Nhà Chu suy, nhưng quan đại phu còn lấy hình pháp và chính trị sửa trị tư ấp của mình. Cho nên đứa dâm bôn kính sợ mà hát như thế. Nhưng đối với giáo hoá của thơ Chu Nam và Thiệu Nam thì cách xa rồi. Do đấy, có thể xem xét thấy đời đã biến đổi | |
| 2               | Vương phong 王風     | 10              | Khâu trung hữu ma (trong gò có lúa ma) 丘中有麻                   | 3               | 12              | Lời chế giễu, pha chút ghen tuông của cô gái khi người yêu không đến chỗ hẹn | Người con gái này mong đợi chàng trai tự tình với mình, nhưng chàng ấy không đến, cho nên nghi rằng trên gò chỗ có lúa ma lại có một nàng khác đang tư tình với chàng mà giữ chàng lại. Chàng làm sao vui vẻ mà đến với nàng ấy được ? | |
| 3               | Trịnh phong 鄭風     | 1               | Tri y (áo đen) 緇衣                                               | 3               | 12              | Áo đen là áo quan đại phu đời Chu. Tình cảm của nhân dân với các vị quan hiền tài | Thuyết xưa nói rằng Trịnh Hoàn xông và Trịnh Vũ công nối nhau làm Tư đồ cho nhà Chu, làm rất giỏi chức vụ của mình. Nhân dân nhà Chu thương mến hai ngài mà làm bài thơ này | |
| 3               | Trịnh phong 鄭風     | 2               | Tương (hoặc Thương) Trọng Tử (xin chàng Trọng Tử) 將仲子          | 3               | 24              | Tình yêu bị gò bó, cô gái dặn chàng trai không nên đến nhà tìm cô vì sợ cha mẹ anh em quở trách, dù cô rất yêu chàng | Đây là lời kẻ dâm bôn | |
| 3               | Trịnh phong 鄭風     | 3               | Thúc vu điền (Cung Thúc Đoạn đi săn) 叔于田                       | 3               | 15              | | Cung Thúc Đoạn bất nghĩa mà được lòng dân, nên người trong nước thương mến mới làm bài thơ này. Hoặc nghi đây cũng là lời của con trai con gái trong nhân gian yêu mến nhau | |
| 3               | Trịnh phong 鄭風     | 4               | Thái thúc vu điền (Cung Thúc Đoạn đi săn) 大叔于田                | 3               | 30              | Ca ngợi tinh thần dũng cảm và kĩ thuật cưỡi ngựa bắn cung của một võ sĩ lúc đi săn | Người trong nước răn Cung Thúc Đoạn rằng "Xin ngài chớ tập quen đi săn, e có khi sẽ bị thương". Vì Cung Thúc Đoạn nhiều tài, lại thích vũ dũng, khiến dân nước Trịnh thương yêu đến như thế | |
| 3               | Trịnh phong 鄭風     | 5               | Thanh nhân (người Thanh) 清人                                     | 3               | 12              | Tình cảnh quân đội rã rời nhụt khí chiến đấu | Trịnh Văn công ghét Cao Khắc, đem binh ở ấp Thanh phòng ngự rợ Địch trên bờ sông Hoàng Hà, phòng ngự ở đấy đã lâu mà không được triệu hồi, quân lính mới tản ra mà trở về, người nước Trịnh làm bài thơ này để phô bày việc ấy ra | |
| 3               | Trịnh phong 鄭風     | 6               | Cao cầu (áo da dê) 羔裘                                           | 3               | 12              | Lời khen tặng quan đại phu không thay đổi tiết tháo | Nói áo da trơn mướt, lông xuôi thuận mà đẹp. Vị kia mặc áo ấy, trong cảnh hiểm nguy sống chết biết đặt mình theo lẽ phải mà chịu đựng, và không cải đoạt biến thay ý chí của mình. Ấy là lời khen quan đại phu, nhưng không biết nhắm vào ai | |
| 3               | Trịnh phong 鄭風     | 7               | Tuân đại lộ (đi theo đường cái) 遵大路                            | 2               | 8               | Người con gái trách chồng ruồng rẫy mình | Người đàn bà dâm bôn bị người ta ruồng bỏ, nàng liền nắm lấy vạt áo chồng mà giữ lại, van xin chồng đừng phụ bạc | |
| 3               | Trịnh phong 鄭風     | 8               | Nữ viết kê minh (nàng nói gà gáy) 女曰鷄鳴                        | 3               | 18              | Người vợ khuyên chồng phận sự kẻ làm trai, gia đình hòa thuận | Đây là nhà thơ thuật lại lời của người vợ khuyên khéo chồng phải dậy sớm săn bắn để thực hiện phận sự nam nhi, vợ chồng cùng vui. Niềm vui hoà hảo không dâm có thể thấy được | |
| 3               | Trịnh phong 鄭風     | 9               | Hữu nữ đồng xa (cô gái cùng xe) 有女同車                          | 2               | 12              | Tả người con gái đẹp đẽ, đức hạnh đi cùng xe | | |
| 3               | Trịnh phong 鄭風     | 10              | Sơn hữu phù tô (núi có cây phù tô) 山有扶蘇                       | 2               | 8               | Lời người con gái trêu ghẹo tình nhân | Người con gái dâm loạn nói giỡn với người nhân ngãi đang tự tình rằng "Trên núi thì có cây phù tô, dưới thấp có hoa sen. Nay sao chẳng gặp người đẹp trai tử tế, mà chỉ thấy anh khùng này thôi" | |
| 3               | Trịnh phong 鄭風     | 11              | Thác hề (cây khô) 蘀兮                                            | 2               | 8               | Người con gái mạnh dạn mời con trai cùng nhảy múa | Đây là lời nói của người con gái dâm loạn | |
| 3               | Trịnh phong 鄭風     | 12              | Giảo đồng (thằng bé gian xảo) 狡童                                |                 |                 | | Đây là lời người con gái dâm loạn bị bỏ rơi mỉa mai người tình | |
| 3               | Trịnh phong 鄭風     | 13              | Khiên thường (vén quần) 褰裳                                      | 2               | 10              | Người con gái trêu ghẹo, chê bai người con trai làm cao, không đoái hoài đến tình cảm của cô | Là lời người con gái nói với người tình | |
| 3               | Trịnh phong 鄭風     | 14              | Phong (đẹp đẽ) 丰                                                 | 4               | 16              | | Người con trai được người con gái hẹn hò đã đến đợi ở ngoài cửa, mà người con gái lại có tình ý khác, chẳng chịu đi theo. Thế rồi nàng hối hận, mới làm bài thơ này | |
| 3               | Trịnh phong 鄭風     | 15              | Đông môn chi thiện (chỗ cúng ở cửa Đông) 東門之墠                 | 2               | 8               | Người con gái yêu đơn phương chàng trai, nhớ đến chỗ chàng ở mà than thở sao chàng không đến với mình | Bên cửa thành có miếng đất phẳng để cúng tế, phía ngoài miếng đất phẳng ấy có bờ dốc, trên bờ dốc có cỏ như lư, nàng nhớ chỗ ở của người thông gian với nàng ở đấy | |
| 3               | Trịnh phong 鄭風     | 16              | Phong vũ (mưa gió) 風雨                                           | 3               | 12              | Niềm vui ngây ngất của cô gái khi gặp người cô yêu | | |
| 3               | Trịnh phong 鄭風     | 17              | Tử khâm (áo chàng) 子衿                                           | 3               | 12              | Cô gái nhớ thương người yêu tha thiết, nhớ đến cả y phục chàng mặc | | |
| 3               | Trịnh phong 鄭風     | 18              | Dương chi thủy (nước chảy lững lờ) 揚之水                         | 2               | 12              | Cô gái khuyên người yêu giữ trọn niềm tin giữa hai người | Đứa dâm loạn bảo nhau rằng, dòng nước chảy chậm chạp lững lờ, không cuốn trôi được bó gỗ. Rốt cuộc anh em ruột thịt của em và chàng đều ít, chỉ có đôi ta, há lại lấy lời nghi gián của người khác mà nghi kỵ hay sao ? Lời của người ấy chỉ riêng dối gạt anh mà thôi | |
| 3               | Trịnh phong 鄭風     | 19              | Xuất kì Đông môn (ra khỏi cửa Đông) 出其東門                      | 2               | 12              | Lòng chung thủy mến thương vợ của người chồng, không xao xuyến trước các cô gái khác | Lúc ấy, thói dâm loạn đã lan tràn, nhưng trong khoảng đó, lại có người như thế, cũng có thể gọi là biết giữ mình trong sạch mà không bị thói tục biến đổi. Xem thế thì câu nói "lòng biết thẹn, biết xấu, ai cũng có" há lại không tin như thế hay sao ? | |
| 3               | Trịnh phong 鄭風     | 20              | Dã hữu man thảo (ngoài nội có cỏ mọc lan) 野有蔓草                | 2               | 12              | Sự tâm đầu ý hợp của đôi trai gái tình cờ gặp nhau | Trai gái gặp nhau ngoài đồng ruộng đầy cỏ sương, nói ngoài đồng nội có cỏ mọc lan ra, thì sương lộ rơi xuống đậm đà. Có một người đẹp, mày đẹp mắt trong, tình cờ không hẹn mà gặp, rất hợp ý nguyện của ta. | |
| 3               | Trịnh phong 鄭風     | 21              | Trăn Vĩ 溱洧                                                      | 2               | 24              | Trai gái dạo chơi hẹn hò bên bờ sông, trao nhau tình cảm thắm thiết | Theo phong tục nước Trịnh, vào ngày tỵ trong thượng tuần tháng ba, người ta hái hoa lan ở trên bờ sông để trừ tai và cầu phúc. Cho nên cô gái yêu cầu cậu con trai cùng đi nô đùa với nhau ở đấy, rồi lại lấy hoa thược dược mà tặng để kết ân tình nồng hậu | |
| 3               | Tề phong 齊風        | 1               | Kê minh (gà gáy) 雞鳴                                             | 3               | 12              | Lời người hiền phi khuyên nhà vua ra chầu sớm, lo toan công việc quốc gia. Cũng có người cho rằng đây là cuộc đối thoại giữa vua và hiền phi, bà thì bảo gà gáy, trời đã sáng; vua lấy lý do tiếng ruồi bay, trời sáng trăng để nói đêm còn sớm. Cốt vẫn là ca ngợi bà hiền phi           | Người hiền phi hầu bên vua, lúc gần sáng, tâu với vua rằng "Gà đã gáy rồi, triều thần đã đầy đủ", vua dậy sớm ra chầu. Thật ra chẳng phải gà gáy, mà là tiếng ruồi xanh bay, bà hiền phi nghe tiếng ruồi mà nhận là tiếng gà. Nếu chẳng phải lòng nàng lo sợ e dè để khỏi phải lâm vào con đường dật dục, thì làm sao lại được như thế ? | |
| 3               | Tề phong 齊風        | 2               | Tuyền (nhanh nhẹn) 還                                             | 3               | 12              | Lời châm biếm vua chúa, quan chức ham săn bắn mà quên việc chính trị, gặp nhau thì chỉ khen ngợi nhau săn tài bắn giỏi, tuyệt nhiên không nói đến việc nước | Vua chúa, quan lại ham săn bắn bỏ phế việc chính trị. Họ gặp nhau ở bên đường, lại lấy việc nhanh nhẹn khen tặng nhau, mà chẳng tự biết việc sai lầm của mình, thì phong tục không được đẹp đẽ có thể nhận thấy | |
| 3               | Tề phong 齊風        | 3               | Trử (ngoài cửa) 著                                                | 3               | 9               | Cảnh chàng rể chờ rước cô dâu | Về hôn lễ, chàng rể đến nhà vợ để rước dâu, sau khi đã làm lễ trao chim nhạn thì đánh xe mà trở về trước, đứng đợi ở ngoài cửa. Khi cô dâu đến, chàng rể chắp tay vái chào mà đưa vào. Lúc ấy, phong tục nước Tề không có rước dâu, cho nên cô dâu đến cửa mới thấy chàng rể đứng chờ mà thôi | |
| 3               | Tề phong 齊風        | 4               | Đông phương chi nhật (mặt trời phương đông) 東方之日              | 2               | 14              | Trai gái yêu nhau quấn quýt không rời | | |
| 3               | Tề phong 齊風        | 5               | Đông phương chi vị minh (trời đông chưa sáng) 東方未明            | 3               | 12              | Lời châm biếm quan coi giờ không hoàn thành nhiệm vụ, hiệu lệnh nhà vua nhiều chỗ sai lầm | Việc đi chầu của quần thần, khi sáng rõ, phân biệt được màu sắc mới nhập triều. Nhà thơ này châm biếm vua của mình ăn uống thức ngủ không có thời tiết, hiệu lệnh sai khiến không có giờ khắc, khiến quần thần phải chịu đựng khổ sở, vội vã vào triều không chuẩn bị được gì cả | |
| 3               | Tề phong 齊風        | 6               | Nam sơn (núi Nam) 南山                                            | 4               | 24              | Lời châm biếm sự bại hoại đạo lý, loạn luân trong tầng lớp thống trị nước Tề | Núi Nam nước Tề là đất của nước Lỗ. Nàng Văn Khương, em gái của Tề Tương công, phu nhân của Lỗ Hoàn công, cùng chồng đến nước Tề năm 694 TCN, bị Tương Công thông dâm. Tương Công làm vua ở ngôi cao, nhưng vẫn theo nết hạnh dâm tà mà Hoàn Công quản lý vợ không nghiêm, đều đáng trách | |
| 3               | Tề phong 齊風        | 7               | Phủ điền (ruộng lớn) 甫田                                         | 3               | 12              | | Bài thơ nầy răn người đương thời ghét việc nhỏ mà lo làm việc to, bỏ việc kề gần mà mưu tính việc xa, sẽ chỉ lao nhọc mà không ra công cán gì. Cứ theo thứ tự mà lo liệu thì có thể chợt thình lình đến mức tột cùng được. Nếu vượt bực mà muốn mau gấp, thì trái lại, có khi không thành | |
| 3               | Tề phong 齊風        | 8               | Lô linh (tiếng chó sủa và tiếng vòng đeo cổ) 盧令                 | 3               | 6               | Tả buổi đi săn của người quyền quý, có con chó săn màu đen cổ đeo vòng nhạc, vừa chạy vòng vừa kêu | Đại ý giống bài Tuyền | |
| 3               | Tề phong 齊風        | 9               | Tệ cẩu (cái đó bắt cá rách) 敝笱                                  | 3               | 12              | | Năm 692 TCN, phu nhân Văn Khương gặp Tề Hầu ở đất Chước. Năm 690 TCN, thết đãi Tề Hầu ở Chúc Khâu. Năm 689 TCN, đến Tề Sư. Năm 687 TCN, gặp Tề Hầu ở đất Phòng, lại gặp Tề Hầu ở đất Cốc. Người nước Tề lấy việc cái đó rách không bắt được cá to mà ví với Lỗ Trang Công không ngăn được bà Văn Khương dâm loạn | |
| 3               | Tề phong 齊風        | 10              | Tái khu (xe rong ruổi) 載驅                                       | 4               | 16              | | Người nước Tề châm biếm Văn Khương đi xe đến "hội họp" với Tề Tương Công | |
| 3               | Tề phong 齊風        | 11              | Y ta (dồi dào thay) 猗嗟                                          | 3               | 18              | | Người nước Tề hết sức khen tặng Lỗ Trang công có uy nghi, khéo léo và giỏi giang để châm biếm ông không biết lấy lễ ngăn ngừa mẹ. Chồng mất thì theo con, lẽ ấy đã thông dụng khắp thiên hạ, huống hồ là bực làm vua. Việc phu nhân Văn Khương như thế vì Trang Công thương kính không được đúng mức, uy quyền và mệnh lệnh không thi hành. | |
| 3               | Ngụy phong 魏風      | 1               | Cát cú (dép gai) 葛屨                                             | 2               | 12              | Chế giễu thói keo kiệt, vụn vặt của người gia trưởng. Hoặc cũng là tâm sự của người đầy tớ gái, may áo cho bà chủ mặc nhưng bà chủ quay đi, không thèm nhìn, khiến cô uất ức châm biếm | Đất đai nước Nguỵ chật hẹp, phong tục cần kiệm hà tiện mà lại hẹp hòi nóng nảy, cho nên mới lấy việc dùng dép bằng gai để đi giẫm lên sương mà khởi hứng, châm biếm việc sai khiến nàng dâu mới cưới chưa làm lễ yết kiến tông miếu, phải may quần và lại khiến nàng vá sửa lưng quần cổ áo để mặc vào ngay | |
| 3               | Ngụy phong 魏風      | 2               | Phần tứ nhu (bãi trũng sông Phần) 汾沮洳                          | 3               | 18              | | Đây cũng là bài thơ châm biếm việc cần kiệm thái quá không đúng lễ | |
| 3               | Ngụy phong 魏風      | 3               | Viên hữu đào (vườn có đào) 園有桃                                 | 2               | 24              | | Nhà thơ lo cho nước nhỏ bé mà không có nền chính trị tốt mới làm bài thơ này, than thở rằng mình lo âu vì việc nước mà bị người đời chê là kiêu ngạo. Người lo âu lại càng than thở, vì việc đáng lo ấy vốn không phải điều khó hiểu. Kẻ chê ta chỉ vì chưa suy nghĩ đến thôi. Nếu thành thật mà suy nghĩ đến thì sẽ tự mình sầu lo vậy | |
| 3               | Ngụy phong 魏風      | 4               | Trắc hộ (lên núi) 陟岵                                            | 3               | 18              | Tâm tình nỗi lòng của người thân khi có người nhà đi phu phen, binh dịch | Đứa con có hiếu đi quân dịch ở xa, không quên cha mẹ, mới lên núi ngóng trông về nơi cha đang ở, nhân đấy tưởng tượng cha đang nhớ đến mình | |
| 3               | Ngụy phong 魏風      | 5               | Thập mẫu chi gian (ở trong mười mẫu) 十畝之間                     | 2               | 6               | | Chính trị hỗn loạn, quốc gia khuynh nguy, người hiền tài không thích làm quan trong triều đình, mà lo cùng bè bạn trở về vườn ruộng, cho nên thốt ra những lời như thế | |
| 3               | Ngụy phong 魏風      | 6               | Phạt đàn (chặt gỗ đàn) 伐檀                                       | 3               | 27              | Người đẵn gỗ làm suốt ngày bên bờ sông nhưng không no đủ cái ăn, còn người "quân tử" không cày cấy, săn bắn mà lúa thóc, thịt thà đầy nhà. Từ đó, lời thơ nêu ra và châm biếm sự bất công vô lý trong quan hệ giữa các tầng lớp xã hội                                                    | Nhà thơ nói, có người dùng sức đốn cây đàn làm xe mà đi, nay để khúc cây ấy bên bờ sông thì gỗ không dùng vào việc gì cả. Cũng như muốn tự làm tự ăn mà không thể được vậy. Nhưng chí của người ấy cho là nếu không chịu cày cấy thì không thể có lúa, không săn bắn thì không thể có thú. Thế nên cam chịu cùng quẫn thiếu đói mà không hối hận gì. Người quân tử chẳng chịu ngồi không mà hưởng thụ | |
| 3               | Ngụy phong 魏風      | 7               | Thạc thử (chuột to) 碩鼠                                          | 3               | 24              | Lấy hình tượng con chuột to để ví với tầng lớp thống trị trong xã hội, đồng thời cũng nêu lên khao khát được sống trong xã hội không bị bóc lột, áp bức | Dân chúng đã khốn đốn vì chính trị tham tàn, cho nên nói thác rằng vì con chuột to đã làm hại mình mà bỏ đi nơi khác | |
| 3               | Đường phong 唐風     | 1               | Tất suất (con dế) 蟋蟀                                            | 3               | 24              | | Phong tục nước Đường cần kiệm, dân chúng lao khổ suốt năm, không dám nghỉ ngơi. Đến cuối năm, dế kêu, rảnh việc đồng áng mới dám yến ẩm cho vui, nhưng vẫn răn nhau không được ham vui quá mà quên việc. Vì phong tục của dân đôn hậu, phong hoá của thánh nhân đời trước sót lại nên sâu xa như thế | |
| 3               | Đường phong 唐風     | 2               | Sơn hữu xu (núi có cây xu) 山有樞                                 | 3               | 24              | Triết lý ngụ rằng, ai rồi cũng chết, nên vui chơi cho thỏa, chớ đừng bo bo tằn tiệm quá. Có người cho đây là lời của quý tộc sa sút, muốn hưởng thụ nốt của cải, thể hiện tư tưởng bi quan chán chường                                                                                    | Bài thơ này cũng có ý đáp lại bài "Tất suất" mà giải nỗi ưu lo ấy. Nói rằng trên núi có cây xu, dưới thấp có cây du, ngài có áo quần xe ngựa mà không mặc, không đi, nhỡ một hôm ngài chết thì người khác hưởng mất. Vì vậy không thể nào không vui chơi cho kịp thời | |
| 3               | Đường phong 唐風     | 3               | Dương chi thủy (nước trôi lững lờ) 揚之水                         | 3               | 18              | Dân chúng che chở, ủng hộ người quân tử dựng nước | Tấn Chiêu hầu phong cho người chú là Thành Sư ở đất Khúc Ốc, gọi là Hoàn Thúc. Về sau, Ốc cường thịnh, Tấn suy vi, người Tấn phản lại mà theo Ốc, cho nên làm bài này. Nói rằng, nước chảy chậm, đá vút cao để sánh với việc Tấn suy, Ốc thịnh. Hoàn Thúc sắp khuynh đảo nước Tấn, được dân chung che giấu cho, vì muốn ngài thành công. Kẻ bề tôi phản loạn, muốn thi hành chí mình, trước phải thi ân nhỏ mọn để thu nhân tâm, rồi sau dân mới hợp nhau mà theo | |
| 3               | Đường phong 唐風     | 4               | Tiêu liêu (cây tiêu) 椒聊                                         | 2               | 12              | | Cây tiêu nảy nở lan ra, hái trái để đầy thăng. Đấy không biết trỏ vào ai. Bài tự ở sách Mao thi cũng cho là nước Ốc (nước Ốc của Hoàn Thúc thì thịnh vượng, còn nước Tấn thì suy vi). | |
| 3               | Đường phong 唐風     | 5               | Thù mâu (quấn quýt) 綢繆                                          | 3               | 18              | Lời trai gái mừng rỡ vì được thành vợ chồng | Nước loạn dân nghèo, nam nữ cưới gả trễ mùa rồi sau mới cưới được thành hôn lễ. Việc thành, vợ chồng tâm sự với nhau | |
| 3               | Đường phong 唐風     | 6               | Đệ đỗ (cây đỗ lẻ loi) 杕杜                                        | 2               | 18              | | Đây là lời của người không có anh em, tự xót thương cho mình cô độc mà cầu xin người giúp đỡ. Cây đỗ lẻ loi một mình mà lá vẫn xanh tươi rườm rà, còn người không có anh em thì đi một mình lẻ loi, chẳng được như cây đỗ vậy | |
| 3               | Đường phong 唐風     | 7               | Cao cầu (áo da dê) 羔裘                                           | 2               | 8               | | Thiên này là lời châm biếm quan đại phu nước Tấn không ưa dân, không chịu gần gũi dân | |
| 3               | Đường phong 唐風     | 8               | Bảo vũ (cánh chim bảo) 鴇羽                                       | 3               | 21              | | Dân chúng phải đi tùng chinh, không được nuôi dưỡng cha mẹ, cho nên làm bài thơ này. Nói tính chim bảo không hay đậu trên bụi cây, mà nay lại đậu trên bụi cây hủ, như dân vốn không tiện lao khổ, mà đánh giặc đã lâu không được tròn phận làm con. Trời xanh xa vời kia, lúc nào khiến cho ta được nơi yên ổn để phụng dưỡng cha mẹ ? | |
| 3               | Đường phong 唐風     | 9               | Vô y (không có áo) 無衣                                           | 2               | 6               | | Năm 679 TCN, Tấn Vũ công là cháu Hoàn Thúc ở đất Khúc Ốc, diệt nước Tấn, lấy hết đồ báu của Tấn đem hối lộ cho Chu Ly Vương. Ly Vương cho làm vua Tấn, liệt vào hàng chư hầu. Bài này thuật lại ý cầu xin mệnh lệnh nhà Chu của Vũ Công. Lúc ấy, Chu suy, nhưng phép tắc vẫn còn. Vũ Công mang tội giết vua đoạt nước thì phải đánh phạt. Ly Vương tham của báu mà không biết đến kỷ cương phép tắc. Than ôi! Đau xót thay! | |
| 3               | Đường phong 唐風     | 10              | Hữu đệ chi đỗ (có cây đỗ lẻ loi) 有杕之杜                         | 2               | 12              | | Người này thích hiền tài, nhưng ngại mình không đủ đức để khiến họ đến với mình. Nói rằng cây đỗ lẻ loi mọc ở ven đường, bóng mát không đủ để người ta nghỉ ngơi. Nhưng lòng thích quân tử mãi không thôi, chỉ hiềm không biết làm sao để họ đến cho mình nuôi dưỡng. Ôi, tấm lòng háo hiền như thế, có lẽ nào mà bực hiền tài lại không đến ? | |
| 3               | Đường phong 唐風     | 11              | Cát sinh (cây sắn dây) 葛生                                       | 5               | 20              | | Người vợ vì chồng đi quân dịch lâu không thấy về, cho nên nói dây sắn mọc mà phủ lên cây sở, cỏ liêm mọc lan ra ngoài đồng, mỗi loại cây đều có nơi nương tựa, còn ta chẳng có chồng mà nương tựa | |
| 3               | Đường phong 唐風     | 12              | Thái linh (hái linh) 采苓                                         | 3               | 24              | | Đây là bài thơ châm biếm người ưa nghe lời gièm pha. Nói rằng có người nói hái cây linh thì lên đỉnh núi Thủ Dương, nhưng chớ vội tin lời ấy. Phải thủng thẳng xét xem, nghe ngóng phán đoán, thì kẻ kia chẳng được kết quả gì, tất việc gièm pha phải dứt ngay | |
| 3               | Tần phong 秦風       | 1               | Xa lân (xe chạy rầm rầm) 車鄰                                     | 3               | 16              | Lời ca ngợi vị vua hiền minh, đáng thơ | Lúc ấy vua Tần mới có xe ngựa, người trong nước mới thấy lần đầu khoe khoang khen ngợi | |
| 3               | Tần phong 秦風       | 2               | Tứ thiết (bốn ngựa) 駟驖                                          | 3               | 12              | Vua tôi hòa hợp cùng đi săn bắn | | |
| 3               | Tần phong 秦風       | 3               | Tiểu nhung (xe binh) 小戎                                         | 3               | 30              | | Tướng công nước Tần, vâng mạng lệnh thiên tử nhà Chu đi đánh rợ Tây Nhung. Cho nên người nhà đi theo đánh giặc, trước thì khoe binh xa áo giáp nhiều, sau thì kể nỗi tình riêng. Vì nghĩa mà dấy binh, thì dẫu đàn bà con gái cũng biết mạnh dạn xông ra cự địch mà không hề oán thán | |
| 3               | Tần phong 秦風       | 4               | Kiêm gia (lau lách) 蒹葭                                          | 3               | 24              | Giống như bản tình ca, nói về một sáng sớm mùa thu, sương trên lau sậy chưa tan, một người đi tìm một người, phảng phất trông thấy mà tìm không thấy | Nói mùa tiết thu nước vừa đầy, người kia lại ở về một phương của vùng nước mênh mông, lai láng. Đi ngược lên hay đi xuôi dòng đều không gặp được. Không biết chỉ về ai mà nói thế | |
| 3               | Tần phong 秦風       | 5               | Chung Nam (núi Chung Nam) 終南                                    | 2               | 12              | | Đây là lời nói của người nước Tần, khen tặng vua mình, cũng đồng một ý tứ với Xa lân, Tứ thiết | |
| 3               | Tần phong 秦風       | 6               | Hoàng điểu (chim hoàng ly) 黃鳥                                   | 3               | 36              | Bài vãn ai điếu ba người hiền họ Tử Xa bị chôn sống theo Tần Mục công | Năm 620 TCN, Tần Mục công chết, nước Tần đem chôn ba anh em họ Tử Xa là Yểm Tức, Trọng Hàng, Châm Hổ theo Mục công, họ đều là bậc hiền tài. Người Tần thương xót, mới làm bài này để phô bày việc ấy. Xét thấy Mục Công làm thế, tội lỗi không thể trốn tránh nhưng thói ấy thành lệ thường ở Tần, thì dẫu Mục Công là người hiền đức cũng không tránh khỏi. Nhà Chu không giữ giềng mối, chư hầu tự chuyên, giết người không kiêng sợ, phong tục tệ hại thay! | |
| 3               | Tần phong 秦風       | 7               | Thần phong (chim cắt) 晨風                                        | 3               | 18              | | Người vợ vì chồng đi vắng, chưa thấy được chàng, lòng buồn lo không thể dứt được. Nhân đó mà than người chồng sao nỡ quên mình đến thế ? Bài này đồng một ý với bài Diễm di ca do vợ Bách Lý Hề hát. Vì đó là phong tục nước Tần | |
| 3               | Tần phong 秦風       | 8               | Vô y (không có áo) 無衣                                           | 3               | 15              | Lòng hăng hái kháng chiến chống xâm lược Khương Nhung của dân Tần | Phong tục nước Tần mạnh tợn hung hăng, ưa việc chiến đấu. Cho nên người Tần nói với nhau, sắp dấy binh theo lệnh thiên tử, phải sửa soạn giáo mâu để đi đánh kẻ thù, anh không có áo thì mặc chung với tôi. Đó là lòng yêu thương lẫn nhau đã đủ khiến người ta cùng chết với nhau như thế. Tần đất dày, sông sâu, dân chúng trọng hậu, chất phác, ngay thẳng, lấy điều thiện để dẫn dắt dân chúng, lấy mạnh bạo mà khu xử dân chúng, nước vùng Sơn Đông không thể nào theo kịp được.Đời sau nếu không muốn lo toan cái kế sách dựng nước thì thật không thể nào không lấy đó làm gương | |
| 3               | Tần phong 秦風       | 9               | Vị Dương 渭陽                                                     | 2               | 8               | | Tấn Văn công, hồi còn làm công tử Trùng Nhĩ, chạy loạn đến Tần, anh rể ông là Tần Mục công dung nạp. Sau rời Tần, cháu gọi ông bằng cậu là Tần Khang công (hãy còn làm Thái tử) đi tiễn, tưởng nhớ đến mẹ đã mất, làm bài này. | |
| 3               | Tần phong 秦風       | 10              | Quyền dư (lúc ban đầu) 權輿                                       | 2               | 10              | Lời người hiền lần lần bị bạc đãi than trách. Có người cho là lời than vãn đời sống nay không bằng xưa của tầng lớp quý tộc | Sở Nguyên Vương đời Hán lấy lễ kính đãi Thân Công, Bạch Công và Mục Sinh. Mục Sinh không thích rượu cay, Nguyên Vương bày tiệc rượu, thường bày rượu ngọt. Đến khi con lên ngôi, bày tiệc, quên rượu ngọt. Mục Sinh thác bệnh. Thân Bạch cố nài, nói đến ơn nghĩa vua xưa. Mục Sinh đáp "Vua trước lấy lễ mà đãi ta vì đạo hãy còn. Vua nay sơ sót, tức là quên đạo. Ta há lại khu khu vì cái lễ mọn kia hay sao ?" Bèn thác bịnh mà bỏ đi. Cũng là ý bài thơ này. | |
| 3               | Trần phong 陳風      | 1               | Uyển khâu (gò Uyển) 宛丘                                          | 3               | 12              | Việc chơi bời ở gò Uyển của người nước Trần | | |
| 3               | Trần phong 陳風      | 2               | Đông môn chi phần (cây phần cửa Đông) 東門之枌                    | 3               | 12              | Trai gái tụ họp múa hát vui vẻ để trao ân tình | Ở đây trai gái tụ hội lại ca múa để vui với nhau. Đã chọn buổi sáng tốt lành để tụ hội nơi cánh đồng bằng ở phía nam, cho nên phải bỏ việc mà đến. Nhiều người đến, trai gái tặng nhau bó hoa để kết hảo tình | |
| 3               | Trần phong 陳風      | 3               | Hoành môn (cổng nhỏ) 衡門                                         | 3               | 12              | | Đây là lời người ở ẩn tự vui thích mà không có cầu điều gì cả. Nói rằng cổng thô sơ bỉ lậu, nhưng cũng có thể dạo chơi mà nghỉ ngơi. Nước suối tuy không thể uống mà no được, nhưng cũng có thể vui chơi mà quên đói | |
| 3               | Trần phong 陳風      | 4               | Đông môn chi trì (ao ở cửa Đông) 東門之池                         | 3               | 12              | Trai gái tâm đầu ý hợp, nói chuyện tâm tình mà hiểu lòng nhau | Đây là những lời trai gái lúc mới gặp nhau. Vì là nhân chỗ gặp nhau và nhân những vật trông thấy mà khởi hứng | |
| 3               | Trần phong 陳風      | 5               | Đông môn chi dương (cây dương liễu ở cửa Đông) 東門之楊           | 2               | 8               | | Đây cũng là việc trai gái hẹn hò nhau mà có người quên lời ước hẹn, không đến, cho nên nhân những điều đã trông thấy mà khởi hứng | |
| 3               | Trần phong 陳風      | 6               | Mộ môn (cửa mộ) 墓門                                              | 2               | 12              | Đả kích kẻ chấp chính bất lương, bài tựa Mao thi cho là đả kích Trần Đà, chưa biết có thật hay không. Lấy hình tượng rìa phạt gai gốc trước cửa mộ để nói lên nguyện vọng muốn trừ bỏ kẻ ấy                                                                                               | Kẻ xấu đã được cảnh cáo mà vẫn quen thói cũ, không chịu hối cải | |
| 3               | Trần phong 陳風      | 7               | Phòng hữu thước sào (trên đê có tổ chim thước) 防有鵲巢           | 2               | 8               | Lo buồn người yêu bị kẻ khác lừa gạt, phỉnh nịnh | Đây là lời trai gái tư thông nhau, mà lo có kẻ chen vào tách lìa đôi lứa, lấy hình tượng trên bờ đê có ổ chim thước, trên gò có cây điều đẹp đẽ mà nói kẻ ấy là ai lại phỉnh gạt người đẹp của ta, khiến ta lo ưu như vậy? | |
| 3               | Trần phong 陳風      | 8               | Nguyệt xuất (trăng ló) 月出                                       | 3               | 12              | Nỗi nhớ người đẹp tha thiết trong lòng đến nỗi lo âu, buồn bã | | |
| 3               | Trần phong 陳風      | 9               | Tru Lâm (ấp Tru Lâm) 株林                                         | 2               | 8               | | Há Trưng Thư là con của Há Ngự Thúc, đại phu nước Trần và Hạ Cơ, con gái Trịnh Mục công. Trưng Thư được phong ở ấp Tru Lâm. Trần Linh công thông dâm với Hạ Cơ, sớm tối đến ấp, cho nên dân chúng ở đấy làm bài thơ này để trỏ việc ấy. Về sau, Linh công rốt cuộc bị Há Trưng Thư giết, rồi Trưng Thư bị Sở Trang công giết chết | |
| 3               | Trần phong 陳風      | 10              | Trạch bi (bờ đầm) 澤陂                                            | 3               | 18              | Đau đớn sầu thảm vì không gặp được người yêu | Ý bài thơ này giống như của bài Nguyệt xuất | |
| 3               | Cối phong 檜風       | 1               | Cao cầu (áo da dê) 羔裘                                           | 3               | 12              | | Theo thuyết xưa ở sách Mao thi, vua nước Cối ưa thích áo quần sạch sẽ để đi dạo chơi, yến ẩm, mà không thể tự cường về chính trị, cho nên nhà thơ mới lo ngại | |
| 3               | Cối phong 檜風       | 2               | Tố quan (mũ lụa trắng) 素冠                                       | 3               | 9               | Mong mỏi được thấy lại lễ chế tang phục đời xưa, tức thấy đạo hiếu của cổ nhân được noi theo | Người bấy giờ không để tang ba năm, thì làm sao thấy được tang phục. Người hiền đương thời mong mỏi được thấy mà đến nỗi phải nhọc lòng lo nghĩ | |
| 3               | Cối phong 檜風       | 3               | Thấp hữu trường sở (chỗ thấp có cây trường sở) 隰有萇楚           | 3               | 12              | | Chính trị phiền phức, thuế má nặng nề, nhân dân không thể kham nổi khổ cực, than rằng muốn làm loài cây cỏ vô tri để khỏi phải ưu phiền | |
| 3               | Cối phong 檜風       | 4               | Phỉ phong (chẳng phải gió) 匪風                                   | 3               | 12              | | Nhà Chu suy vi, người hiền tài buồn mà làm bài thơ này | |
| 3               | Tào phong 曹風       | 1               | Phù du (con thiêu thân) 蜉蝣                                      | 3               | 12              | Ngao ngán chuyện người đời ham vật chất nhỏ mọn và tỏ ý muốn về ở ẩn để được yên lành | Bài thơ này có lẽ lấy việc người đương thời ham mê những cuộc vui chơi nhỏ mọn mà quên lo xa, cho nên lấy con thiêu thân so sánh để mà châm biếm. Bài tự ở sách Mao Thi cho là châm biếm vua chư hầu nước Tào, có lẽ đúng như thế mà chưa khảo xét được | |
| 3               | Tào phong 曹風       | 2               | Hậu nhân (quan hậu) 候人                                          | 4               | 16              | Châm biếm bọn tiểu nhân nhỏ mọn mà được chức quan to | Đây là lời châm biếm vua nước Tào xa bậc quân tử mà gần kẻ tiểu nhân. Vua Tấn Văn công tiến quân vào Tào, trách vua Tào không dùng người quân tử Hy Phụ Ky, mà kẻ tiểu nhân đi xe hiên của bực khanh đại phu đến ba trăm người, là nói về việc này chăng ? | |
| 3               | Tào phong 曹風       | 3               | Thi cưu (chim thi cưu) 鳲鳩                                       | 4               | 24              | | Nhà thơ khen tặng người quân tử dụng tâm công bình đều nhau như một, cho nên nói rằng chi thi cưu thì ở trên cây dâu, có bảy chim con. Còn bực hiền nhân quân tử uy nghi chỉ có một thôi. Uy nghi không biến đổi có thể sửa trị bốn phương, sống lâu đến muôn tuổi | |
| 3               | Tào phong 曹風       | 4               | Hạ tuyền (nước suối chảy xuống) 下泉                              | 4               | 16              | | Nhà Chu suy đồi, các nước nhỏ khốn đốn tồi tệ, cho nên lấy dòng suối nước lạnh chảy xuống mà bụi cỏ lang um tùm bị tổn thương để ví, rồi hứng khởi than thở tưởng nhớ đến kinh đô nhà Chu trong thời thịnh trị | |
| 3               | Mân (Bân) phong 豳風 | 1               | Thất nguyệt (tháng bảy) 七月                                      | 8               | 88              | Những nỗi khổ quanh năm trong việc làm nông của dân và cuộc sống của tầng lớp trên, nhiều đoạn cảm thán, chắc là bản thân dân chúng tự kể, lưu truyền rồi thêm thắt vào | Chu Công Đán, vì Chu Thành Vương chưa biết nỗi khổ về cấy gặt của việc làm ruộng, khiến những chức quan mù sớm tối ca vịnh bài thơ này để dạy Thành Vương. Ngưỡng lên quan sát sự biến đổi của tinh tú, mặt trời và sương lộ, cúi xuống xem xét sự biến hoá của côn trùng cây cỏ mà biết thời tiết để giao phó công việc cho dân. Đàn bà con gái phụng sự ở trong, đàn ông con trai phụng sự ở ngoài. Bề trên chân thật thương yêu kẻ dưới, kẻ dưới lấy lòng trung thành làm lợi bề trên. Cha đáng phận cha, con đáng phận con, chồng đáng phận chồng, vợ đáng phận vợ. Phụng dưỡng người già cả, thương yêu trẻ con, sống với sức lực của mình làm mà giúp đỡ kẻ yếu đuối. Cúng tế thì đúng lúc, ăn uống vui chơi thì hợp thời, đấy là ý nghĩa của bài thơ Thất nguyệt này | |
| 3               | Mân (Bân) phong 豳風 | 2               | Xi hiêu (cú vọ) 鴟鴞                                              | 4               | 20              | Con chim hết lòng bảo vệ tổ nó qua cơn giông bão | Chu Vũ Vương thắng Trụ, khiến em là Quản Thúc Tiên và Thái thúc Độ giám sát nước của Vũ Canh, con Trụ. Khi Vũ Vương băng, Thành Vương nối ngôi. Chu Công làm tướng cho Thành Vương, Quản Thúc và Thái thúc phao lời nói xấu rằng Chu Công sẽ làm phản. Cho nên Công phải đi chinh phạt hai năm, mới bắt được Quản Thúc và Vũ Canh giết đi, mà Thành Vương vẫn nghi ngờ. Công mới làm bài này gửi cho Vương, mượn việc con chim thương cái ổ của nó, rồi gọi con cú vọ mà nói rằng "Cú vọ, cú vọ ! Mầy đã bắt chim con của ta, thì chớ phá cái ổ của ta" để ví với Vũ Canh đã làm hư Quản Thái, nhưng không thể nào phá được nhà Chu. | |
| 3               | Mân (Bân) phong 豳風 | 3               | Đông Sơn (phía đông núi) 東山                                     | 4               | 48              | Kẻ quân nhân trong chiến dịch đông chinh của Chu Công Đán mãn hạn về quê, dọc đường lo nghĩ đến cửa nhà, vợ con, nhân đó bộc lộ mơ ước được sống trong cảnh thái bình của dân chúng | Thành Vương nhà Chu đã được bài thơ Xi hiêu, cảm động vì sự biến hóa của sấm gió, mới bắt đầu tỉnh ngộ mà đón Chu Công, lúc ấy Chu Công đi đánh giặc phía đông đã ba năm rồi. Chu Công đã về, nhân đấy làm bài này để uý lạo quân sĩ, kể rõ nỗi lòng của họ. Người trên an ủi nnỗi nhọc nhằn dân, thì lòng dân thấm thía biết dường nào ? Tuy giữa cha con trong nhà nói chuyện với nhau cũng không ngoài lẽ ấy. | |
| 3               | Mân (Bân) phong 豳風 | 4               | Phá phủ (cái búa hư) 破斧                                         | 3               | 18              | Binh lính đi đánh nhau lâu ngày, trở về, khí giới hư hỏng, mừng cho mình còn sống sót | Binh sĩ, vì ở bài trước đã được Chu Công an ủi ân cần, mới nói như thế này để đáp lại. Nói rằng, việc đông chinh đã khiến cây búa bị hư mẻ, thật là khổ nhọc vậy. Nhưng mà Chu Công làm việc ấy, là để các nước không dám đi ra ngoài chính đạo, dẫu khổ nhọc mấy ta dám từ nan ? | |
| 3               | Mân (Bân) phong 豳風 | 5               | Phạt kha (đẽo búa) 伐柯                                           | 2               | 8               | Làm việc gì cũng có đường lối, như đẽo búa có hình cán búa cũ, cưới vợ có bà mai mối lo liệu | Lúc Chu Công ở phương đông, người phương đông nói lên những lời này để bày tỏ lòng thích mến sâu sa với ông | |
| 3               | Mân (Bân) phong 豳風 | 6               | Cửu vực (chín cái lưới) 九罭                                      | 4               | 12              | | Đây cũng là lúc Chu Công ở phía đông, người phía đông mừng được gặp ngài, mà nói rằng, cái lưới có chín túi thì có cá tôn, cá phòng. Ta đã gặp được Chu Công, thì đã thấy áo cổn và quần thêu của ngài | |
| 3               | Mân (Bân) phong 豳風 | 7               | Lang bạt (sói đi) 狼跋                                            | 2               | 8               | | Chu Công dẫu bị phỉ báng, nhưng cách xử trí của ngài không mất độ thường, vẫn an nhiên tự đắc, bởi vì với đạo cao đức cả ngài vẫn được yên vui, đức hạnh ấy không thể nào nói xiết được. Ta có thể thấy tấm lòng của nhà thơ yêu mến Chu Công rất sâu xa, kính trọng Chu công rất cùng cực. | |

| Nhã 雅 | Nhã 雅       | Nhã 雅                          | Nhã 雅 | Nhã 雅                | Nhã 雅    | Nhã 雅  | Nhã 雅                                                          | Nhã 雅                      | Nhã 雅  |
| Quyển | Phần         | Cụm                             | Thứ tự | Bài                   | Số chương | Số câu  | Tóm tắt nội dung                                                | Tóm tắt chú giải của Chu Hy | Ghi chú |
| --- | ------------ | ------------------------------- | ------ | --------------------- | --------- | ------- | --------------------------------------------------------------- | --------------------------- | ------- |
| 4 | Tiểu nhã小雅 | Lộc minh chi thập 鹿鳴之什      | 1      | Lộc minh              | 3         | 24      | Đãi đẳng tân khách để vua tôi quyến luyến nhau                  |                             |         |
| 4 | Tiểu nhã小雅 | Lộc minh chi thập 鹿鳴之什      | 2      | Từ mẫu                | 5         | 25      | Nỗi lòng của bề tôi vì việc vua sai mà không phụng dưỡng cha mẹ |                             |         |
| 4 | Tiểu nhã小雅 | Lộc minh chi thập 鹿鳴之什      | 3      | Hoàng hoàng giả hoa   | 5         | 20      | Bề tôi lo công việc của vua sai                                 |                             |         |
| 4 | Tiểu nhã小雅 | Lộc minh chi thập 鹿鳴之什      | 4      | Thường đệ             | 8         | 32      | Anh em, vợ con thì bao giờ cũng quý hơn bạn hữu                 |                             |         |
| 4 | Tiểu nhã小雅 | Lộc minh chi thập 鹿鳴之什      | 5      | Phạt mộc              | 3         | 36      | Tìm bạn bè, hậu đãi bạn bè                                      |                             |         |
| 4 | Tiểu nhã小雅 | Lộc minh chi thập 鹿鳴之什      | 6      | Thiên bảo             | 6         | 36      | Lời của bề tôi chúc tụng vua                                    |                             |         |
| 4 | Tiểu nhã小雅 | Lộc minh chi thập 鹿鳴之什      | 7      | Thái vi               | 6         | 48      | Nỗi lòng người chiến sĩ lúc ra đồn thú và lúc trở về            |                             |         |
| 4 | Tiểu nhã小雅 | Lộc minh chi thập 鹿鳴之什      | 8      | Xuất xa               | 6         | 48      | Quân đội đi và trở về sau khi thắng trận                        |                             |         |
| 4 | Tiểu nhã小雅 | Lộc minh chi thập 鹿鳴之什      | 9      | Đệ đỗ                 | 4         | 28      | Vợ mong chồng đi quân dịch mau trở về                           |                             |         |
| 4 | Tiểu nhã小雅 | Lộc minh chi thập 鹿鳴之什      | 10     | Nam cai               | Không lời |         |                                                                 |                             |         |
| 4 | Tiểu nhã小雅 | Bạch hoa chi thập 白華 之什     | 1      | Bạch hoa              | Không lời |         |                                                                 |                             |         |
| 4 | Tiểu nhã小雅 | Bạch hoa chi thập 白華 之什     | 2      | Hoa thử               | Không lời |         |                                                                 |                             |         |
| 4 | Tiểu nhã小雅 | Bạch hoa chi thập 白華 之什     | 3      | Ngư ly                | 6         | 18      |                                                                 |                             |         |
| 4 | Tiểu nhã小雅 | Bạch hoa chi thập 白華 之什     | 4      | Do canh               | Không lời |         |                                                                 |                             |         |
| 4 | Tiểu nhã小雅 | Bạch hoa chi thập 白華 之什     | 5      | Nam hữu gia ngư       | 4         | 16      |                                                                 |                             |         |
| 4 | Tiểu nhã小雅 | Bạch hoa chi thập 白華 之什     | 6      | Sùng khâu             | Không lời |         |                                                                 |                             |         |
| 4 | Tiểu nhã小雅 | Bạch hoa chi thập 白華 之什     | 7      | Nam sơn hữu đài       | 5         | 30      |                                                                 |                             |         |
| 4 | Tiểu nhã小雅 | Bạch hoa chi thập 白華 之什     | 8      | Do nghi               | Không lời |         |                                                                 |                             |         |
| 4 | Tiểu nhã小雅 | Bạch hoa chi thập 白華 之什     | 9      | Lục tiêu              | 4         | 24      |                                                                 |                             |         |
| 4 | Tiểu nhã小雅 | Bạch hoa chi thập 白華 之什     | 10     | Trẫm lộ               | 4         | 16      |                                                                 |                             |         |
| 5 | Tiểu nhã     | Đồng cung chi thập 彤弓 之什    | 1      | Đồng cung             | 3         | 18      |                                                                 |                             |         |
| 5 | Tiểu nhã     | Đồng cung chi thập 彤弓 之什    | 2      | Tinh tinh giả nga     | 4         | 16      |                                                                 |                             |         |
| 5 | Tiểu nhã     | Đồng cung chi thập 彤弓 之什    | 3      | Lục nguyệt            | 6         | 48      |                                                                 |                             |         |
| 5 | Tiểu nhã     | Đồng cung chi thập 彤弓 之什    | 4      | Thái khỉ              | 4         | 48      |                                                                 |                             |         |
| 5 | Tiểu nhã     | Đồng cung chi thập 彤弓 之什    | 5      | Xa công               | 8         | 32      |                                                                 |                             |         |
| 5 | Tiểu nhã     | Đồng cung chi thập 彤弓 之什    | 6      | Cát nhật              | 6         | 24      |                                                                 |                             |         |
| 5 | Tiểu nhã     | Đồng cung chi thập 彤弓 之什    | 7      | Hồng nhạn             | 3         | 18      |                                                                 |                             |         |
| 5 | Tiểu nhã     | Đồng cung chi thập 彤弓 之什    | 8      | Đinh liệu             | 3         | 15      |                                                                 |                             |         |
| 5 | Tiểu nhã     | Đồng cung chi thập 彤弓 之什    | 9      | Miễn thủy             | 3         | 22 (24) |                                                                 |                             |         |
| 5 | Tiểu nhã     | Đồng cung chi thập 彤弓 之什    | 10     | Hạc minh              | 2         | 18      |                                                                 |                             |         |
| 5 | Tiểu nhã     | Kỳ phủ chi thập 祈父 之什       | 1      | Kỳ phủ                | 3         | 12      |                                                                 |                             |         |
| 5 | Tiểu nhã     | Kỳ phủ chi thập 祈父 之什       | 2      | Bạch câu              | 4         | 24      |                                                                 |                             |         |
| 5 | Tiểu nhã     | Kỳ phủ chi thập 祈父 之什       | 3      | Hoàng điểu            | 3         | 21      |                                                                 |                             |         |
| 5 | Tiểu nhã     | Kỳ phủ chi thập 祈父 之什       | 4      | Ngã hành ký dã        | 3         | 18      |                                                                 |                             |         |
| 5 | Tiểu nhã     | Kỳ phủ chi thập 祈父 之什       | 5      | Tư can                | 9         | 53      |                                                                 |                             |         |
| 5 | Tiểu nhã     | Kỳ phủ chi thập 祈父 之什       | 6      | Vô dương              | 4         | 32      |                                                                 |                             |         |
| 5 | Tiểu nhã     | Kỳ phủ chi thập 祈父 之什       | 7      | Tiệt nam sơn          | 10        | 64      |                                                                 |                             |         |
| 5 | Tiểu nhã     | Kỳ phủ chi thập 祈父 之什       | 8      | Chinh nguyệt          | 13        | 94      |                                                                 |                             |         |
| 5 | Tiểu nhã     | Kỳ phủ chi thập 祈父 之什       | 9      | Thập nguyệt chi giao  | 8         | 64      |                                                                 |                             |         |
| 5 | Tiểu nhã     | Kỳ phủ chi thập 祈父 之什       | 10     | Vũ vô chính           | 7         | 54      |                                                                 |                             |         |
| 5 | Tiểu nhã     | Tiểu mân chi thập 小旻 之什     | 1      | Tiểu mãn              |           |         |                                                                 |                             |         |
| 5 | Tiểu nhã     | Tiểu mân chi thập 小旻 之什     | 2      | Tiểu uyển             |           |         |                                                                 |                             |         |
| 5 | Tiểu nhã     | Tiểu mân chi thập 小旻 之什     | 3      | Tiểu bàn              |           |         |                                                                 |                             |         |
| 5 | Tiểu nhã     | Tiểu mân chi thập 小旻 之什     | 4      | Xào ngôn              |           |         |                                                                 |                             |         |
| 5 | Tiểu nhã     | Tiểu mân chi thập 小旻 之什     | 5      | Hà nhân tư            |           |         |                                                                 |                             |         |
| 5 | Tiểu nhã     | Tiểu mân chi thập 小旻 之什     | 6      | Hạng bá               |           |         |                                                                 |                             |         |
| 5 | Tiểu nhã     | Tiểu mân chi thập 小旻 之什     | 7      | Cốc phong             |           |         |                                                                 |                             |         |
| 5 | Tiểu nhã     | Tiểu mân chi thập 小旻 之什     | 8      | Lục nga               |           |         |                                                                 |                             |         |
| 5 | Tiểu nhã     | Tiểu mân chi thập 小旻 之什     | 9      | Đại đông              |           |         |                                                                 |                             |         |
| 5 | Tiểu nhã     | Tiểu mân chi thập 小旻 之什     | 10     | Tứ nguyệt             |           |         |                                                                 |                             |         |
| 5 | Tiểu nhã     | Bắc sơn chi thập 北山 之什      | 1      | Bắc sơn               |           |         |                                                                 |                             |         |
| 5 | Tiểu nhã     | Bắc sơn chi thập 北山 之什      | 2      | Vô tương đại xa       |           |         |                                                                 |                             |         |
| 5 | Tiểu nhã     | Bắc sơn chi thập 北山 之什      | 3      | Tiểu minh             |           |         |                                                                 |                             |         |
| 5 | Tiểu nhã     | Bắc sơn chi thập 北山 之什      | 4      | Cổ chung              |           |         |                                                                 |                             |         |
| 5 | Tiểu nhã     | Bắc sơn chi thập 北山 之什      | 5      | Sở từ                 |           |         |                                                                 |                             |         |
| 5 | Tiểu nhã     | Bắc sơn chi thập 北山 之什      | 6      | Tín Nam sơn           |           |         |                                                                 |                             |         |
| 5 | Tiểu nhã     | Bắc sơn chi thập 北山 之什      | 7      | Phủ điền              |           |         |                                                                 |                             |         |
| 5 | Tiểu nhã     | Bắc sơn chi thập 北山 之什      | 8      | Đại điền              |           |         |                                                                 |                             |         |
| 5 | Tiểu nhã     | Bắc sơn chi thập 北山 之什      | 9      | Chiêm bỉ lạc hỉ       |           |         |                                                                 |                             |         |
| 5 | Tiểu nhã     | Bắc sơn chi thập 北山 之什      | 10     | Thường thường giả hoa |           |         |                                                                 |                             |         |
| 5 | Tiểu nhã     | Tang hỗ chi thập 桑扈 之什      | 1      | Tang hộ               |           |         |                                                                 |                             |         |
| 5 | Tiểu nhã     | Tang hỗ chi thập 桑扈 之什      | 2      | Uyên ương             |           |         |                                                                 |                             |         |
| 5 | Tiểu nhã     | Tang hỗ chi thập 桑扈 之什      | 3      | Khuỷ biền             |           |         |                                                                 |                             |         |
| 5 | Tiểu nhã     | Tang hỗ chi thập 桑扈 之什      | 4      | Xa hạt                |           |         |                                                                 |                             |         |
| 5 | Tiểu nhã     | Tang hỗ chi thập 桑扈 之什      | 5      | Thanh nhăng           |           |         |                                                                 |                             |         |
| 5 | Tiểu nhã     | Tang hỗ chi thập 桑扈 之什      | 6      | Tân chi sơ diên       |           |         |                                                                 |                             |         |
| 5 | Tiểu nhã     | Tang hỗ chi thập 桑扈 之什      | 7      | Ngư tảo               |           |         |                                                                 |                             |         |
| 5 | Tiểu nhã     | Tang hỗ chi thập 桑扈 之什      | 8      | Thái thúc             |           |         |                                                                 |                             |         |
| 5 | Tiểu nhã     | Tang hỗ chi thập 桑扈 之什      | 9      | Giác cung             |           |         |                                                                 |                             |         |
| 5 | Tiểu nhã     | Tang hỗ chi thập 桑扈 之什      | 10     | Uất liễu              |           |         |                                                                 |                             |         |
| 5 | Tiểu nhã     | Đô nhân sĩ chi thập 都人士 之什 | 1      | Đô nhân sĩ            |           |         |                                                                 |                             |         |
| 5 | Tiểu nhã     | Đô nhân sĩ chi thập 都人士 之什 | 2      | Thái lục              |           |         |                                                                 |                             |         |
| 5 | Tiểu nhã     | Đô nhân sĩ chi thập 都人士 之什 | 3      | Thử miêu              |           |         |                                                                 |                             |         |
| 5 | Tiểu nhã     | Đô nhân sĩ chi thập 都人士 之什 | 4      | Thấp tang             |           |         |                                                                 |                             |         |
| 5 | Tiểu nhã     | Đô nhân sĩ chi thập 都人士 之什 | 5      | Bạch hoa              |           |         |                                                                 |                             |         |
| 5 | Tiểu nhã     | Đô nhân sĩ chi thập 都人士 之什 | 6      | Miên man              |           |         |                                                                 |                             |         |
| 5 | Tiểu nhã     | Đô nhân sĩ chi thập 都人士 之什 | 7      | Hồ điệp               |           |         |                                                                 |                             |         |
| 5 | Tiểu nhã     | Đô nhân sĩ chi thập 都人士 之什 | 8      | Sàm sàm chi thạch     |           |         |                                                                 |                             |         |
| 5 | Tiểu nhã     | Đô nhân sĩ chi thập 都人士 之什 | 9      | Điều chi hoa          |           |         |                                                                 |                             |         |
| 5 | Tiểu nhã     | Đô nhân sĩ chi thập 都人士 之什 | 10     | Hà thảo bất hoàng     |           |         |                                                                 |                             |         |
| Phần Tiểu nhã còn có cách chia bố cục khác, bao gồm các cụm thơ: Lộc minh chi thập 鹿鳴之什 (13 bài, từ bài Lộc minh đến bài Hoa thử), Nam hữu gia ngư chi thập 南有嘉魚之什(13 bài, từ bài Nam hữu gia ngư đến bài Cát nhật), Hồng nhạn chi thập 鹿鳴之什 (10 bài, từ bài Hồng nhạn đến bài Vô dương), Tiết Nam Sơn chi thập 谷風之什 (10 bài, từ bài Tiết Nam Sơn đến bài Hạng Bá), Phủ điền chi thập 甫田之什 (10 bài, từ bài Phủ điền đến bài Tân chi sơ diên) và Ngư tảo chi thập (14 bài, từ bài Ngư tảo đến bài Hà thảo bất hoàng). |              |                                 |        |                       |           |         |                                                                 |                             |         |
| 6 | Đại nhã大雅  | Văn Vương chi thập 文王之什     | 1      | Văn Vương             |           |         |                                                                 |                             |         |
| 6 | Đại nhã大雅  | Văn Vương chi thập 文王之什     | 2      | Đại minh              |           |         |                                                                 |                             |         |
| 6 | Đại nhã大雅  | Văn Vương chi thập 文王之什     | 3      | Miên                  |           |         |                                                                 |                             |         |
| 6 | Đại nhã大雅  | Văn Vương chi thập 文王之什     | 4      | Vực bốc               |           |         |                                                                 |                             |         |
| 6 | Đại nhã大雅  | Văn Vương chi thập 文王之什     | 5      | Hạn lộc               |           |         |                                                                 |                             |         |
| 6 | Đại nhã大雅  | Văn Vương chi thập 文王之什     | 6      | Tư trai               |           |         |                                                                 |                             |         |
| 6 | Đại nhã大雅  | Văn Vương chi thập 文王之什     | 7      | Hoàng hĩ              |           |         |                                                                 |                             |         |
| 6 | Đại nhã大雅  | Văn Vương chi thập 文王之什     | 8      | Linh dai              |           |         |                                                                 |                             |         |
| 6 | Đại nhã大雅  | Văn Vương chi thập 文王之什     | 9      | Hạ Vũ                 |           |         |                                                                 |                             |         |
| 6 | Đại nhã大雅  | Văn Vương chi thập 文王之什     | 10     | Văn vương hữu thanh   |           |         |                                                                 |                             |         |
| 6 | Đại nhã大雅  | Sinh dân chi thập 生民之什      | 1      | Sinh dân              |           |         |                                                                 |                             |         |
| 6 | Đại nhã大雅  | Sinh dân chi thập 生民之什      | 2      | Hành vĩ               |           |         |                                                                 |                             |         |
| 6 | Đại nhã大雅  | Sinh dân chi thập 生民之什      | 3      | Kỷ túy                |           |         |                                                                 |                             |         |
| 6 | Đại nhã大雅  | Sinh dân chi thập 生民之什      | 4      | Phù y                 |           |         |                                                                 |                             |         |
| 6 | Đại nhã大雅  | Sinh dân chi thập 生民之什      | 5      | Gia lạc               |           |         |                                                                 |                             |         |
| 6 | Đại nhã大雅  | Sinh dân chi thập 生民之什      | 6      | Công lưu              |           |         |                                                                 |                             |         |
| 6 | Đại nhã大雅  | Sinh dân chi thập 生民之什      | 7      | Huỳnh chước           |           |         |                                                                 |                             |         |
| 6 | Đại nhã大雅  | Sinh dân chi thập 生民之什      | 8      | Quyền a               |           |         |                                                                 |                             |         |
| 6 | Đại nhã大雅  | Sinh dân chi thập 生民之什      | 9      | Dân lao               |           |         |                                                                 |                             |         |
| 6 | Đại nhã大雅  | Sinh dân chi thập 生民之什      | 10     | Bản                   |           |         |                                                                 |                             |         |
| 7 | Đại nhã大雅  | Đãng chi thập 蕩之什            | 1      | Đăng                  |           |         |                                                                 |                             |         |
| 7 | Đại nhã大雅  | Đãng chi thập 蕩之什            | 2      | Ức                    |           |         |                                                                 |                             |         |
| 7 | Đại nhã大雅  | Đãng chi thập 蕩之什            | 3      | Tang nhu              |           |         |                                                                 |                             |         |
| 7 | Đại nhã大雅  | Đãng chi thập 蕩之什            | 4      | Vân hán               |           |         |                                                                 |                             |         |
| 7 | Đại nhã大雅  | Đãng chi thập 蕩之什            | 5      | Tung cao              |           |         |                                                                 |                             |         |
| 7 | Đại nhã大雅  | Đãng chi thập 蕩之什            | 6      | Chưng dân             |           |         |                                                                 |                             |         |
| 7 | Đại nhã大雅  | Đãng chi thập 蕩之什            | 7      | Hàn dịch              |           |         |                                                                 |                             |         |
| 7 | Đại nhã大雅  | Đãng chi thập 蕩之什            | 8      | Giang Hán             |           |         |                                                                 |                             |         |
| 7 | Đại nhã大雅  | Đãng chi thập 蕩之什            | 9      | Thường vũ             |           |         |                                                                 |                             |         |
| 7 | Đại nhã大雅  | Đãng chi thập 蕩之什            | 10     | Chiêm ngưỡng          |           |         |                                                                 |                             |         |
| 7 | Đại nhã大雅  | Đãng chi thập 蕩之什            | 11     | Thiệu mân             |           |         |                                                                 |                             |         |

| Tụng 頌 | Tụng 頌          | Tụng 頌                              | Tụng 頌     | Tụng 頌                  | Tụng 頌   | Tụng 頌 | Tụng 頌          | Tụng 頌                     | Tụng 頌 |
| Quyển   | Phần             | Cụm                                  | Thứ tự      | Bài                      | Số chương | Số câu  | Tóm tắt nội dung | Tóm tắt chú giải của Chu Hy | Ghi chú |
| ------- | ---------------- | ------------------------------------ | ----------- | ------------------------ | --------- | ------- | ---------------- | --------------------------- | ------- |
| 8       | Chu tụng 周頌    | Thanh miếu chi thập 清廟之什         | 1           | Thanh miếu               |           |         |                  |                             |         |
| 8       | Chu tụng 周頌    | Thanh miếu chi thập 清廟之什         | 2           | Duy thiên chi mệnh       |           |         |                  |                             |         |
| 8       | Chu tụng 周頌    | Thanh miếu chi thập 清廟之什         | 3           | Duy thanh                |           |         |                  |                             |         |
| 8       | Chu tụng 周頌    | Thanh miếu chi thập 清廟之什         | 4           | Liệt văn                 |           |         |                  |                             |         |
| 8       | Chu tụng 周頌    | Thanh miếu chi thập 清廟之什         | 5           | Thiên tác                |           |         |                  |                             |         |
| 8       | Chu tụng 周頌    | Thanh miếu chi thập 清廟之什         | 6           | Hạo thiên hữu thành mệnh |           |         |                  |                             |         |
| 8       | Chu tụng 周頌    | Thanh miếu chi thập 清廟之什         | 7           | Ngã tương                |           |         |                  |                             |         |
| 8       | Chu tụng 周頌    | Thanh miếu chi thập 清廟之什         | 8           | Thi mại                  |           |         |                  |                             |         |
| 8       | Chu tụng 周頌    | Thanh miếu chi thập 清廟之什         | 9           | Chấp cạnh                |           |         |                  |                             |         |
| 8       | Chu tụng 周頌    | Thanh miếu chi thập 清廟之什         | 10          | Tu văn                   |           |         |                  |                             |         |
| 8       | Chu tụng 周頌    | Thần công chi thập 臣工之什          | 1           | Thần công                |           |         |                  |                             |         |
| 8       | Chu tụng 周頌    | Thần công chi thập 臣工之什          | 2           | Y hy                     |           |         |                  |                             |         |
| 8       | Chu tụng 周頌    | Thần công chi thập 臣工之什          | 3           | Chẩn lộ                  |           |         |                  |                             |         |
| 8       | Chu tụng 周頌    | Thần công chi thập 臣工之什          | 4           | Phong niên               |           |         |                  |                             |         |
| 8       | Chu tụng 周頌    | Thần công chi thập 臣工之什          | 5           | Hữu cổ                   |           |         |                  |                             |         |
| 8       | Chu tụng 周頌    | Thần công chi thập 臣工之什          | 6           | Tiềm                     |           |         |                  |                             |         |
| 8       | Chu tụng 周頌    | Thần công chi thập 臣工之什          | 7           | Ung                      |           |         |                  |                             |         |
| 8       | Chu tụng 周頌    | Thần công chi thập 臣工之什          | 8           | Tài hiện                 |           |         |                  |                             |         |
| 8       | Chu tụng 周頌    | Thần công chi thập 臣工之什          | 9           | Hữu khách                |           |         |                  |                             |         |
| 8       | Chu tụng 周頌    | Thần công chi thập 臣工之什          | 10          | Vũ                       |           |         |                  |                             |         |
| 8       | Chu tụng 周頌    | Mẫn dư tiểu tử chi thập 閔予小子之什 | 1           | Mẫu dư tiểu tử           |           |         |                  |                             |         |
| 8       | Chu tụng 周頌    | Mẫn dư tiểu tử chi thập 閔予小子之什 | 2           | Phỏng lạc                |           |         |                  |                             |         |
| 8       | Chu tụng 周頌    | Mẫn dư tiểu tử chi thập 閔予小子之什 | 3           | Kính chi                 |           |         |                  |                             |         |
| 8       | Chu tụng 周頌    | Mẫn dư tiểu tử chi thập 閔予小子之什 | 4           | Tiểu bí                  |           |         |                  |                             |         |
| 8       | Chu tụng 周頌    | Mẫn dư tiểu tử chi thập 閔予小子之什 | 5           | Tái sam                  |           |         |                  |                             |         |
| 8       | Chu tụng 周頌    | Mẫn dư tiểu tử chi thập 閔予小子之什 | 6           | Lương tự                 |           |         |                  |                             |         |
| 8       | Chu tụng 周頌    | Mẫn dư tiểu tử chi thập 閔予小子之什 | 7           | Ty y                     |           |         |                  |                             |         |
| 8       | Chu tụng 周頌    | Mẫn dư tiểu tử chi thập 閔予小子之什 | 8           | Chước                    |           |         |                  |                             |         |
| 8       | Chu tụng 周頌    | Mẫn dư tiểu tử chi thập 閔予小子之什 | 9           | Hoàn                     |           |         |                  |                             |         |
| 8       | Chu tụng 周頌    | Mẫn dư tiểu tử chi thập 閔予小子之什 | 10          | Lại                      |           |         |                  |                             |         |
| 8       | Chu tụng 周頌    | Mẫn dư tiểu tử chi thập 閔予小子之什 | 11          | Bàn                      |           |         |                  |                             |         |
| 8       | Lỗ tụng 魯頌     |                                      | 1           | Quynh                    |           |         |                  |                             |         |
| 8       | Lỗ tụng 魯頌     | 2                                    | Hữu Tất     |                          |           |         |                  |                             |         |
| 8       | Lỗ tụng 魯頌     | 3                                    | Phán thủy   |                          |           |         |                  |                             |         |
| 8       | Lỗ tụng 魯頌     | 4                                    | Bí cung     |                          |           |         |                  |                             |         |
| 8       | Thương tụng 商頌 |                                      | 1           | Na                       |           |         |                  |                             |         |
| 8       | Thương tụng 商頌 | 2                                    | Liệt tổ     |                          |           |         |                  |                             |         |
| 8       | Thương tụng 商頌 | 3                                    | Huyền điểu  |                          |           |         |                  |                             |         |
| 8       | Thương tụng 商頌 | 4                                    | Trường phát |                          |           |         |                  |                             |         |
| 8       | Thương tụng 商頌 | 5                                    | Ân vũ       |                          |           |         |                  |                             |         |

Tổng cộng có 311 bài thơ với 1142 chương và 7076 câu thơ được ghi lại trong bản Kinh Thi này

### Phát hiện mới về bố cục Kinh Thi
Theo thông tin trên Văn hội báo 文汇报, số ra ngày 16 tháng 8 năm 2000, tại Bảo tàng Thượng Hải có giữ bản Khổng tử thi luận 孔子诗论 bằng thanh trúc thời Chiến Quốc, bản sách đó có ghi lại các bài thơ trong Kinh Thi. Qua so sánh, thấy khác so với thứ tự các phần Phong, Tiểu Nhã, Đại Nhã và Tụng trong bản Thi hiện hành. Chữ dùng cũng không giống nhau, đó là Tụng (phồn thể: 訟, giản thể: 讼), Đại Hạ 大夏, Tiểu Hạ 小夏, và Bang Phong (phồn thể: 邦風, giản thể: 邦风). Điều này đã khơi dậy nhiều suy nghĩ mới về diện mạo ban đầu của Kinh Thi.

## Nội dung
Kinh Thi được ví như một bức tranh miêu tả toàn cảnh về xã hội đương thời, từ lịch sử, phong tục tập quán, giáo dục, sinh hoạt xã hội... cho đến sông núi, cây cỏ, chim thú...phong phú muôn hình muôn vẻ. Khổng Tử từng nói "Thi, có thể giúp hưng phấn, có thể giúp xem xét, có thể giúp hợp quần, có thể giúp biết oán giận. Gần có thể thờ cha, xa thờ vua, giúp biết được nhiều tên của chim muông, cây cỏ". Dưới đây chỉ là một số nội dung chính của bức tranh rộng lớn Kinh Thi.

### Phản ánh lịch sử nhà Chu
Các bài thơ trong Kinh Thi ra đời vào khoảng đầu đời Tây Chu đến cuối thời Xuân Thu, trong bối cảnh nhà Chu chuyển biến từ thịnh sang suy. Do vậy, dù ít dù nhiều, chúng đều chịu ảnh hưởng của bối cảnh lịch sử đó và có nội dung phản ánh bộ mặt lịch sử từng thời kì.
Tổ tiên nhà Chu khởi nghiệp từ đất Thai, trong lưu vực sông Vị (nay thuộc tỉnh Thiểm Tây, Trung Quốc), tương truyền có tên là Hậu Tắc hay còn gọi là Khí. Cuộc đời của Hậu Tắc được ghi lại trong bài Sinh dân (Đại Nhã), kể rằng mẹ ông là nàng Khương Nguyên dẫm phải dấu chân thần mà có thai, sinh ra Hậu Tắc; nàng không dám nuôi, đem vứt đi, nhưng vứt đi đâu Hậu Tắc cũng được cứu sống không chết, khi thì được bò dê cho bú, chim muông che chở, khi thì được người tiều phu cứu về, Khương Nguyên đành phải giữ lại nuôi. Khi lớn lên, Hậu Tắc tức thì biết cách trồng lúa làm ruộng, lúa lên vàng ươm, đẹp đẽ, tươi tốt. Bài Sinh dân dài đến 72 câu, có thể coi là lịch sử bằng văn vần hoặc sử thi ca ngợi thủy tổ nhà Chu vậy.
Sau Hậu Tắc ba đời thì đến ông Công Lưu. Công Lưu dẫn bộ tộc Chu từ đất Thai (nay là huyện Vũ Công, địa cấp thị Hàm Dương, tỉnh Thiểm Tây) dời đến đất Mân (nay thuộc huyện Tuần Ấp, địa cấp thị Hàm Dương, tỉnh Thiểm Tây), khai đất hoang, làm nhà và định cư ở đấy. Chuyện này được kể trong bài Công Lưu (Đại Nhã), qua đó hết lời ca ngợi tính trung hậu và tư chất lãnh đạo của Công Lưu. Bài Miên (Đại nhã) lại nói về cuộc thiên cư lần thứ hai của bộ tộc Chu từ đất Mân đến đất Kỳ (nay thuộc huyện Kỳ Sơn, địa cấp thị Bảo Kê, tỉnh Thiểm Tây) dưới sự dẫn dắt của Cổ Công Đản Phủ; lần lượt kể từ khi nhà Chu ở lưu vực sông Thư, sông Thất, chưa có nhà phải ở hang; đến thời Cổ Công Đản Phủ dời đến Kỳ đã biết bói rùa, xây dựng nhà cửa, đặt một số quan chức, lập miếu xã, tổ chức quân đội đánh bại kẻ thù; đến thời Chu Văn Vương thì các nước khác đã phải nể sợ nước Chu. Bài Hoàng hĩ (Đại nhã) kể chuyện Cổ Công Đản Phủ, Ngô Thái Bá, Quý Lịch đến Chu Văn Vương đánh Mật, đánh Sùng. Bài Đại minh (Đại nhã) là một bản ghi chép lịch sử từ khi Chu Văn Vương ra đời đến Chu Vũ Vương đánh Trụ. Cuộc đông chinh dập tắt cuộc nổi loạn Vũ Canh của Chu Công Đán là chủ đề cho hai bài thơ Phá phủ và Đông sơn trong Mân phong. Một số bài khác như Thời mại, Hoàn, Vũ (Chu tụng)... cũng tham gia phản ánh lịch sử đầu Tây Chu.
Vào cuối thời Tây Chu, nền chính trị nhà Chu ngày càng hủ bại, nguy cơ xã hội bộc lộ rõ rệt, nhất là dưới hai triều vua Chu Di Vương và Chu Lệ Vương. Bài Tang nhu (Đại nhã) nói lên cảnh dân chúng chết chóc, nhà cửa tan nát trong cơn loạn lạc, người sống sót lưa thưa như tàn lửa sau vụ cháy. Bài Ức (Đại nhã) công kích triều đình hủ bại, trăm việc bê trễ, chỉ biết hưởng lạc, đó đều là những bài thơ quý tộc đời Lệ Vương oán trách nhà vua. Bài Thập nguyệt chi giao (Tiểu nhã) kể tên bảy kẻ nịnh thần của Chu U Vương như bọn Hoàng Phụ, nói rằng bọn họ với Bao Tự cấu kết với nhau, quyền thế rất ghê gớm. Bài Đại đông phản ánh các cuộc chiến tranh chinh phục dưới đời Chu Tuyên Vương, Chu U Vương, quân nhà Chu đánh bại các chư hầu phía đông, cướp sạch của cải của họ, bắt dân họ làm nô lệ khiến họ oán giận mãi không thôi. Bài Thường vũ (Đại nhã) ca tụng chiến công chinh phạt Từ Di của Tuyên Vương, bài Lục nguyệt (Tiểu nhã) kể chuyện Doãn Cát Phủ giúp Tuyên Vương bắc phạt Hiểm Doãn, bài Thái dĩ tả Phương Thúc nam chinh Kinh Man, phần nhiều do sử quan làm, có tính chất sử ký và ca tụng công đức khá cao.
Sang thời Đông Chu, Chu Bình Vương dời đô về Lạc Ấp, nhà Chu suy yếu dần, các chư hầu lớn lấn át thiên tử, gây chiến tranh tiêu diệt lẫn nhau để giành đất đai, của cải trong suốt hai thời Xuân Thu, Chiến Quốc. Thơ Quốc phong có nhiều bài phản ánh một số sự kiện lịch sử hoặc nhân vật lịch sử của chư hầu, như bài Tải trì (Dung phong) nói về việc nước Vệ bị diệt vong, Vệ Đái công phải bỏ chạy đến ấp Tào, bài Vô y (Tần phong) nói về cuộc kháng chiến của nước Tần chống lại người Khương Nhung hoặc bài Thạc nhân (Vệ phong) tả nàng Trang Khương, vợ Vệ Trang công, bài Tái khu (Tề phong) kể về nàng Văn Khương, vợ Lỗ Hoàn công... Kinh Thi cũng còn có nhiều bài cho ta biết tâm sự của giới quý tộc đời Chu khi gặp cảnh nước nhà suy yếu "ngày nay nước thu hẹp hàng trăm dặm" (Đại nhã, Thiệu mân), "dân bị nạn binh đao, tai họa trùm lên sắp chết hết" (Đại nhã, Tang nhu); qua đó chỉ trích gay gắt chính trị đương thời; khuyên vua "đừng tin lời sàm tấu" (Tiểu nhã Tiểu mân) vì chúng chỉ là bọn gây loạn bốn phương (Tiểu nhã, Thanh nhăng); có bài mạnh dạn lên án nhà vua và triều đình hủ bại. Điều đó cho thấy, việc các học giả thời xưa, nhất là đời Hán, khi chú thích cho nội dung các bài trong Kinh Thi thường thiên về phản ánh sự thực lịch sử không phải là không có cơ sở.

### Phản ánh tình yêu và hôn nhân
Thơ nói về tình yêu và hôn nhân chiếm một tỉ trọng rất lớn trong thơ Phong, là một nội dung quan trọng của Kinh Thi. Những bài thơ này phần nhiều có tình cảm thành thật, sôi nổi, chất phác, thẳng thắn; tuy là đề tài tình yêu nhưng nội dung rất ít khi lặp, phàm những nỗi vui sướng, buồn lo, tan hợp về tình yêu đều được thể hiện rõ.
Bài Quan thư (Chu Nam) mở đầu cho Quốc phong và cũng là bài mở đầu cho cả bộ Kinh Thi, chính đã mang nội dung về tình yêu. Đó là bản tình ca đơn phương của chàng trai với một cô gái, gợi hứng từ tiếng kêu hòa hợp của đôi chim thư cưu ngoài xa, lời lẽ mộc mạc tự nhiên, qua đó bộc lộ ước muốn muốn kết thành vợ thành chồng với cô. Thơ tình đơn phương còn có bài Hán quảng (Chu Nam), Đông môn chi thiện (Trịnh phong), Trạch bi (Trần phong), Thấp tang (Tiểu nhã)...tình cảm triền miên, chan chứa, cảm động:
Yêu ai yêu tận đáy lòng
Vì sao e ngại mà không tỏ bày ?
Yêu ai thầm kín ai hay,
Tấm lòng thương nhớ biết ngày nào nguôi ?
(Thấp tang, Tiểu nhã)
Nỗi nhớ nhung trong tình cảm lứa đôi được thể hiện qua một số bài Tử khâm (Trịnh phong), Thái cát (Vương phong), Nguyệt xuất (Trần phong)...Đặc biệt ở bài Thái cát, có câu cho đến bây giờ trở thành quen thuộc, được nhiều thế hệ truyền tụng "Một ngày không thấy/Như ba năm trọn"

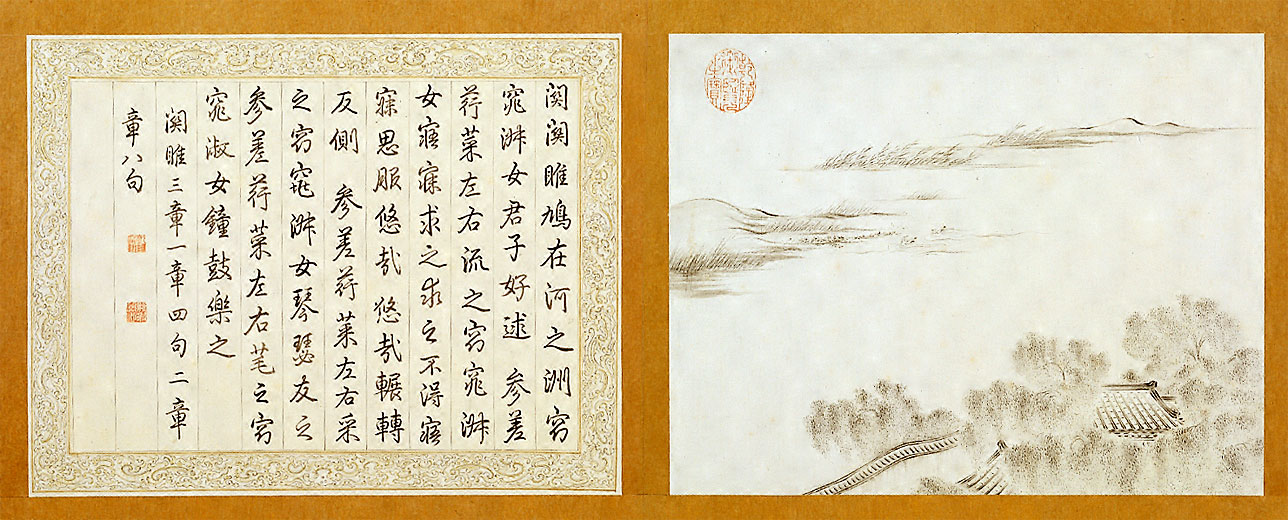
Ngự bút bài thơ Quan thư (Chu Nam) của vua Thanh Càn Long và bức tranh minh họa

Chuyện nam nữ hẹn hò, thề thốt cũng được nhiều bài đề cập, ý thơ thường rất trong sáng, đuôi khi nhuốm tình điệu nguyên thủy, cho thấy tình yêu nam nữ thuộc tầng lớp dưới thời đó tương đối tự do. Như bài Dã hữu tử huân (Thiệu Nam) kể chuyện "chàng trai tốt đẹp" vào rừng săn hươu nai và hái củi, gặp một người con gái mà chàng khen là "đẹp sao như ngọc" rồi yêu cô, ngơ ngẩn lơ lững đi theo cô, khiến cho chó trong nhà cô "cắn ran". Tình điệu chất phác thật thà, rất ăn khớp với cảnh núi rừng ngày xuân. Lại như bài Tĩnh nữ (Bội phong) kể chuyện cặp tình nhân hẹn hò ở góc thành, khi chàng trai đến thì người cô gái chưa đến, khiến anh ta chờ mãi không thấy, sốt ruột quá cứ vò đầu băn khoăn. Khi cô gái đến như hẹn ước và thân mật tặng một nhánh cỏ non thì anh ta mừng quá. Anh cảm thấy nhánh cỏ ấy "xinh đẹp lạ lùng" vì đó là của người đẹp tặng. Tình cảm nam nữ dạt dào, thắm thiết, trong sáng, thật là thú vị! Các bài Thác hề, Trăn Vĩ, Sơn hữu phù tô, Phong vũ, Dã hữu man thảo (Trịnh phong), Tang Trung (Vệ phong), Đông phương chi nhật (Tề phong)... đều nói về tình yêu nam nữ tự do; nhiều bài trong Trịnh phong, người con gái còn ở tư thế chủ động để tỏ bày tình cảm, khiến Khổng Tử phải chê nhạc nước Trịnh là "dâm loạn", Chu Hy cũng thường chỉ trích.
Nhưng bài Tương Trọng Tử trong Trịnh phong phàn nàn về sự gò bó tình yêu, ở đó cô gái dặn dò người yêu là Trọng Tử không nên đến nhà tìm, tuy cô rất yêu chàng, nhưng cũng sợ bố mẹ, anh em, người đời quở trách. Bài Đại xa (Vương phong) lại nói về đôi nam nữ sợ pháp luật và người có quyền thế ngăn cấm mà không dám đến với nhau. Bài Bách chu (Dung phong) cũng nói chuyện bà mẹ can thiệp vào hôn nhân của con gái, nhưng cô gái nhất quyết phản kháng lại, "dù chết cũng không đổi ý". Yêu mà bị ngăm cấm thì rất đau khổ, nên cuối cùng cô gái phải kêu khóc thương tâm rằng
Mẹ ơi mẹ thật như trời
Sao mà chẳng lượng cho người thế ru
Ngoài nỗi đau khổ vì yêu đương bị ngăn trở, Kinh Thi còn tả nỗi đau khổ khi thất tình (như bài Giảo đồng trong Trịnh phong), nỗi đau khổ khi yêu mà không được yêu (như bài Trạch bi trong Trần phong), nỗi đau khổ chia lìa kẻ sống người chết (như bài Cát sinh trong Đường phong)...
Thơ về hôn nhân trong Kinh Thi có những bài tả vợ chồng xứng đôi, gia đình vui vẻ hòa thuận như bài Đào yêu (Chu Nam), Thước sào, Hà bỉ nùng hĩ (Thiệu Nam), Quân tử dương dương (Vương phong), Nữ viết kê minh (Trịnh phong)...Nhưng phần nhiều thơ thể hiện nỗi đau khổ nhớ thương vì li biệt xa cách. Nguyên nhân chính làm cho vợ chồng hoặc đôi tình nhân phải xa cách thời ấy là phu phen và chiến tranh. "Xuân Thu không có chiến tranh chính nghĩa" (Mạnh Tử) nên chiến sự liên miên, trai tráng đều bị bắt đi lính, ngoài thì có những người đàn ông không vợ, trong thì có những người đàn bà chất chứa oán hờn, cho nên thơ Kinh Thi nói về việc phu phen khổ sở và mong nhớ người thân tương đối nhiều
Ví dụ như bài Đệ Đỗ (Tiểu Nhã) với tả người chinh phu đi thú lâu ngày, hết hạn vẫn không được về quê vừa tả người vợ ở nhà nhớ chồng bấm đốt tay tính ngày tháng, tưởng tượng người chồng vẫn gần đâu đây, là một bài thơ tình rất hay được người ta truyền tụng. Bài Hà thảo bất hoàng (Tiểu nhã) tả binh sĩ oán trách phải đi khắp đó đây, không được nghỉ ngơi, lại oán trách vợ chồng xa cách, rồi hỏi phẫn nộ "Bọn binh sĩ chúng ta thật tội nghiệp, há không phải là người hay sao ?". Các bài Quyển nhĩ, Nhữ phần (Chu Nam), Ẩn kỳ lôi (Thiệu Nam), Kích cổ, Hùng trĩ (Bội phong), Bá hề (Vệ phong), Cát sinh (Đường phong), Quân tử vu dịch, Thố viên (Vương phong)... cũng có nội dung tương tự.
Lại có những bài tả cuộc hôn nhân bất hạnh, như bài Cốc phong trong Bội phong và Manh trong Vệ phong. Trong hai bài này, người phụ nữ đều bị chồng ruồng rẫy phụ bỏ, họ kể lại cảnh ngộ không may của mình, lên tiếng oán trách anh chồng bạc bẽo, quyến luyến tình xưa nghĩa cũ hoặc hối hận đau khổ, quyết liệt cự tuyệt. Các bài Lục y, Yến yến, Nhật nguyệt (Bội phong), Trung cốc hữu thôi (Vương phong), Tuân đại lộ (Trịnh phong)... đều thuộc chủ đề này. Hoặc là thơ chê trách việc cưới gả ép uổng, không hợp đôi hoặc lỡ thì, gây đau khổ cho người phụ nữ, như bài Tân đài (Bội phong), Phiếu hữu mai (Thiệu Nam). Đây là những bài người phụ nữ oán thán về số phận, sự bất bình đẳng giới tính trong tình yêu và hôn nhân, đồng thời có thể hiện tinh thần muốn được giải phóng, đòi tự do trong yêu đương

### Phản ánh đời sống dân chúng
Đời sống dân chúng được phản ánh bằng rất nhiều bài thơ trong Kinh Thi chủ yếu ở hai phần Quốc phong và Tiểu nhã, được giới Thi học chú ý nghiên cứu khoảng từ giữa thế kỷ 20. Điều không khó thấy là các bài thơ đều nói về hiện tượng như người xưa từng tổng kết "Người đói hát về chuyện ăn, người lao động hát về công việc".

#### Thơ về lao động
Lao động ở đây chủ yếu là công việc nhà nông với những bài thơ có thể coi là tài liệu lịch sử quan trọng để nghiên cứu xã hội đời Chu. Như bài Tải sam (Chu tụng) tả cảnh dân chúng lao động tập thể, đủ cả già trẻ trai gái cùng nhau làm cỏ, be bờ. Bài Lương trĩ (Chu tụng) tả cảnh được mùa, lúa chất "cao như vách tường, liền như răng lược". Bài Phù dĩ (Chu Nam) là bài ca các cô gái hát khi hái hạt phầu, lời ca đơn giản, tiết tấu nhẹ nhàng nhưng có thể khêu gợi trí tưởng tượng rất nhiều. Học giả Phương Ngọc Nhuận đời Thanh trong sách Thi kinh nguyên thủy, bình rằng, đọc bài này "như nghe rõ từng tốp phụ nữ nông thôn, nơi ba người, nơi năm người, hát đối đáp nhau, giữa cảnh gió lộng nắng ấm; tiếng hát véo von, như gần như xa, khi đứt khi đứt". Bài Thập mẫu chi gian (Ngụy phong) cũng nói lên niềm vui nhẹ nhàng của các cô gái sau khi hái dâu gọi nhau trở về, vừa đi vừa hát. Đặc biệt là bài Thất nguyệt trong Mân phong, được Văn Nhất Đa coi là "một bài Hạ tiểu chính hoặc Nguyệt lệnh bằng văn vần". Quả vậy, bài thơ miêu tả tương đối toàn diện cuộc sống của người nông dân trong một năm, giống như bài ca dao về lịch nhà nông. Có thể bài này truyền lại từ một thời xa xôi lắm, và trong khi lưu truyền, được thêm thắt vào mãi. Hình tượng lao động cũng trở thành đối tượng để khởi hứng hoặc làm tỉ dụ trong nhiều bài thơ khác của Kinh Thi.

#### Thơ oán thán
Kinh Thi có nhiều bài thơ thể hiện sự oán thán, bất bình của dân chúng với tầng lớp trên và những bất công trong xã hội. Bài Chính nguyệt (Tiểu nhã) nói về bọn "tiểu nhân" có tiền sống hoa xa còn dân chúng trong cơn tai biến thì lâm vào cảnh ngộ bi thảm. Bài Bắc sơn (Tiểu nhã) so sánh cuộc sống thư thả, nhàn hạ của tầng lớp quý tộc với sự vất vả, đầu tắt mặt tối của người dân, bày tỏ sự bất mãn cá nhân, cũng nói lên được sự bất bình chung của nhiều người. Bài Hồng nhạn (Tiểu nhã) thì nói về nạn phu dịch nặng nề, đến người quan quả khố rách áo ôm cũng bị bắt làm việc cặm cụi ngoài đồng, bàn tay họ xây nên hàng trăm bức tường thành cao nhưng bản thân thì không có chỗ nương thân
Đắng cay nếm đã đủ phần
Mà đâu đã thấy yên thân chốn nào ?
Sự oán thán của dân chúng trong thơ Quốc phong còn sâu sắc và gay gắt hơn so với thơ Nhã. Tiêu biểu như bài Phạt đàn (Ngụy phong) nói người đẵn gỗ suốt ngày bên sông nhưng không có một tí gì, còn kẻ "quân tử" không cày cấy, không săn bắn mà vẫn thóc lúa đầy kho, thú treo đầy nhà, cuối cùng mỉa mai họ là kẻ "ngồi không ăn dầy". Bài Thạc thử ví tầng lớp trên như loài chuột sù đục khoét, đồng thời bộc lộ khát vọng thoát khỏi quyền lực của những kẻ ăn trên ngồi trốc, sống tự do thanh bình
Ta thề bỏ mày
Đến nơi đất lành
Đất lành đất lành
Chỗ ta đã giành
Bài Bắc phong (Bội phong) phản ánh tình trạng dân chúng chịu nền chính trị bạo ngược, hà khắc, rủ nhau bỏ trốn. Bài thơ ví quạ đen và hồ ly với người cầm quyền và sự thống trị tàn khốc, cả bài là không khí buồn thảm, căng thẳng. Bài Mộ môn đả kích kẻ chấp chính bất lương, lại mượn hình ảnh rìu phạt gai góc trước cửa mộ để nói nguyện vọng muốn trừ bỏ kẻ đó. Các bài Thuần chi bôn bôn, Tướng thử (Dung phong)... đều có ý tương tự.
Trong Quốc phong có rất nhiều bài thơ oán trách việc phu phen và chiến tranh nặng nề gây nên thảm cảnh cho dân chúng. Bài Bảo vũ (Đường phong) tố cáo đau xót tình cảnh người dân phải đi phu đi lính, bỏ cả cày bừa, cha mẹ không nuôi, cũng không biết đến bao giờ mới được sống yên ổn, phải kêu trời kêu đất than ngắn thở dài. Bài Trắc hộ (Ngụy phong) là lời đứa con có hiếu, phải đi quân dịch, ở xa nhớ cha mẹ, tưởng tượng mẹ cha ngóng trông mình trở về, ý oán thán cũng ngầm trong đó. Mấy bài thơ tả tâm tình người vợ nhớ chồng đi lính bên cạnh sự nhớ thương cũng mang giọng điệu oán thán. Các bài Cát lũy, Dương chi thủy (Vương phong)... đều có ý như vậy.

### Phản ánh đời sống quý tộc và văn hóa lễ nhạc đời Chu
Thơ phản ánh văn hóa lễ nhạc đời Chu chủ yếu do tầng lớp quý tộc làm ra, chiếm đa số trong Tụng và một phần Nhã. Đây hoặc là thơ dùng trong tế lễ tông miếu hoặc là thơ yến ẩm, biểu thị sâu sắc và dào dạt tinh thần lễ nhạc của con người thời Chu, cũng như phương diện văn hóa của xã hội đương thời. Như bài Thanh miếu (Chu tụng) cho ta hình dung về ngôi miếu thờ tổ tiên nhà Chu, bài Phán thủy (Lỗ tụng) giúp hình dung về nhà học lớn và việc giáo dục đương thời. Bài Na (Thương tụng) lại miêu tả về một buổi đại lễ lớn. Thấp thoáng sau mỗi bài thơ là nhiều phong tục tập quán, sinh hoạt xã hội đời Chu như săn bắn, xây dựng nhà cửa, yến ẩm, lễ hội...của mọi tầng lớp trong xã hội.

## Nghệ thuật
• Nói đến Kinh Thi không thể không nói đến phương pháp "phú", "tỉ", "hứng", có hiệu quả nghệ thuật ảnh hưởng rõ rệt đến văn học đời sau.
"Phú", "tỉ", "hứng" được chép sớm nhất ở sách Chu lễ, hợp với "Phong", "Nhã", "Tụng" gọi là "lục nghĩa". Lời chú viết "Phong Nhã Tụng là thể khác nhau của các thiên Kinh Thi, Phú Tỉ Hứng là lời khác nhau về văn của Kinh Thi, lớn nhỏ không như nhau, song gọi chung là Lục nghĩa. Phú Tỉ Hứng là sở dụng của Kinh Thi, Phong Nhã Tụng là sự thành hình của Kinh Thi, dùng ba cái kia để hình thành nên ba cái này, bởi vậy được gọi chung là nghĩa". Trong Thi tập truyện 詩集傳, Chu Hy giải thích về "phú", "tỉ", "hứng" như sau "Phú là trình bày sự việc rồi viết thẳng ra. Tỉ là lấy vật kia so sánh với vật này. Hứng là trước nói một vật khác để dẫn đến lời của thơ". Nói một cách dễ hiểu thì "phú" là thể trần thuật, "tỉ" là ví dụ so sánh, "hứng" là qua một vật, một việc để gợi hứng cho bài thơ.
Trong Kinh Thi, phần Nhã, Tụng phần nhiều dùng phương pháp "phú" để diễn tả; phần Quốc phong thì có một số bài như Thất nguyệt, Trăn Vĩ, Giảo đồng, Kiển thường mà thôi còn đa phần dùng "tỉ", như bài Chung tư (Chu Nam) lấy hình ảnh con dế chọi đẻ nhiều để chúc mừng việc đông con, bài Chung phong (Bội phong) lấy gió lớn để ví với người chồng bạo tàn, bài Thạc nhân (Vệ phong) dùng hình tượng mầm cỏ, mỡ đông, hạt dưa để ví với hình thể người đẹp Trang Khương, bài Thạc thử (Ngụy phong) lại dùng hình tượng con chuột kễnh để ví von với kẻ thống trị. "Hứng" thì được sử dụng thường xuyên trong Quốc phong, có khi liên quan đến ý chính bài thơ nhưng cũng có khi không, có khi gắn liền với tình điệu nhưng cũng có khi chỉ là lấy vần cuối cùng để dẫn đến những câu dưới. Chẳng hạn như bài Quan thư (Chu Nam) lấy hứng từ tiếng chim nước gù nhau rồi dẫn đến chủ đề chính là nỗi mơ tưởng đến người yêu của chàng trai. Bài Thần phong (Tần phong) mở đầu bằng hình tượng chim lớn bay vào rừng rồi chuyển sang chủ đề chính là việc người vợ nhớ chồng. Bài Đào yêu (Chu Nam) tả mùa xuân hoa đào nở mơn mởn, gắn liền với tình điệu chuyện cưới xin ở dưới. Bài Hoàng điểu (Tần phong) khởi hứng từ hình ảnh con chim sẻ vàng kêu chích chích ở bụi cây gai, rồi cây dâu, câu sở mà dẫn đến chuyện tuẫn táng "tam lương" thì có vẻ không liên quan. Thế nhưng âm cức 棘 (cây gai) và âm tích 瘠 (gầy) gần giống nhau, âm tang 桑 (cây dâu) và âm tang 塟 (chết) đồng âm, chữ sở 楚 (cây sở) liên tưởng đến từ "thống sở" 痛楚 (đau xót), ba chữ đó làm ta cho người ta liên tưởng đến những điều buồn bã đau thương. Do đó, tình hình khởi hứng trong Kinh Thi được đánh giá là tương đối phức tạp, có khi nó kiêm cả "tỉ" nữa, như bài Quan thư hay Đào yêu nói trên, hình tượng khởi hứng phần nào gắn liền với chủ đề lứa đôi, cưới xin mà bài thơ diễn tả. Khổng Tử nhận xét về bài Quan thư trong Kinh Thi: "Bài thơ Quan thư trong Kinh Thi đưa đến niềm vui mà không quá buông tuồng, mang lại nỗi buồn mà không đến mức đau thương.".
• Đặc điểm kết cấu dân ca trong Kinh Thi nổi bật nhất là cách "trùng chương điệp cú" (lặp đoạn lặp câu). Trùng chương có lúc để tỏ rõ trình độ và thứ tự tiến triển của sự việc, như bài Thái cát (Vương phong), chương đầu rằng
Dây sắn kia nàng hái đâu xa
Một ngày chẳng thấy bằng ba tháng ròng
Rồi chương hai, chương ba, hái sắn đổi là hái cỏ thơm, hái rau ngải; ba tháng đổi thành ba mùa, ba năm, mức độ phóng đại càng to dần, tỏ mức độ thương nhớ ngày càng sâu sắc, dần dẫn từng bước, rất tự nhiên. Cũng có lúc trùng điệp để mà trùng điệp, chứ không thể hiện mực độ và thứ tự, như bài Tang Trung (Dung phong), chương đầu kể chuyện chàng trai hái rau đường rồi nhớ đến nàng Mạnh Khương, các chương sau đổi thành hái lúa mạch, hái rau phong, tên người con gái cũng thay đổi nhưng cốt chỉ đổi vần để tiện hát đi hát lại, làm phần trữ tình tăng thêm. Kiểu trùng điệp như vậy trong Kinh Thi rất nhiều, nhưng không phải bài nào cũng hoàn chỉnh như nêu trên mà có bài chỉ trùng điệp một vài đoạn trong nhiều đoạn, có bài chỉ trùng điệp mấy câu trong một đoạn, có bài thì vừa trùng chương và điệp cú.
Ngoài trùng điệp, trong Kinh Thi còn có cách "xướng họa", như hai chương trong bài Thập mẫu chi gian (Ngụy phong) có thể là một chương xướng, một chương họa, như lời đối đáp của các cô gái hái dâu. Kết cấu "hòa thanh" (người ngoài hát hòa theo) như bốn chương bài Đông sơn (Bân phong), mỗi chương đều có bốn câu mở đầu như nhau
Từ ngày ta trẩy núi Đông
Năm qua tháng lại vẫn không được về
Hôm nay ta bước ra về
Trời mờ mịt, khắp tứ bề mưa bay
hay bốn câu cuối mỗi chương trong bài Hán quảng (Chu Nam), là một hình thức kết cấu đặc biệt của ca dao.
• Kinh Thi là tập đại thành dân ca cổ xưa của Trung Quốc, mà đã là dân ca thì phải nhất thiết có tiết tấu, vần điệu để hát được. Thơ Kinh Thi có nhạc tính rất đậm, bằng cách sử dụng nhiều điệp từ, phức từ như "quan quan" (quan quan thư cưu - Quan thư, Chu Nam); "thương thương" "thê thê" (kiêm hà thương thương, kiêm hà thê thê - Kiêm hà (gia) - Tần phong)... hoặc điệp cú "phong vũ thê thê, kê minh giê giê" "phong vũ tiêu tiêu, kê minh diêu diêu" (Phong vũ, Trịnh phong); "tích ngã vãng hĩ, dương liễu y y" "kim ngã lai ti, vũ tuyết phi phi" (Thái vi, Tiểu nhã)... tính tượng hình, tượng thanh rất cao. Những bài trong Kinh Thi có cả cước vận và yêu vận, cách gieo vần rất rộng rãi tự do, không bị gò bó trong một khuôn khổ hẹp hòi, theo một định luật nghiêm khắc. Nhờ thế nên văn chương Kinh Thi đã giữ được cái âm điệu uyển chuyển tự nhiên, diễn tả dễ dàng ấn tượng của tác giả và có sức truyền cảm rất mạnh.
Ngôn ngữ trong Kinh Thi cũng hết sức tinh tế, phong phú, một thứ ngôn ngữ phân tích tính (analytic language) cao độ. Tả hình tượng, các động tác của tay có "chuyết", "thái", "tương", "ấp", "đề", "chiết", "đầu"...; tả ánh sáng mặt trời thường là "hạo", ánh sáng Mặt Trăng thường là "hoàng", chớp là "diệp", ánh sáng đèn nến là "tích"... Tả âm thanh, tiếng gà gáy là "giao giao", tiếng côn trùng là "yêu yêu", tiếng hươu là "u u", tiếng xe lớn là "thôn thôn", tiếng xe nhỏ là "lân lân", tiếng chặt gỗ là "khảm khảm", tiếng chim nước kêu là "quan quan".... Tuy vậy, vì đây là văn pháp và từ ngữ đời Chu nên từ trước đến nay, giữa các nhà chú giải Kinh Thi thường có sự bất đồng ý kiến.

## Giá trị và ảnh hưởng

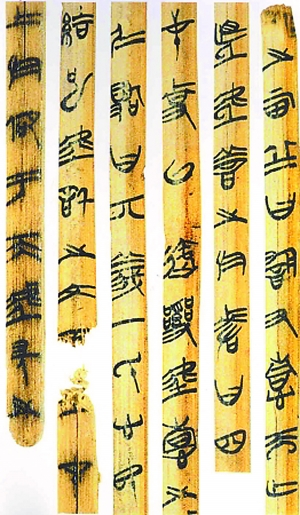
Một phần của Khổng Tử thi luận (孔子詩論) bàn về Kinh Thi, được viết trên thân tre, hiện lưu trữ tại Viện bảo tàng Thương Hải

Ngay từ thời Tiền Tần, Thi và Thư đã được đặt sánh đôi với nhau, là hai điển tích được kết tập sớm nhất trong lịch sử Trung Quốc. Quý tộc đời Chu rất coi trọng việc học Thi, vì ngoài mục đích dùng cho điển lễ, phúng gián, thơ còn được dùng trong quan hệ ngoại giao giữa các nước đời Xuân Thu, dùng để tỏ ý chí, làm cho lời nói thêm hoa mỹ. Khổng Tử nhấn mạnh việc học Thi tam bách, cho rằng "Không học thơ thì không biết nói". Ông ca tụng Thi là "tư vô tà", "có thể giúp hưng phấn, có thể giúp xem xét, có thể giúp hợp quần, có thể giúp biết oán giận. Gần có thể thờ cha, xa thờ vua, giúp biết được nhiều tên của chim muông, cây cỏ". Thiên Thái Bá sách Luận ngữ dẫn lời Khổng Tử "Thơ có thể gây hứng khởi tấm lòng ham điều thiện, ghét điều ác. Lễ có thể khiến cho ta lập thân ở xã hội. Âm nhạc có thể giúp ta hoàn thành việc tu dưỡng nhân cách.". Học giả các học phái đời Tiên Tần, không chỉ Nho gia, đều dùng Thi để ngâm nga, ca hát; dẫn Thi làm dẫn chứng cho đạo lý, khiến việc học Thi nối nhau không đứt đoạn, sang đời Chiến Quốc thì Thi trở thành sách giáo khoa của toàn xã hội. Sau đời Tần, Thi chẳng những không bị mai một qua cuộc "đốt sách chôn Nho" mà còn được suy tôn làm "kinh", được thu thập, biên tập, giải thích lại rất nhiều. Từ chỗ là điển tịch văn hóa xa xưa, là văn bản nghiên cứu của học giả, Kinh Thi trở thành nhận thức chung của toàn xã hội, chỗ dựa cơ bản của văn hóa và triết học Trung Quốc suốt hơn hai nghìn năm nay. Vai trò và ảnh hưởng của Kinh Thi là vô cùng to lớn, chẳng những được truyền bá trên toàn cõi Trung Quốc mà còn đến nhiều nơi trên thế giới, trở thành một phần của cải tinh thần của nhân loại.
• Về phương diện văn học, Kinh Thi là một kiệt tác văn học giàu tính sáng tạo cả về nội dung và hình thức. Khuynh hướng tư tưởng và phong cách nghệ thuật Kinh Thi đều ảnh hưởng sâu xa đến văn học đời sau. Toàn bộ lịch sử văn học Trung Quốc phát triển dưới sự khơi gợi của tinh hoa Kinh Thi.
Thứ nhất, Kinh Thi đã khai phá một tầm nhìn rộng lớn bao la về đề tài cho văn học Trung Quốc. Các loại hình thường thấy trong thơ ca các dân tộc văn minh cổ đại thì có sử thi, tình ca, nhạc ca tế lễ, thơ kể việc lao động nông nghiệp, riêng Kinh Thi thì có đủ tất cả. Ngoài ra, Kinh Thi còn có thơ yến ẩm, điều này can hệ đến nền văn hóa lễ nhạc rực rỡ nổi lên đời nhà Chu. Thơ tế tự, thơ yến ẩm, thơ nông sự, thơ chiến tranh, thơ oán thán, thơ tình lưu hành đời sau ở Trung Quốc đều lấy Kinh Thi làm nguồn gốc.
Thứ hai, Kinh Thi đã đặt nền tảng cho khuynh hướng hiện thực của văn học Trung Quốc. Những bài trong Kinh Thi tả cuộc sống hiện thực về nhiều mặt, thể hiện tình ý của những con người thuộc các giai cấp, các tầng lớp khác nhau trong cuộc sống hiện thực, phản ảnh hiện thực một cách trung thành. Không ít bài trong Phong và Nhã đã nhìn thẳng vào sự thật cuộc đời thảm đạm và đau khổ của dân chúng, chĩa mũi nhọn phê phán sắc bén vào xã hội bất công, châm biếm xã hội, phê phán chính trị hủ bại. Tinh thần hiện thực đó rất được người đời sau tán thưởng. Tinh thần ưu quốc ưu dân trong các tác phẩm của Khuất Nguyên chính là kế thừa tinh thần đó của Kinh Thi. Tuân Khanh cũng nói trong bài thơ Quỷ thi "Thiên hạ loạn lạc, xin trình bài thơ trái lạ này", điều đó chứng tỏ ông cố ý dùng thơ để nói chuyện thời sự, ảnh hưởng của Kinh Thi rất rõ. Nhạc phủ đời Hán, thơ Kiến An, thơ Đường, từ Tống cho đến tạp kịch Nguyên và tiểu thuyết Minh - Thanh đều bắt nguồn hiện thực từ Kinh Thi.
Các nhà văn đời sau mỗi khi phản đối khuynh hướng hình thức chủ nghĩa trong thơ đều lấy Kinh Thi làm dẫn chứng, như phong trào phản đối thơ phù hoa diễm lệ từ Đông Tấn đến đầu đời Đường, Trần Tử Ngang và Lý Bạch đã đưa Phong Nhã ra làm gương mẫu. Bạch Cư Dị cũng suy tôn "phong nhã tỉ hứng", cho rằng thơ ca phải "quan sát thời chính mà bổ khuyết", "nói lên tình cảnh của dân" (Thư gửi Nguyên Chẩn), tức là tiếp thu tinh thần hiện thực của Kinh Thi và đã thu được kết quả tốt đẹp qua phong trào Tân Nhạc phủ nổi tiếng.
Thứ ba, Kinh Thi có công khai phá mở đường cho phong cách nghệ thuật văn học Trung Quốc. Ba phép "phú", "tỉ", "hứng" được sử dụng thường xuyên trong Kinh Thi đã trở thành mẫu mực mà các nhà thơ nói riêng và các nhà văn nói chung phải học tập và phát huy. Ly tao dùng thể tỉ rất nhiều như Vương Dật đã nói trong sách Sở từ chương cú "Chim lành, cỏ thơm ví với kẻ trung trinh; chim ác vật thối ví với kẻ sàm nịnh, người đẹp Linh Tu ví với quân vương, gái đẹp Bật Phi ví với hiền thần, long ly loan phượng ví với quân tử, gió mây ví với tiểu nhân". Những tác phẩm sau này như bài Tặng Phổ đô Tào biệt của Bão Chiếu kể nỗi nhớ biệt ly, bài Minh nhạn của Hàn Dũ kể nỗi bần hàn, từ đầu đến cuối đều dùng chim nhạn để ví, những bài đó dường như chịu ảnh hưởng trực tiếp từ Kinh Thi. Mười chín bài thơ trong Cổ thi đời Tấn, có mấy bài học phương pháp "hứng" như bài Thanh thanh lăng thượng bách (cây bách xanh trên gò) và Nhiêm nhiêm cô sinh trúc (cây trúc đứng một mình)...Kết cấu trùng điệp, hòa thanh trong thơ Kinh Thi còn được thấy trong các tác phẩm dân ca từ Nhạc phủ trở về sau, một số văn nhân cũng học tập như bài Tứ sầu của Trương Hành đời Đông Hán. Không chỉ văn học tiếp thu kĩ xảo nghệ thuật của Kinh Thi như tô đậm, so sánh, khoa trương, đối ngẫu, bài tỉ... mà đến cả nghệ thuật hí kịch, hội họa, âm nhạc... đều in hằn dấu vết của nghệ thuật Kinh Thi.
Thứ tư, về thể tài, Kinh Thi cũng có ảnh hưởng nhất định đến văn học đời sau. Ví dụ như quan hệ giữa phú và Kinh Thi đã được Ban Cố khẳng định "phú là dòng thơ cổ", Lưu Hiệp cũng nói phú là "lấy sinh mệnh ở thi nhân, khai thác ở Sở từ". Đại khái Kinh Thi ảnh hưởng đến phú về hai mặt, một là phúng dụ, hai là miêu tả, khắc họa. Ngoài phú ra, các loại văn vần như tụng, tán, bi, lũy, châm, minh... nói chung đều dùng câu bốn chữ, không thể nói là không chịu ảnh hưởng của Kinh Thi được
• Ngoài phương diện văn học quan trọng, xét trên các phương diện lịch sử xã hội, lịch sử chính trị, lịch sử kinh tế, lịch sử tư tưởng, lịch sử khoa học kĩ thuật..., ta đều đều có thể tìm thấy ở Kinh Thi một kho báu vô giá. Qua Kinh Thi, ta có thể biết được phong tục tập quán, tình trạng xã hội và chế độ chính trị của các nước chư hầu ở Trung Quốc thời Chu. Vì thế nên Tưởng Tổ Di đã xem Kinh Thi là một khảo chứng phẩm về nông nghệ thời cổ, Hồ Thích cũng đã dùng Kinh Thi để nghiên cứu trạng huống xã hội Trung Quốc trong giai đoạn mà Hồ gọi là "thời kỳ thai nghén triết học".
• Về mặt kinh học, từ sau đời Hán, Kinh Thi được đưa vào Ngũ kinh, trở thành kinh điển của Nho gia, là tài liệu giáo dục quan trọng của Nho sĩ Trung Quốc. Mặc dù Kinh Thi vốn là tuyển tập văn học, nhưng do có thuyết cho rằng nó được Khổng Tử san định nên hậu nho đã "kinh học hóa" (classicize), "huyền thoại hóa" (mythify) thi tuyển ấy. Trào lưu này vốn xuất hiện ngay từ thời nhà Hán với các bản chú giải Kinh Thi như Mao truyện, Trịnh tiên, và tiêu biểu là bản Thi kinh tập truyện của Chu Hy đời Tống. Vì vậy, Kinh Thi còn mang tư cách của một tác phẩm kinh học Nho gia. Kinh Thi chỉ được dạy cho học trò khi họ hoàn thành xong việc học sách Tiểu học 小學 của Chu Hy và Tứ thư của Khổng, Tăng,Tư, Mạnh; khi đã tiếp thu một trình độ nhất định về ứng đối, tiến thoái, hiểu biết được căn bản "lục nghệ" (lễ, nhạc, xạ, ngự, thư, số) mới được học Ngũ kinh và bộ Kinh đầu tiên phải học là Kinh Thi. Do vậy, Kinh Thi trở thành giáo trình chính trị - luân lý cho toàn bộ Nho sĩ trong xã hội Trung Quốc suốt hai nghìn năm phong kiến, đã gánh vác nhiệm vụ giáo hóa muôn dân mà Khổng Tử gọi là Thi giáo. Kinh Thi cũng trở thành chuẩn mực trong các văn bản hành chính như chiếu lệnh của triều đình, tấu nghị của quần thần đến hoành phi câu đối trong cung điện hoặc ở các chùa quán, tư gia... đều lấy chữ và ý tứ trong Kinh Thi.
Ảnh hưởng của Kinh Thi còn lan đến các quốc gia đồng văn lân cận Trung Quốc như Triều Tiên, Việt Nam, Nhật Bản và để lại nhiều dấu ấn trong các trước tác thư tịch, văn chương của các quốc gia này. Kinh Thi vẫn tiếp tục được nghiên cứu sâu rộng bởi giới "Thi học", không chỉ ở Trung Quốc, Việt Nam mà là trên toàn thế giới.

## Trong văn hóa Việt Nam
Kinh điển Trung Hoa, trong đó có Kinh Thi, thâm nhập vào Việt Nam có thể kể từ khi bắt đầu thời Bắc thuộc khoảng đầu Công nguyên thông qua con đường giáo dục, mở trường học, truyền bá giáo lý Nho gia. Cho dù sự cai trị của người Hán không còn áp đặt lên Việt Nam từ sau năm 938, nhưng Nho giáo vẫn được coi trọng và truyền bá mạnh mẽ, dần dần trở thành ý thức hệ chính thống của các triều đại phong kiến Việt Nam. Kinh Thi bởi vậy cũng có ảnh hưởng to lớn đến văn hóa Việt Nam nói chung, văn học Việt Nam nói riêng.

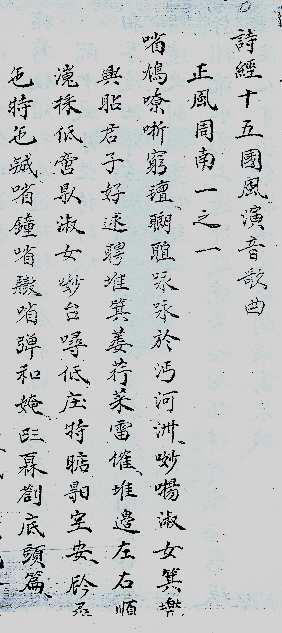
Bản dịch Nôm bài thơ Quan thư trong sách Thi kinh Thập ngũ quốc phong diễn âm ca khúc do Nguyễn Tư Đại biên soạn năm 1902

• Ảnh hưởng của Kinh Thi với văn hóa Việt Nam sâu rộng nhất là ở lĩnh vực nghệ thuật. Kinh Thi được coi là khuôn vàng thước ngọc cho sáng tác văn chương của nhà nho như Lê Quý Đôn từng ca ngợi "Thơ khởi phát từ trong lòng ta. Ba trăm bài thơ trong Kinh Thi phần nhiều là của nông dân, phụ nữ làm ra, mà cũng có những bài các văn sĩ đời sau không theo kịp được, như thế là vì nó chân thực". Các tác phẩm chữ Hán và chữ Nôm của văn học Việt Nam thời trung đại đều ít nhiều có điển cố, điển tích của Kinh Thi. Khi thì mượn ý tứ để sáng tác, khi thì mượn nguyên vần, có câu lấy hai đến ba hình ảnh trong Kinh Thi, thậm chí có bài phú lấy hầu hết ý trong Kinh Thi để thể hiện ý đồ sáng tác. Như bài thơ Tiễn Nguyễn Biểu đi sứ tương truyền do vua Trần Trùng Quang sáng tác, đã dùng chữ "hoàng hoa" để chỉ việc đi sứ của Nguyễn Biểu, đó là lấy ý từ bài Hoàng hoàng giả hoa trong Tiểu nhã. Bài Cỗ đầu người của Nguyễn Biểu có câu "Ca lối lộc minh so cũng một", chính là điển tích trong bài Lộc minh của Kinh Thi. Câu thơ ở Chinh phụ ngâm
Nương song luống ngẩn ngơ lòng
Vắng chàng điểm phấn trang hồng với ai
khá gần gũi với bài Bá hề (Vệ phong). Truyện Kiều của Nguyễn Du cũng là ví dụ tiêu biểu cho sự học tập ngôn ngữ Kinh Thi. Câu "Đào non sớm liệu xe tơ kịp thì" lấy ý từ bài Đào yêu, lại có câu
Sầu đong càng lắc càng đầy
Ba thu dọn lại một ngày dài ghê
có thể coi là sự phiên dịch câu "Một ngày chẳng gặp, dài tựa ba thu" ở bài Thái cát (Vương phong). Thống kê cho thấy, các điển cố Kinh Thi xuất hiện thường xuyên trong văn học Việt Nam là "đào yêu", "lân chỉ", "thuyền bách"....
Trong diễn xướng, vở chèo Quan Âm Thị Kính mở đầu bằng cảnh Thiện Sĩ ngồi học bài, Thị Kính ngồi khâu. Thiện Sĩ học rất to tiếng và bài học của chàng chính là Quan thư (Chu Nam). Trong chèo Việt Nam còn có điệu Quân tử vu dịch với những câu như "Những khi tựa cửa, ngao ngán cảnh xa chồng. Rày ngóng mai trông...", Quân tử vu dịch chính là tên một bài thơ trong Vương phong.
• Về giáo dục và kinh học, Kinh Thi là tài liệu học tập thường xuyên của mọi Nho sĩ Việt Nam thời phong kiến mà bản Kinh Thi thông dụng nhất thời ấy là bản Mao thi có Chu Hy làm Truyện. Cùng với các bộ sách kinh điển khác của Nho giáo, Kinh Thi từng được dùng làm đề tài trong khoa cử của Việt Nam mà niên đại xưa nhất chúng ta còn biết là từ thời nhà Trần. Hai bộ sách Thi kinh sách lược 詩經策略 ký hiệu VHv.385 và VHv.433 hiện lưu trữ tại Thư viện Viện Nghiên cứu Hán Nôm Việt Nam còn ghi chép được hơn 530 bài văn sách có đề tài trong Kinh Thi; sách Ngũ kinh tiết yếu 五經節要 của Bùi Huy Bích, Ngũ kinh loại thuyết 五經類說, Ngũ kinh xuyến châu tự 五經串珠序, đều tóm tắt nội dung và chú giải của năm kinh, trong đó có Kinh Thi, nhằm phục vụ cho học trò trong các kì khoa cử. Các loại sách tham khảo, "luyện thi" như vậy rất nhiều trong khi các trước tác khảo cứu bình giảng kinh văn ở Việt Nam rất ít ỏi. Bởi vì theo quy định từ đời Tống trở về sau, phàm học trò đi thi, khi giải nghĩa sách kinh điển thì phải theo đúng giải nghĩa của tiên nho (cụ thể là Tống Nho), nếu không dù sáng tạo sắc sảo vẫn bị đánh hỏng, khoa cử Việt Nam cũng vậy.
Tuy nhiên, trong giới học thuật Việt Nam vẫn luôn có ý thức bài bác, đưa ra ý kiến trái ngược với chú thích của Tống Nho. Như Hồ Quý Ly đã dịch Kinh Thi và viết sách Quốc ngữ Thi nghĩa 國語詩義 bằng chữ Nôm để giải thích lại Kinh Thi. Bài tựa do ông viết không theo ý của Chu Hy. Đặc biệt là vào khoảng thời Nguyễn, trào lưu "giải kinh học" (declassicize) "giải huyền thoại" (demythify) ở Trung Quốc đã ảnh hưởng mạnh mẽ đến việc tiếp nhận Kinh Thi của nho giả Việt Nam. Tiêu biểu là Nguyễn Văn Siêu khi ông cho rằng lời khảo chứng của Chu Hy "vẫn còn nhiều điều đáng ngờ".

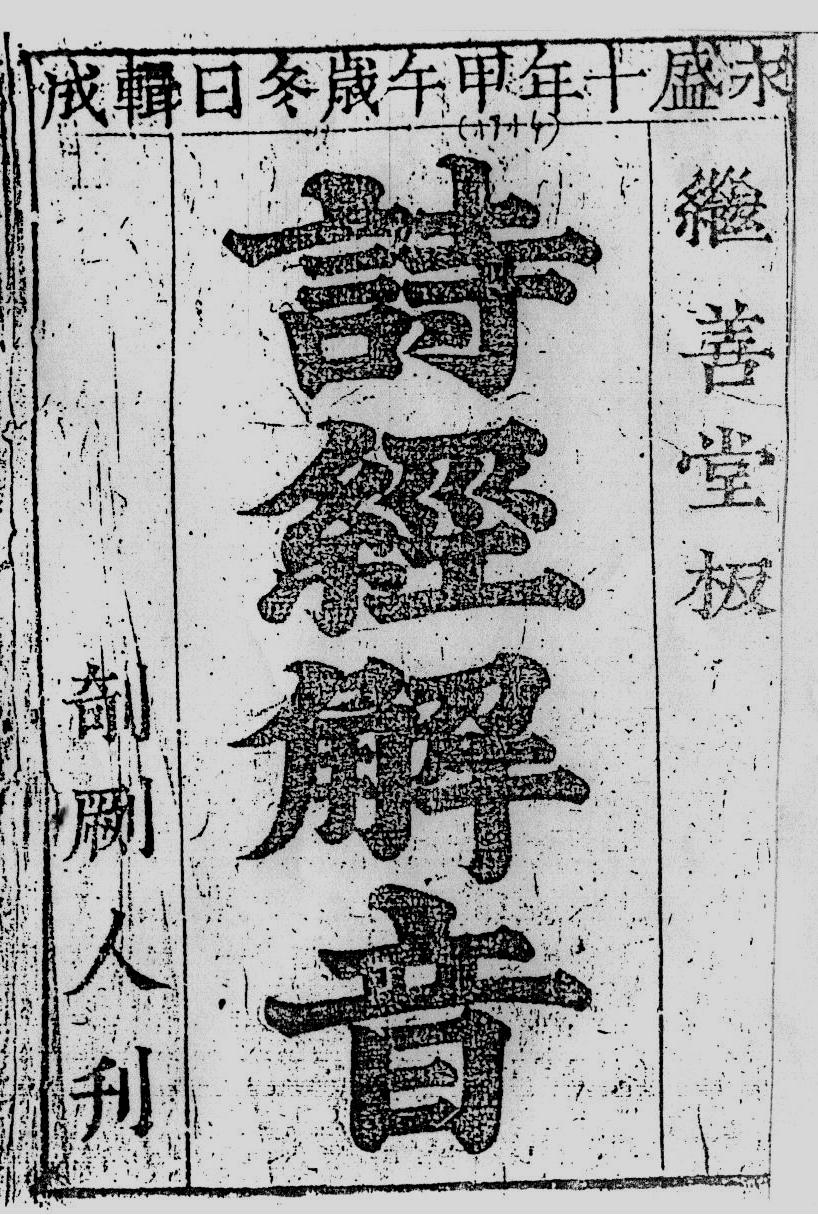
Bìa sách Thi kinh giải âm khắc in năm 1714

• Phong trào phiên dịch Kinh Thi sang chữ Nôm nở rộ với phát súng mở đầu Quốc ngữ Thi nghĩa của Hồ Quý Ly. Sau đó có Nguyễn Quý Cảnh thích nghĩa Tứ Thư Ngũ Kinh, Nguyễn Thiếp dịch Ngũ Kinh sang chữ Nôm theo yêu cầu của vua Quang Trung, Tùng Thiện Vương Miên Thẩm viết cuốn Thi kinh quốc âm ca 詩經國音歌, nhưng các tư liệu này đều chưa/không tìm được. Thư tịch dịch thuật Kinh Thi cổ xưa nhất của Việt Nam còn lại đến ngày nay là sách Thi kinh giải âm 詩經解音, chưa rõ dịch giả, khắc in năm 1714, rồi được viện Sùng Chính đời Tây Sơn cho tái bản theo chiếu chỉ giục gấp của Quang Trung. Sau đó là tác phẩm Thi kinh đại toàn tiết yếu diễn nghĩa 詩經大全節要演義 khắc in các năm 1836 và 1837. Đó là các tác phẩm dịch Kinh Thi sang văn xuôi.
Các tác phẩm dịch Kinh Thi sang thơ gồm có Thập ngũ Quốc phong diễn âm 十五國風演音, Thi Kinh quốc ngữ ca 詩經國語歌 và một số bản dịch lẻ tẻ các thiên Thất nguyệt, Tiểu nhung của Phạm Đình Toái. Hiện nay, Viện Nghiên cứu Hán Nôm Việt Nam còn lưu giữ được 8 tác phẩm, 19 văn bản, 31 ký hiệu sách với tổng số 5368 trang văn bản dịch.
Vào thế kỉ 20, Kinh Thi lại được dịch sang chữ Quốc ngữ, tập trung nhất là bốn bản dịch.
Đầu tiên là bản tuyển dịch của Tản Đà, Nghiêm Thượng Văn, Đặng Đức Tô do Nghiêm Hàm ấn quán xuất bản ở Hà Nội năm 1924. Bản này chọn dịch 63 bài, nhưng mỗi bài không nhất thiết chọn hết, gồm các phần: Hán văn, phiên âm Hán Việt, chú thích, dịch thơ, giảng nghĩa. Năm 1992, Nhà xuất bản TP Hồ Chí Minh cho in lại, có sửa chữa, in thêm 27 trang Dẫn nhập ở đầu do Trần Văn Chánh viết.
Hai là bản dịch Thi kinh tập truyện của Chu Hy do Tạ Quang Phát dịch, Trung tâm Học liệu Bộ Giáo dục Việt Nam Cộng hòa xuất bản tại Sài Gòn năm 1968, trọn bộ ba tập. Sau đó, Nhà xuất bản Văn học tái bản trọn bộ ba tập vào năm 1991 và 1992, Nhà xuất bản Đà Nẵng tái bản vào năm 2003, Nhà xuất bản Văn học lại tái bản vào năm 2004. Bản này dịch hết 311 bài thơ, gồm nguyên bản Hán văn, phiên âm, dịch nghĩa, dịch thơ, chú giải, bình giảng.
Ba là bản tuyển dịch Kinh Thi tinh tuyển của Phạm Thị Hảo do Nhà xuất bản Đồng Nai ấn hành với 100 bài thơ được dịch, mỗi bài gồm nguyên bản Hán văn, phiên âm Hán Việt, dịch nghĩa, chú thích.
Cuối cùng là bản Kinh Thi in trong bộ sách Ngữ văn Hán Nôm: Ngũ kinh do Trần Lê Sáng giới thiệu và dịch chú, Nhà xuất bản Khoa học xã hội ấn hành năm 2002 với 53 thiên được dịch, gồm nguyên bản Hán văn, phiên âm Hán Việt, dịch nghĩa, chú thích. Ngoài ra, Trần Văn Chánh còn cho biết Nam Trân có một bản dịch nhưng chưa công bố.
• Từ nửa cuối thế kỉ 18, khi sưu tầm thơ ca dân gian Việt Nam, các nhà nho Việt Nam cũng có xu hướng học tập kết cấu của Kinh Thi. Trần Danh Án sưu tập và biên soạn Quốc phong giải trào 國風解嘲, Ngô Đình Thái tiếp tục sưu tập và biên soạn Nam phong giải trào 南風解嘲 và Nam phong nữ ngạn thi 南風女諺詩 . Mộng Liên Đường chủ nhân Nguyễn Đăng Tuyển soạn Quốc phong thi tập hợp thái 國風詩集合採, Nguyễn Văn Mại thì đặt là Việt Nam phong sử 越南封史.
Họ đều ghi chép tục ngữ ca dao bằng chữ Nôm, rồi dịch ra chữ Hán và chú thích theo cách chú giải của Chu Hy vì có ý đem ca dao Việt Nam so sánh với thơ Quốc phong của Kinh Thi. Với hai câu "Thương chồng nên phải gắng công/ Nào ai xương sắt da đồng chi đây", Nguyễn Mại làm truyện rằng "Trưng Vương là đàn bà, báo thù cho chồng mà đánh đuổi Tô Định, thực là gan vàng dạ sắt". Hay như câu "Hoa thơm, thơm lạ thơm lùng/ Thơm cành thơm rễ, người trồng cũng thơm" thì được ông cho là ám chỉ việc Lý Huệ Tông lấy bà Trần Thị Dung mà họ Trần được vinh hiển. Việc mô phỏng Truyện của Chu Hy để chú thích ca dao như vậy đôi khi là khiên cưỡng, gán ghép, làm sai lạc đi ý nghĩa của mỗi câu ca dao.

## Chú giải và thư mục